# أمين الحسيني
الحاج محمد أمين الحسيني أو المفتي (1895 – 4 يوليو 1974) كان المفتي العام للقدس، ورئيس المجلس الإسلامي الأعلى، ورئيس اللجنة العربية العليا، وأحد أبرز الشخصيات الفلسطينية في القرن العشرين، ولد في مدينة القدس عام 1895 وتلقى تعليمه الأساسي فيها، وانتقل بعدها لمصر ليدرس في دار الدعوة والإرشاد، أدى فريضة الحج في السادسة عشر من عمره، والتحق بعدها بالكلية الحربية بإسطنبول، ليلتحق بعدها بالجيش العثماني، والتحق بعد ذلك في صفوف الثورة العربية الكبرى. 
اعتقل الحسيني عام 1920، ولكنه استطاع الفرار إلى الأردن، وحكم عليه بالسجن 15 عاما، تولى منصب المفتي العام للقدس بعد وفاة أخيه كامل، وأنشأ المجلس الإسلامي الأعلى في 1921، وبعد فشل ثورة القسام عام 1936، أنشأ اللجنة العربية العليا، التي ضمت تيارات سياسية مختلفة.
أصدر المندوب السامي البريطاني قرارا بإقالة المفتي من منصبه والقبض عليه، وحينها هرب الحسيني إلى لبنان، حيث اعتقلته السلطات الفرنسية، وبعدها استطاع الهروب من لبنان إلى العراق، ثم تركيا، ثم ألمانيا، حيث مكث فيها قرابة 4 سنوات.
فرضت على الحاج أمين الحسيني الإقامة الجبرية بعد النكبة، فهاجر إلى سوريا ومنها إلى لبنان، حيث مكث فيها حتى وفاته.
توفي الحسيني عام 1974 ببيروت، وشيع بجنازة رسمية حضرها ياسر عرفات، ودفن في مقبرة الشهداء.

## نشأته وتعليمه
وُلِد محمد أمين الحسيني في القدس عام 1895 م، وقيل في 1897. لعائلة ميسورة كان من أفرادها ثلاثة عشر شخصاً تولوا مناصب إدارية وسياسية في القدس.
تلقى علوم القرآن واللغة العربية والعلوم الدينية في فترة مبكرة من عمره، أدخله والده «مدرسة الفرير» لمدة عامين لتعلم الفرنسية، ثم أُرسل إلى جامعة الأزهر بالقاهرة ليستكمل دراسته، كما إلتحق بكلية الآداب في الجامعة المصرية، وكذلك في مدرسة محمد رشيد رضا «دار الدعوة والإرشاد»، نشبت الحرب العالمية الأولى عام 1914، فلم يستطع العودة لإستكمال دراسته، فذهب إلى إسطنبول ليلتحق بالكلية العسكرية، وتخرج برتبة ضابط صف في الجيش العثماني، وقد ترك الخدمة لإعتلال صحته بعد ثلاثة أشهر فقط من تخرجه، وعاد إلى القدس، فما لبثت القوات العربية والبريطانية أن سيطرت على القدس سنة 1917 فإلتحق بقوات الثورة العربية وجند لها المتطوعين، وكان قد أدى فريضة الحج مع والدته في عام 1913 م، فاكتسب لقب الحاج من حينها.

## الوظائف والمناصب
- أسس ورأس «النادي العربي» 1915 م، وهو أول منظمة سياسية عرفتها فلسطين، وانطلقت منها الحركة الوطنية الفلسطينية، ثم عمل معلماً بمدرسة روضة المعارف الوطنية.
- انتخب مفتياً للقدس عام 1921م خلفاً لشقيقه كامل الحسيني.
- رأس أول مجلس للشؤون الإسلامية والأوقاف والمحاكم الشرعية وهو المجلس الإسلامي الأعلى لفلسطين عام 1922م.
- أشرف على إعادة تنظيم المحاكم الشرعية في سائر قطاعات فلسطين (18 محكمة شرعية).
- استعاد الإشراف على الأوقاف الإسلامية بعد أن كانت في يد النائب العام (وهو اليهودي الإنجليزي بنتويش).
- تأسيس وتقوية المدارس الإسلامية في كل أنحاء فلسطين.
- تأسيس الكلية الإسلامية (من 1924 م إلى 1937 م).
- تأسيس والإشراف على «دار الأيتام الإسلامية الصناعية» في القدس.
- رئاسة لجنة إعادة إعمار وترميم المسجد الأقصى وقبة الصخرة، وهو المشروع الذي تم في عام 1929م.
- رئاسة مؤتمر العالم الإسلامي - وهو الذي بدأ منذ عام 1931م في القدس من أجل القضية الفلسطينية، وتكرر عقده برئاسته في مكة وبغداد وكراتشي وغيرها.
- تكوين جمعيات «الأمر بالمعروف والنهي عن المنكر» للإصلاح بين المتخاصمين ومقاومة الدعوة الصهيونية للعرب ببيع أرضهم.
- تنسيق الجهود والإشراف على إعداد التنظيمات المسلحة في أرض فلسطين، والتي أثمرت «جيش الجهاد المقدس» في أطواره المختلفة.
- تأسيس ورئاسة اللجنة العربية العليا لفلسطين.
- المشاركة في ثورة رشيد عالي الكيلاني في العراق ضد الإنجليز عام 1941م.
- إنشاء مكاتب للحركة العربية والقضية الفلسطينية في برلين وروما، ثم في أماكن مختلفة من أوروبا بعد انتهاء الحرب العالمية الثانية.
- رئاسة الهيئة العربية العليا لفلسطين والتي تشكلت بموجب قرار من جامعة الدول العربية عام 1946م.
- رئاسة وفد فلسطين في مؤتمر باندونغ عام 1955م، وقد حضر الوفد بصفة مراقب.
- تنسيق جهود الأعمال الفدائية بعد حرب 1948م.
- رئاسة «المؤتمر الوطني الفلسطيني» عام 1948، والذي أعلن حكومة عموم فلسطين ووضع دستورها، وبرنامج الحكومة.

## جهاده للقضية الفلسطينية

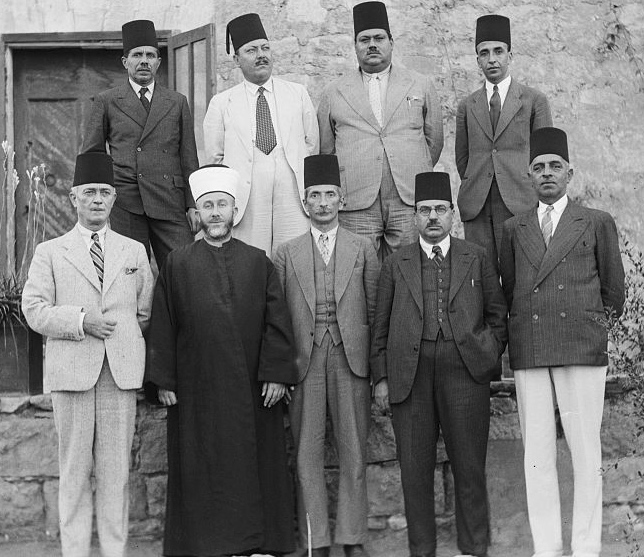
أعضاء اللجنة العربية العليا، 1936، الصف الأمامي الأول من اليسار بالترتيب: راغب النشاشيبي، أمين الحسيني، أحمد حلمي عبد الباقي، عبد اللطيف صلاح، ألفرد روك.

شارك أمين الحسيني في العمل الوطني الفلسطيني منذ نهاية الحرب العالمية الأولى في عام 1918م، وشارك في عقد «المؤتمر العربي الفلسطيني الأول» عام 18 - 1919م، والمظاهرات الفلسطينية في عام 1920م، وقد اتهمته السلطات البريطانية بأنه وراء هذه المظاهرات، وهاجم شباب القدس القافلة البريطانية المشرفة على ترحيله للسجن، وهرب إلى سوريا، وحكم عليه غيابيًا بالسجن 15 سنة، وتحت ضغط الغضب الفلسطيني تم العفو عنه، وبعد عودته بأشهر يُتَوفَّى شقيقه مفتي القدس، ويرشِّحه رجال فلسطين لخلافة شقيقه وهو ابن خمسة وعشرين عامًا، ويفوز الشاب بالمنصب، ولكنه لا يكتفي بهذا، فيطالب بتشكيل هيئة إسلامية تشرف على كافة الشئون الإسلامية في فلسطين، وينجح في حمل السلطة البريطانية على الموافقة، ويفوز في انتخابات رئاسة هذه الهيئة، ويعمد من خلال هذه الهيئة إلى تنظيم الشعب الفلسطيني، فينظم الجمعيات الكشفية، وفرق الجوالة، وإعدادها إعدادًا جهاديًا، ويتصل بكافة المخلصين والمناضلين في العالمين العربي والإسلامي من أمثال عز الدين القسام وعبد القادر الحسيني.
وقد توجهت الدعاية المعارضة لأمين الحسيني لتظهره وكأنه الرجل المسالم للإنجليز، وفي لقاء بينه وبين بعض قادة العمل الوطني على رأسهم عبد القادر الحسيني يدور الحديث عن موقفه من مقاومة الإنجليز، فيرد الرجل قائلاً: ما رأيكم أن تقاوموا أنتم الإنجليز وتتركوني لمقاومة اليهود؟
وأحسَّ القوم أن الرجل له علم ونظرة أعمق من مجرد دفع عدو ظاهر، وأن الأمر أخطر من مجرد السيطرة الإنجليزية، وأن هذه السيطرة ستار لمؤامرة استيطانية، وتتوحد الجهود، ويكون عبد القادر الحسيني قائداً للأعمال العسكرية، والمفتي أمين الحسيني هو الواجهة السياسية، والمنسق (من خلال منصبه واتصالاته) للجهود العسكرية، وتوفير التمويل اللازم لكافة الجهود لنصرة القضية الفلسطينية، وتتحرك الثورة عام 1929م، ثم في عام 1933م، ثم تكون الثورة الكبرى عام 36 - 1939م، ويتولى أمين الحسيني مسئولية «اللجنة العربية العليا لفلسطين»، وهي لجنة سرية لتنسيق الجهود على مستوى الدول العربية لنصرة القضية الفلسطينية، وتتعقب بريطانيا المفتي في كل مكان، ويلجأ الرجل للمسجد الأقصى يدير الثورة من داخله، وتُصدر السلطة الإنجليزية قرارًا بإقالة المفتي من جميع مناصبه.
ويضطر المفتي إلى الخروج من فلسطين إلى لبنان، وقد وقع في قبضة السلطة الفرنسية بها، وترفض فرنسا تسليمه للسلطة البريطانية، وتسمح له بالعمل في الفترة من 37 إلى 1939م، ومع بشائر الحرب العالمية الثانية، تقرر السلطة الفرنسية القبض عليه ونقله للسجن، فيهرب إلى العراق، وهناك يشجع الضباط العراقيين على الثورة، وتقوم ثورة رشيد عالي الكيلاني عام 1941م، ويناصر المفتي الثورة، ويشترك معه مجموعات فلسطينية على رأسها عبد القادر الحسيني الذي يشترك في مقاومة التقدم الإنجليزي في العراق، ومع بشائر الفشل للثورة ينتقل إلى طهران، ثم انتقل سرًا بين عدة عواصم أوروبية حتى انتهى به الأمر إلى برلين، وقد التقى في هذه المرحلة مع قادة دول المحور سواء في إيطاليا أو ألمانيا، ولم يكن الأمر مفاجئاً، فقد أجرى المفتي اتصالات سابقة مع القيادة الألمانية في بداية الحرب، وهذا أمر طبيعي، فالدول العربية كلها تقريبًا ليس بينها وبين ألمانيا عداوة، ثانيًا ألمانيا صارت العدو القوي المواجه لكل من إنجلترا وفرنسا «وهما الدولتان اللتان يحتلان أغلب الدول العربية».

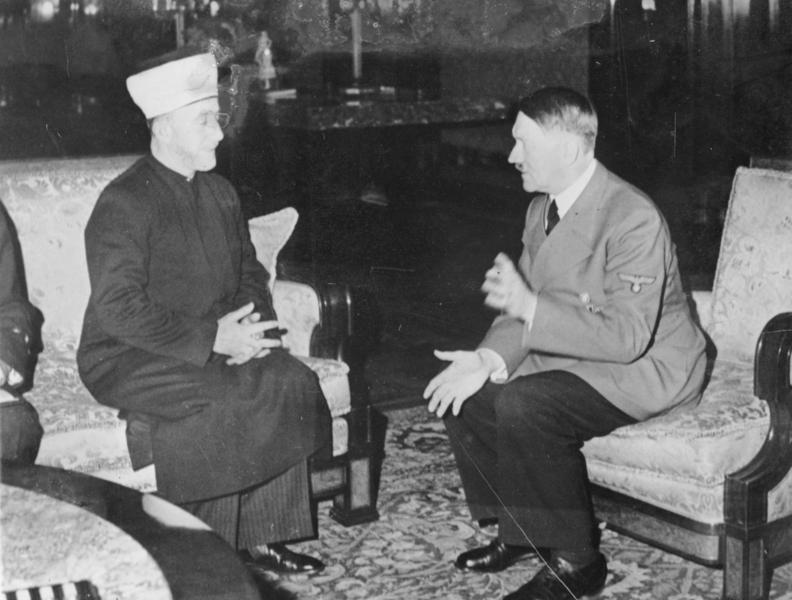
لقاؤه مع أدولف هتلر.

وكانت رسالة المفتي السابقة على وصوله لألمانيا تتضمن المطالب الآتية:
- الاعتراف الرسمي من جانب دول المحور باستقلال كل من: مصر، العراق، اليمن.
- الاعتراف بحق البلدان العربية الخاضعة للانتداب: سورية، لبنان، فلسطين والأردن بالاستقلال.
- الاعتراف بحق البلدان الخاضعة للاحتلال الإنجليزي بالاستقلال: السودان، البحرين، الكويت، عُمان، قطر، حضرموت، إمارات الخليج العربي.
- إعادة عدن وبقية الأجزاء المنفصلة عن اليمن، والتي يستعمرها الإنجليز.
- الإعلان من قبل دول المحور أنها لا تطمع في مصر والسودان.
- الاعتراف بحق العرب في إلغاء الوطن القومي اليهودي وعدم الاعتراف به.
- وفي لقاء مع هتلر في عام 1941م، رد هتلر أن هذه المطالب سابقة لأوانها، وأنه عند هزيمته لقوات الحلفاء في هذه المناطق يأتي وقت مثل هذا الإعلان، ثم كانت المفاجأة عندما عرض أمين الحسيني في لقائه الثاني تكوين جيش عربي إسلامي من المتطوعين في الشمال الأفريقي وشرق المتوسط لمقاومة الحلفاء، فكان رد هتلر "إنني لا أخشى الشيوعية الدولية، ولا أخشى الإمبريالية الأمريكية البريطانية الصهيونية، ولكن أخشى أكثر من ذلك كله هذا الإسلام السياسي الدولي.[بحاجة لمصدر] ومن ثَم بدأ الرجل يضع قواعد للاستفادة من الوضع الراهن، فبدأ يستفيد من وجوده بالأوجه الآتية:

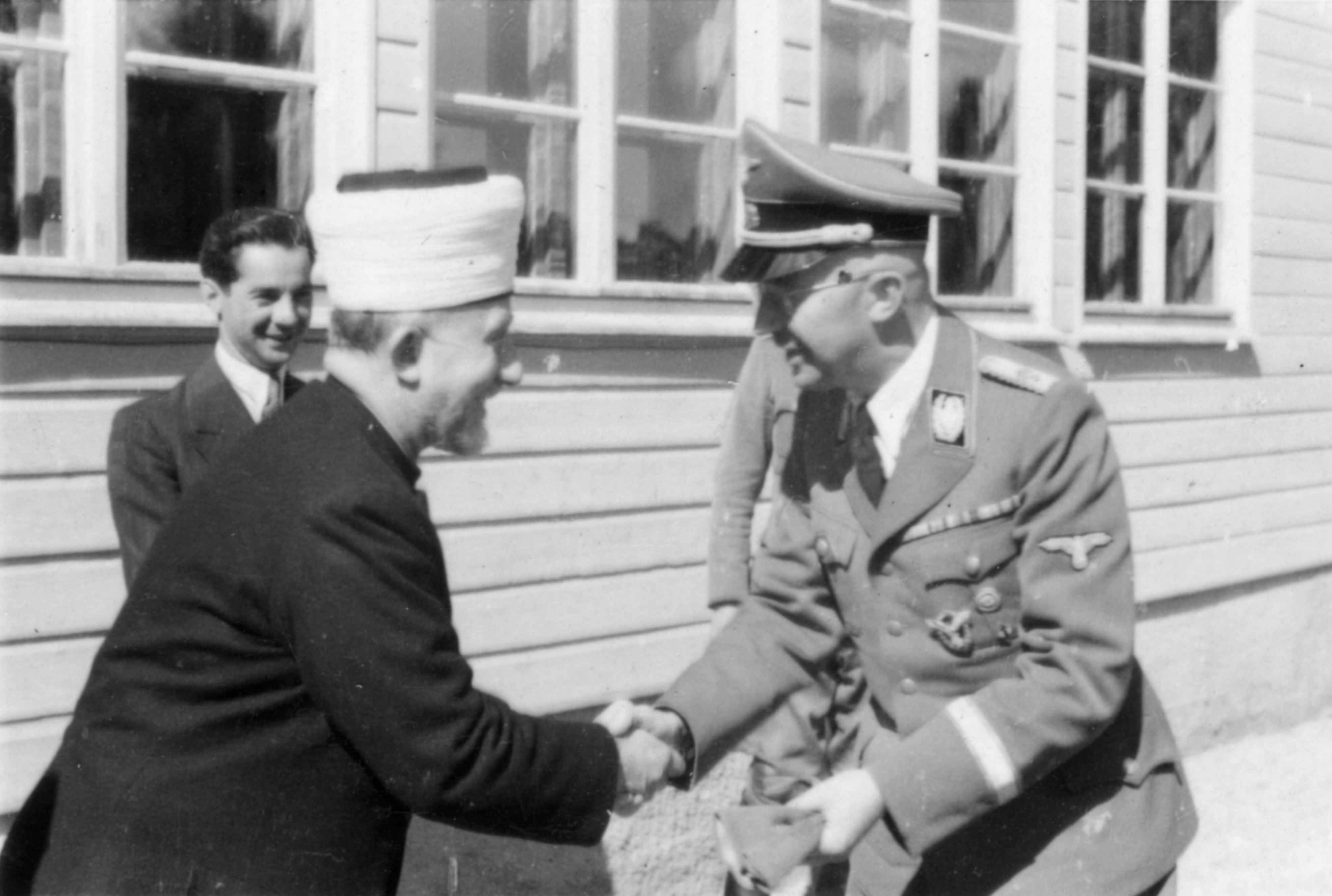
لقاؤه مع زعيم الإس إس هاينريش هيملر

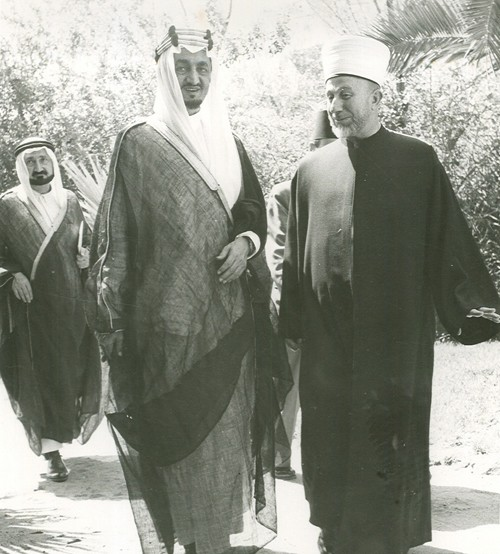
أمين الحسيني مع الملك فيصل بن عبد العزيز آل سعود.

- فتح أبواب الكليات العسكرية الألمانية لتدريب الشباب العربي والفلسطيني بما يُعَدُّ نواه لجيش الجهاد المقدس في طوره الثاني.
- العمل على استصدار بيان من قيادة المحور يضمن الاستقلال لأكبر عدد من الدول العربية بعد انتصار المحور على الحلفاء في هذه البلاد.
- العمل على الحصول على أكبر كمية من الأسلحة وتخزينها، استعداداً لمرحلة قادمة، وقد قام بالفعل بتخزين السلاح في مصر وليبيا وجزيرة رودس. نجح في تكوين معهد لإعداد الدعاة في ألمانيا، وقام بإقناع القيادة الألمانية في وضع داعية في كل الفرق العسكرية التي بها مسلمون، وفي نفس الوقت دفع بعض الشباب المسلم العربي بها على الاشتراك في الجيش لتدريب على كافة الأعمال القتالية.
- نجح في وقف الأعمال الإرهابية ضد البوسنة (البوشناق) من جانب الصرب، ونجح في إقناع القيادة الألمانية بتشكيل جيش بوسني لمنع تكرار هذه المذابح، وتم بالفعل تكوين جيش من 100 ألف بوسني، ولكن تم تسريحه بعد انتهاء الحرب.

## مطاردة من جديد

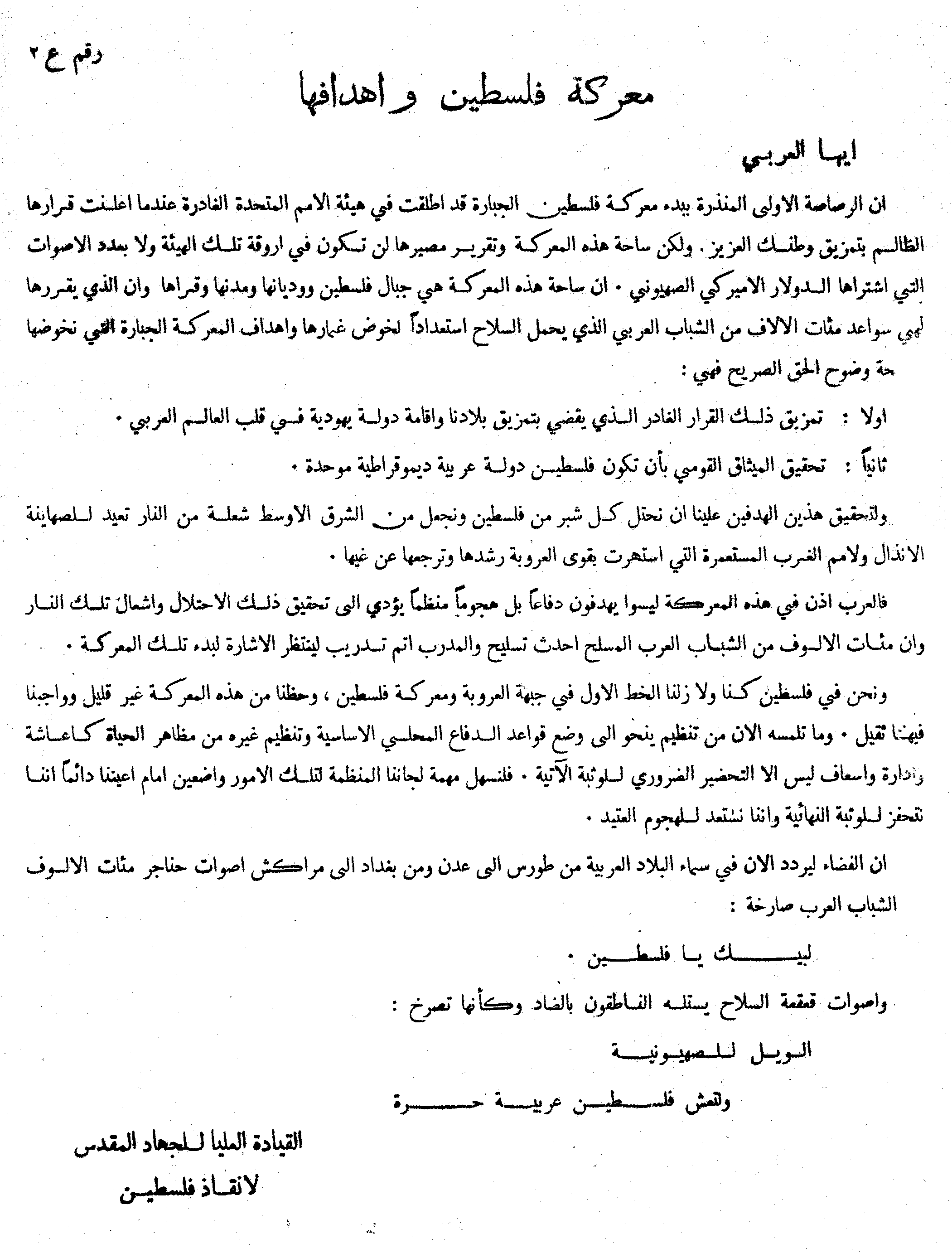
رسالة الشيخ أمين الحسيني اعتراضا على قرار التقسيم سنة 1947م.

استطاع المفتي الهروب من ألمانيا في اللحظات الأخيرة قبل سقوط برلين، وتم القبض عليه في فرنسا، وقضى يومين في زنزانة مظلمة، ولكنه تقدم للضابط المسئول وعرَّفه بنفسه ومكانته، وطالب أن يعامل بالشكل اللائق، وبالفعل انتقل لمنزل جنوب باريس، وعندما أعلن عن وجوده في فرنسا، بدأت المطاردة له من السلطات البريطانية والأمريكية، والصهيونية داخل فرنسا، ورفضت فرنسا أن تسلِّمه بسبب خلافها مع المصالح البريطانية والأمريكية، وحرصًا على عدم استثارة المشاعر الإسلامية، وتدخل ملك المغرب ورئيس تونس أثناء وجودهما في باريس، وطالَبَا باصطحاب المفتي معهما، وتدخلت الجامعة العربية، ورئيس باكستان محمد علي جناح، من أجل سلامة المفتي، ورفضت فرنسا، وبدأت المقايضة الأمريكية مع مشروعات إعادة إعمار فرنسا بتمويل أمريكي، وقبل أن تقرر فرنسا تسليمه لأمريكا استطاع أن يهرب المفتي من فرنسا عن طريق استخدام جواز سفر لأحد أنصاره في أوروبا، وهو الدكتور معروف الدواليبي بعد استبدال الصورة. ونجح المفتي في الوصول إلى القاهرة عام 1947م، ويظل متخفيًا بها عدة أسابيع حتى استطاع أن يحصل على ضيافة رسمية من القصر الملكي تحميه من المطاردة الدولية لشخصه.
ويبدأ الحاج أمين الحسيني في تنظيم صفوف المجاهدين من القاهرة، وتدخل القضية الفلسطينية طورها الحرج، وتعلن الأمم المتحدة مشروع تقسيم فلسطين، وتعلن دولة إسرائيل، ويرأس المفتي الهيئة العربية العليا لفلسطين، وتبدأ الحرب، وتبدأ المؤامرات والخيانات، وتقوم بعض الدول العربية بمنع المجاهدين من الاستمرار في مقاومة العصابات الصهيونية، وذلك بحجة أن جيوشهم سوف تقوم بهذه المهمة، ثم يبدأ مسلسل الخيانات لاستكمال المؤامرة، وتنتهي الحرب بهزيمة الجيوش الدول العربية، ويتم حمل المفتي من خلال موقعه كرئيس للهيئة العربية العليا على أن يصدر أمرًا للمجاهدين الفلسطينيين بوضع السلاح، وما إن يتخلص المفتي من بعض القيود حتى يسرع لعقد المؤتمر الفلسطيني في القدس ليعلن استقلال فلسطين وقيام حكومتها، ولكن مصر تعتقل المفتي وحكومة عموم فلسطين وتحدد إقامتهم في القاهرة، ومع قيام الثورة، يبدأ المفتي في تنظيم الأعمال الفدائية على كافة الجبهات، وتستمر العمليات حتى عام 1957م. وفي نفس الوقت ينشط في الجانب السياسي على مستوى الدول العربية والإسلامية، وبعض من الدول الآسيوية؛ وذلك لتأييد الحق الفلسطيني في وطنه، ودعم الجهاد المسلح في مواجهة العدو الإسرائيلي، ويمثل فلسطين في تأسيس حركة عدم الانحياز عام 1955م في مؤتمر باندونج، ولكن تدريجيًا يتم تقييد حركته السياسية ووقف العمل الفدائي من عام 1957م على معظم الجبهات، وتظهر بشائر مؤامرة جديدة، ومحاولة لإنهاء القضية في خطوات سلمية، وتظهر خطة التسوية مع أعوام 1959م، 1960م والمعروفة بخطة همر شولد، وهي الخطة التي وافقت عليها دولة المواجهة العربية مقابل ثلاثة مليارات من الدولارات، وينتقل الحاج أمين الحسيني إلى بيروت عام 1961م، وينقل إليها مقر الهيئة العربية العليا، ويفضح الرجل خطوط المؤامرة، وتفشل الخطة.
وتبدأ خطة عربية بإنشاء كيان بديل للهيئة العربية العليا، وتبدأ بإصدار قرار من جامعة الدول العربية بإنشاء كيان فلسطيني عام 1963م، وينشأ الكيان تحت رعاية مصر باسم منظمة التحرير الفلسطينية عام 1964م، ويعين رئيساً له أحمد الشقيري الذي يخضع للتوجهات العربية، وبعد نكسة عام 1967م، يبدأ الحسيني من جديد نشاطه من أجل القضية، موضحاً موقفه الثابت أن القضية لن يتم حلها إلا بالجهاد المسلح، ويستمر الرجل في نضاله حتى تُفضي روحه إلى بارئها عام 1974م.

## هدم بيته
هدمت الجرافات الإسرائيلية بيت ومقر أمين الحسيني المسمى فندق شبرد بحي الشيخ جراح في وسط مدينة القدس صباح يوم الأحد الموافق 9 يناير 2011. وكان البيت قد تحول إلى فندق بداية السبعينيات. وحسب الإعلانات الرسمية الإسرائيلية فإنه من المقرر أن تقام عشرون وحدة استيطانية لإسكان عائلات يهودية مكان الفندق، كمرحلة أولى من مخطط لبناء ثمانين وحدة استيطانية في المنطقة. وقد أثار الهدم إدانات دولية وعربية وفلسطينية. فوصفت وزيرة الخارجية الأميركية هيلاري كلينتون الحادث «بالتطور المزعج» و«المقوض لجهود السلام». كما أدان الهدم أطراف عديدة منها الاتحاد الأوروبي ومنظمة المؤتمر الإسلامي والحكومة الأردنية وحركة حماس. من ناحيتها أدانت الرئاسة الفلسطينية العملية واعتبرتها إجراء سياسي لعزل القدس وتغيير الوقائع فيها. فيما وصف نجل المفتي ومحافظ القدس عدنان الحسيني العملية الإسرائيلية «بالبربرية» و«استهدافا للذاكرة وقيمة المقاومة التي كان يحملها شخص الحاج أمين الحسيني».

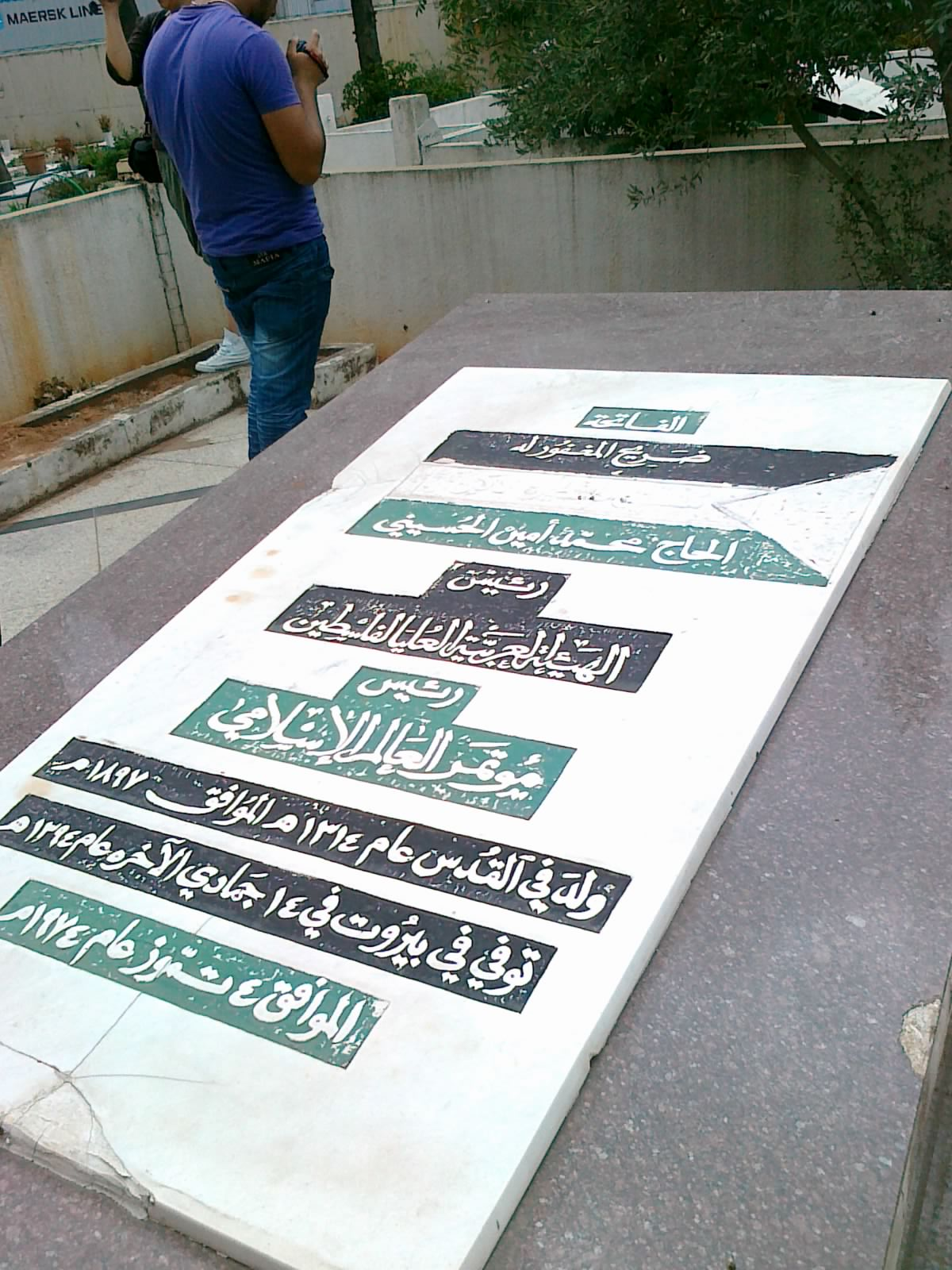
ضريح أمين الحسيني في مقبرة شهداء فلسطين في بيروت

## وقت مبكر من الحياة

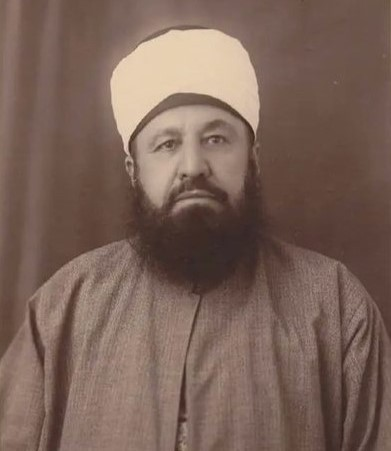
مرشد الحسيني محمد رشيد رضا رجل دين سني سوري اشتهر بمعارضته الشديدة للحركة الصهيونية والمُثُل الغربية.

وُلِد أمين الحسيني حوالي عام 1897في القدس وهو ابن مفتي تلك المدينة والمعارض الأوائل البارز للصهيونية طاهر الحسيني. تتكون عشيرة الحسيني من أصحاب الأراضي الأثرياء في جنوب فلسطين وتركزت حول قضاء القدس. وكان ثلاثة عشر عضوًا من العشيرة رؤساء لبلدية القدس بين عامي 1864 و1920. عضو آخر من العشيرة وأخ أمين غير الشقيق كامل الحسيني خدم أيضًا كمفتي القدس. في القدس التحق أمين الحسيني بمدرسة القرآن الكريم (كتب) ومدرسة ثانوية حكومية عثمانية ( الرشدية ) حيث تعلم اللغة التركية ومدرسة ثانوية كاثوليكية يديرها المبشرون الفرنسيون وهي مدرسة الإخوة الكاثوليك حيث تعلم اللغة الفرنسية. درس أيضًا في التحالف الإسرائيلي العالمي مع مديره اليهودي ألبرت أنتيبي. اعتبر العنتيبي الحسيني تلميذه وأشار إليه في رسالة. 
وفي عام 1912 درس الشريعة الإسلامية لفترة وجيزة في جامعة الأزهر بالقاهرة وفي دار الدعوة والإرشاد تحت قيادة رشيد رضا وهو عالم سلفي والذي ظل معلمًا لأمين حتى وفاته في عام 1935. لقد أصبح دفاع رشيد رضا عن القيم الإسلامية التقليدية وعدائه للتغريب عنصرا أساسيا في شخصية الحسيني الدينية. ومثل رضا كان يعتقد أن الغرب يشن حربًا ضد الإسلام وشجع الثورات الإسلامية في جميع أنحاء العالم الإسلامي لهزيمة القوى الاستعمارية الأوروبية والصهيونية. ولكن الحسيني لم يتبن الأصولية الإسلامية التي تبناها أستاذه.
ورغم إعداده لتولي منصب ديني منذ شبابه إلا أن تعليمه كان نموذجيًا للأفندي العثماني في ذلك الوقت ولم يرتد عمامة دينية إلا في عام 1921 بعد تعيينه مفتيًا. في عام 1913 وفي عمر 16 عاماً تقريباً رافق الحسيني والدته زينب إلى مكة وحصل على اللقب الشرفي حاجي. قبل الحرب العالمية الأولى درس في مدرسة الإدارة في القسطنطينية وهي أكثر المؤسسات العثمانية علمانية.

## الحرب العالمية الأولى
ومع اندلاع الحرب العالمية الأولى عام 1914حصل الحسيني على رتبة ضابط مدفعية في الجيش العثماني وعين في اللواء السابع والأربعين المتمركز في مدينة إزمير وما حولها. وفي نوفمبر 1916 حصل على إجازة إعاقة لمدة ثلاثة أشهر من الجيش وعاد إلى القدس. كان يتعافى من مرض أصابه هناك عندما استولى البريطانيون على المدينة بعد عام واحد. أتمت الجيوش البريطانية والشريفية والتي قُدِّر عدد المتطوعين فيها من العرب الفلسطينيين بنحو 500 غزوها لفلسطين وسوريا الخاضعتين لسيطرة العثمانيين في عام 1918. وباعتباره ضابطاً شريفاً قام الحسيني بتجنيد الرجال للخدمة في جيش فيصل بن الحسين بن علي الهاشمي أثناء الثورة العربية وهي المهمة التي قام بها أثناء عمله كمجند لدى الإدارة العسكرية البريطانية في القدس ودمشق. وأشار تقرير بالين لما بعد الحرب إلى أن ضابط التجنيد الإنجليزي الكابتن سي دي برونتون وجد الحسيني الذي تعاون معه مؤيدًا جدًا للبريطانيين وأنه من خلال توزيع منشورات وزارة الحرب التي قاموا بإسقاطها من الجو والتي تعدهم بالسلام والازدهار في ظل الحكم البريطاني، "قاموا بإعطاء المجندين فهمًا بأنهم يقاتلون في قضية وطنية وتحرير بلادهم من الأتراك". لا يوجد شيء في حياته المهنية المبكرة حتى هذه النقطة يشير إلى أنه كان لديه طموحات للخدمة في منصب ديني : كانت اهتماماته قومية عربية.

## النشاط السياسي المبكر
وفي عام 1919 حضر الحسيني المؤتمر السوري العام الذي عقد في دمشق حيث أيد الأمير فيصل ملكاً على سوريا. في ذلك العام أسس الحسيني فرع القدس الموالي لبريطانيا من "النادي العربي" الذي كان مقره في سوريا (النادي العربي) والتي تنافست بعد ذلك مع "النادي الأدبي" الذي ترعاه النشاشيبي (المنتدى الأدبي) للتأثير على الرأي العام وسرعان ما أصبح رئيسًا لها. وفي الوقت نفسه كان يكتب مقالات لصحيفة سوريا الجنوبية (جنوب سوريا). صدرت هذه الصحيفة في القدس ابتداء من سبتمبر 1919 من قبل المحامي محمد حسن البديري وقام بتحريرها عارف العارف وكلاهما من الأعضاء البارزين في النادي العربي.
وكان الحسيني مؤيدًا قويًا للمملكة العربية السورية قصيرة العمر التي تأسست في مارس 1920.بالإضافة إلى دعمه للسياسات القومية العربية التي انتهجها الملك فيصل الأول حاول الحسيني زعزعة استقرار الحكم البريطاني في فلسطين التي أُعلنت جزءاً من المملكة العربية رغم عدم ممارسة أي سلطة في الواقع.
خلال مسيرة النبي موسى السنوية في القدس في أبريل 1920 اندلعت أعمال شغب عنيفة احتجاجًا على تنفيذ وعد بلفور الذي دعم إنشاء وطن للشعب اليهودي في فلسطين. وقد تسبب ذلك في أضرار جسيمة في حياة اليهود وممتلكاتهم. وقد ألقى تقرير بالين اللوم على كلا الجانبين في انفجار التوترات. حُكم على زئيف جابوتنسكي منظم الدفاعات شبه العسكرية اليهودية بالسجن لمدة 15 عامًا. وقد اتُهم الحسيني الذي كان آنذاك مدرساً في مدرسة الرشيدية بالقرب من باب الساهرة في القدس الشرقية بتحريض الجماهير العربية بخطاب تحريضي وحكم عليه غيابياً بالسجن لمدة عشر سنوات من قبل محكمة عسكرية لأنه كان قد فر إلى سوريا في ذلك الوقت. وقد قاموا بالتأكيد بعد ذلك بفترة وجيزة من قبل حاييم وايزمان والمقدم في الجيش البريطاني ريتشارد مينرتزهاجن اللذين عملا في انسجام وثيق
أن الحسيني كلف بتحريض الشغب من قبل رئيس أركان المشير البريطاني اللنبي العقيد بيرتي هاري ووترز تايلور لإثبات للعالم أن العرب لن يتسامحوا مع وجود وطن يهودي في فلسطين. لم يثبتو هذا الادعاء مطلقًا وطرد ماينرتزهاجن.
بعد أحداث أبريل/نيسان وقع حدث أدى إلى تحويل التنافس التقليدي بين عشيرتي الحسيني والنشاشيبي إلى صدع خطير كان له عواقب بعيدة المدى على الحسيني والقومية الفلسطينية. وبحسب السير لويس بولس فقد مورست ضغوط كبيرة على الإدارة العسكرية من جانب الزعماء والمسؤولين الصهاينة مثل ديفيد يلين من أجل إقالة رئيس بلدية القدس موسى كاظم باشا الحسيني نظراً لتواجده في مظاهرة مارس/آذار السابق. قام العقيد ستورز الحاكم العسكري للقدس بعزله دون أي استفسار آخر واستبدله بالراغب النشاشيبي من عشيرة النشاشيبي المنافسة. ووفقاً لتقرير بالين فإن هذا "كان له تأثير عميق على أتباعه في الدين حيث أكد بشكل قاطع القناعة التي تشكلت لديهم بالفعل من أدلة أخرى بأن الإدارة المدنية كانت مجرد دمية في يد المنظمة الصهيونية".
حتى أواخر عام 1920 ركز الحسيني جهوده على القومية العربية وأيديولوجية سوريا الكبرى على وجه الخصوص مع فهم فلسطين كإقليم جنوبي من دولة عربية وعاصمتها دمشق. كان من المقرر أن تشمل سوريا الكبرى كامل أراضي بلاد الشام التي كانت تحتلها الآن سوريا ولبنان والأردن والفلسطين . وانهار الصراع على بلاد الشام بعد أن هزمت فرنسا القوات العربية في معركة ميسلون في يوليو/تموز 1920. دخل الجيش الفرنسي دمشق في ذلك الوقت وأطاح بالملك فيصل وأنهى مشروع سوريا الكبرى التي وضعت تحت الانتداب الفرنسي وفقاً لاتفاقية سايكس بيكو السابقة. وقد استجاب وجهاء فلسطين للكارثة من خلال سلسلة من القرارات في مؤتمر حيفا عام 1921 والتي حددت الإطار الفلسطيني وتجاهلت في صمت الفكرة السابقة المتمثلة في إقامة اتحاد جنوبي مع سوريا. لقد حدد هذا الإطار نبرة القومية الفلسطينية على مدى العقود التالية.
ثم تحول الحسيني مثل العديد من أبناء طبقته وفئته من القومية العربية الموجهة نحو دمشق إلى أيديولوجية فلسطينية على وجه التحديد تركز على القدس والتي سعت إلى منع الهجرة اليهودية إلى فلسطين الانتدابية. وقد أدى الإحباط الناجم عن التطلعات القومية العربية إلى إضفاء لون إسلامي على النضال من أجل الاستقلال مما أدى إلى زيادة اللجوء إلى فكرة استعادة الأرض إلى دار الإسلام. ومنذ انتخابه مفتياً حتى عام 1923مارس الحسيني سيطرة كاملة على الجمعية السرية الفداءية. (المضحون بأنفسهم) والتي مع الإخاء والعفاف لعبت منظمة الأخوة والنقاء (الاسم الكامل للمنظمة) دورًا مهمًا في الأنشطة السرية المناهضة للبريطانيين والصهيونية ومن خلال أعضائها في قوات الدرك انخرطت في أنشطة شغب منذ وقت مبكر من أبريل 1920.

## مفتي القدس
وأعلن السير هربرت صموئيل المفوض السامي البريطاني المعين حديثاً عفواً عاماً عن المدانين بالتواطؤ في أعمال الشغب التي وقعت عام 1920 باستثناء أمين الحسيني والعارف فقط. وفي أثناء زيارة قام بها صموئيل في وقت لاحق من ذلك العام إلى القبائل البدوية في شرق الأردن التي آوت اللاجئين السياسيين الاثنين عرض صموئيل العفو على كليهما وقبله العارف بسرعة. ورفض الحسيني العرض في البداية على أساس أنه ليس مجرماً. ولم يقبل العفو إلا في أعقاب وفاة أخيه غير الشقيق المفتي كامل الحسيني في مارس 1921. وبعد ذلك أجريت الانتخابات ومن بين المرشحين الأربعة لمنصب المفتي حصل الحسيني على أقل عدد من الأصوات وكان الثلاثة الأوائل من مرشحي النشاشيبي. ومع ذلك كان صموئيل حريصًا على الحفاظ على التوازن بين الحسينيين وعشيرتهم المنافسة النشاشيبيين. قبل عام من ذلك استبدل البريطانيون موسى الحسيني في منصب رئيس بلدية القدس براغب النشاشيبي. ثم تحركوا لتأمين وظيفة تعويضية من الهيبة لعائلة الحسيني بتعيين أحدهم في منصب المفتي وبدعم من راغب النشاشيبي نجحوا في إقناع المرشح الأوفر حظاً من بين النشاشيبيين الشيخ حسام الدين جارالله بالانسحاب. وقد أدى هذا تلقائيًا إلى ترقية أمين الحسيني إلى المركز الثالث الأمر الذي سمح له بموجب القانون العثماني بالتأهل ثم اختاره صموئيل كمفتي. كان تعيينه الأولي مفتيًا ولكن عندما أنشاء المجلس الإسلامي الأعلى في العام التالي طالب الحسيني وحصل على لقب المفتي الأعظم الذي قاموا بإنشاؤه في وقت سابق ربما على غرار الاستخدام المصري من قبل البريطانيين لأخيه غير الشقيق كامل. وقد جاء هذا المنصب مع فترة ولاية مدى الحياة.
وفي عام 1922 انتخب الحسيني رئيسًا للمجلس الإسلامي الأعلى الذي أنشأه صموئيل في عام 1921. يزعم ماثيوز أن البريطانيين اعتبروا أن الجمع بين صورته كقومي عربي فعال وسليل عائلة نبيلة من القدس "يجعل من المفيد مواءمة مصالحه مع مصالح الإدارة البريطانية وبالتالي إبقائه على مسافة قصيرة منه". كان المجلس يسيطر على أموال الأوقاف والتي تبلغ قيمتها سنويًا عشرات الآلاف من الجنيهات وأموال الأيتام والتي تبلغ قيمتها سنويًا حوالي 50 ألف جنيه إسترليني مقارنة بـ 600 ألف جنيه إسترليني في الميزانية السنوية للوكالة اليهودية. بالإضافة إلى ذلك كان يسيطر على المحاكم الإسلامية في فلسطين. ومن بين الوظائف الأخرى عُهد إلى هذه المحاكم بسلطة تعيين المعلمين والوعاظ.
في البداية، كان البريطانيون يوازنون التعيينات في المجلس الإسلامي الأعلى بين الحسينيين وأنصارهم (المعروفين باسم مجلسية أو مؤيدي المجلس) والنشاشيبيين وعشائرهم المتحالفة (المعروفة باسم "المجلسيّة"، المعارضة). معارضون كانوا أكثر ميلاً إلى التوصل إلى تسوية مع اليهود وفي الواقع تلقوا لعدة سنوات إعانات سنوية من الوكالة اليهودية. خلال معظم فترة الانتداب البريطاني أدت المناوشات بين هاتين العائلتين إلى تقويض أي وحدة عربية فلسطينية بشكل خطير. ولكنهم في عام 1936 تمكنوا من تحقيق قدر من السياسة المتفق عليها عندما انضمت كل المجموعات العربية الفلسطينية لتأسيس جهاز تنفيذي دائم عرف باسم اللجنة العربية العليا برئاسة الحسيني.

### الحرم الشريف والحائط الغربي
أطلق المجلس الإسلامي الأعلى ورئيسه الحسيني الذي اعتبر نفسه حارساً لأحد المقدسات الإسلامية الثلاثة حملة دولية في الدول الإسلامية لجمع التبرعات لترميم وتحسين الحرم الشريف (الحرم الشريف) أو جبل الهيكل وخاصة المسجد الأقصى وقبة الصخرة (التي تضم أيضًا أقدس موقع في اليهودية). كانت المنطقة بأكملها بحاجة إلى ترميم واسع النطاق نظرًا للتدهور الذي أصابها نتيجة الإهمال في العصر العثماني. كانت القدس هي الوجهة الأصلية التي يصلي إليها المسلمون حتى قام محمد صلى الله عليه وسلم بتحويل القبلة إلى مكة المكرمة في عام 624م. وكلّف الحسيني المهندس المعماري التركي معمار كمال الدين. وفي ترميم الموقع تلقى الحسيني المساعدة أيضًا من مدير الآثار الكاثوليكي للقوة المنتدبة إرنست ريتشموند ‏. تحت إشراف ريتشموند رسم المهندس المعماري التركي خطة وكان تنفيذ الأعمال حافزًا ملحوظًا لإحياء الفنون الحرفية التقليدية مثل فسيفساء الفسيفساء وإنتاج الأواني الزجاجية والصناعات الخشبية وأعمال الخوص وتجارة الحديد.
وكانت الجهود الحثيثة التي بذلها الحسيني لتحويل الحرم إلى رمز للقومية العربية والفلسطينية تهدف إلى حشد الدعم العربي ضد تدفق المهاجرين اليهود بعد الحرب. وفي حملته الانتخابية اتهم الحسيني اليهود مراراً وتكراراً بالتخطيط للاستيلاء على الحائط الغربي للقدس الذي ينتمي إلى وقف أبو مدين كملكية غير قابلة للتصرف وإعادة بناء الهيكل فوق المسجد الأقصى. لقد أخذ بعض التصريحات على سبيل المثال التي أدلى بها الحاخام الأشكناز الرئيسي في فلسطين إبراهيم إسحاق كوك بشأن العودة النهائية في الوقت المناسب للحرم القدسي إلى أيدي اليهود وحولها إلى مؤامرة سياسية ملموسة للسيطرة على المنطقة. إن العمل المكثف الذي قام به الحسيني لتجديد المقام باعتباره مركزاً للعالم الإسلامي والمساعي اليهودية لتحسين وصولهم إلى الساحة عند الحائط الغربي وتأسيس أجواء مناسبة طقسياً فيها أدى إلى زيادة الصراع بين المجتمعين حيث يرى كل منهما الموقع من منظوره ومصالحه التقليدية فقط. وأشارت الروايات الصهيونية إلى أعمال الحسيني في الموقع والدعاية له والتهديدات التي يتعرض لها باعتبارها محاولات لاستعادة هيبة عائلته المتدهورة. وتقرأ الروايات العربية التحريض المتزايد لبعض الجماعات اليهودية بشأن الجدار باعتباره محاولة لإحياء اهتمام الشتات بالصهيونية بعد سنوات من الانحدار النسبي والاكتئاب والهجرة. وقد قوبلت كل محاولة لإحداث تغييرات طفيفة على الوضع الراهن الذي لا يزال يحكمه القانون العثماني باحتجاجات شديدة من جانب السلطات المسلمة أمام السلطات البريطانية. إذا كان المسلمون قادرين على الاستشهاد باللائحة العثمانية لعام 1912 التي تحظر على وجه التحديد إدخال أشياء مثل المقاعد فإن اليهود قادرين على الاستشهاد بشهادات على حقيقة أنه قبل عام 1914 وضعت استثناءات معينة لتحسين وصولهم واستخدامهم للحائط. لقد شهد العقد الماضي العديد من حلقات الاحتكاك الشديد ووصلت التوترات المتصاعدة إلى ذروتها في أواخر عام 1928 ولكنها انفجرت بعد فترة راحة قصيرة في انفجار عنيف بعد عام.

### أعمال الشغب في فلسطين عام 1929

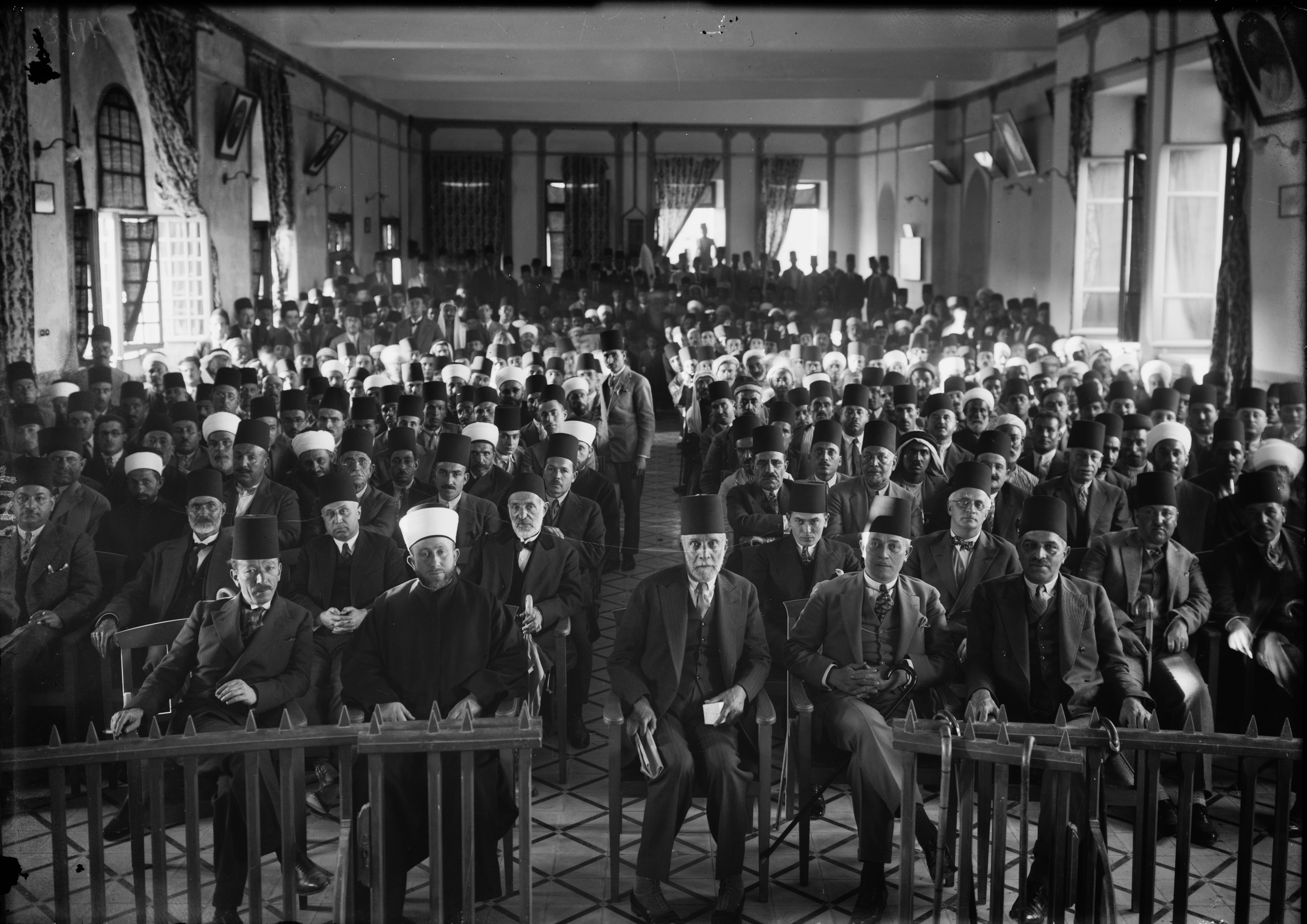
وفود الاحتجاج العربية ضد السياسة البريطانية في فلسطين خلال عام 1929

في 10 أغسطس/آب 1928 أجل انعقاد الجمعية التأسيسية التي دعا إليها الفرنسيون في سوريا بسرعة عندما ظهرت دعوات لإعادة توحيد البلاد مع فلسطين. التقى الحسيني وعوني عبد الهادي مع القوميين السوريين وأصدروا بيانًا مشتركًا لدولة ملكية موحدة تحت قيادة أحد أبناء ابن سعود. في السادس والعشرين من الشهر أحتفل بإنجاز المرحلة الأولى من أعمال ترميم مساجد الحرم الشريف باحتفال كبير بحضور ممثلين عن الدول الإسلامية التي مولت المشروع والسلطات الانتدابية وعبد الله أمير شرق الأردن. وبعد شهر ظهر مقال في الصحافة اليهودية يقترح شراء وتدمير المنازل في الحي المغربي المجاور للحائط لتحسين وصول الحجاج وبالتالي تعزيز "خلاص إسرائيل". وبعد ذلك بفترة وجيزة في 23 سبتمبر يوم كيبور قدم أحد رجال الدين اليهود شاشة لفصل المصلين الذكور عن الإناث عند الحائط. وبناء على معلومات من سكان حي المغاربة المجاور اشتكت سلطة الوقف إلى هاري لوك القائم بأعمال السكرتير الأول لحكومة فلسطين من أن هذا يحول المسار إلى كنيس وينتهك الوضع الراهن كما حدث مع المقاعد القابلة للطي في عام 1926. وعندما واجه رجال الشرطة البريطانيون الرفض استخدموا القوة لإزالة الشاشة وحدثت صدامات عنيفة بين المصلين والشرطة. 
وقد أثارت مزاعم الصهاينة باستخدام القوة غير المتناسبة خلال هذه المناسبة الجليلة للصلاة موجة من الغضب في مختلف أنحاء الشتات. خرجت احتجاجات يهودية في جميع أنحاء العالم احتجاجا على العنف الممارس عند الحائط الغربي. وطالب المجلس الوطني اليهودي "فاد لئومي" الإدارة البريطانية بمصادرة الجدار لصالح اليهود. ورداً على ذلك نظم المسلمون لجنة للدفاع عن البراق الشريف وخرجت مسيرات جماهيرية ضخمة في ساحات الأقصى احتجاجاً. وبدأ العمل على الفور في بناء مسجد فوق موقع الصلاة اليهودي وهو عمل مصحوب بالضوضاء في كثير من الأحيان. وقد أثارت بعض الاضطرابات مثل فتح ممر للحمير لمرورها عبر المنطقة غضب المصلين. وبعد مفاوضات مكثفة أنكرت المنظمة الصهيونية أي نية للسيطرة على الحرم الشريف بأكمله لكنها طالبت الحكومة بمصادرة الحي المغربي وهدمه. وقد سمح قانون صدر عام 1924 للسلطات البريطانية بمصادرة الممتلكات وقد أثار الخوف من هذا القانون بدوره قلق المجتمع المسلم مع أن قوانين التبرع بالوقف منعت صراحة أي نوع من التصرف في الممتلكات. وبعد مداولات مطولة صدر الكتاب الأبيض في 11 ديسمبر/كانون الأول 1928 لصالح الوضع الراهن.
بعد ترشيح المفوض السامي الجديد السير جون تشانسلور لخلافة اللورد بلومر في ديسمبر/كانون الأول 1928 أعيد النظر في المسألة وفي فبراير/شباط 1929 أثبتت الآراء القانونية أن السلطة الإلزامية كانت ضمن صلاحياتها للتدخل لضمان حقوق اليهود في الوصول إلى المدينة والصلاة. وطالب الحسيني بتوضيح محدد للوضع القانوني الراهن فيما يتعلق بالجدار. المستشار يدرس إضعاف هيئة كبار العلماء وتقويض سلطة الحسيني من خلال جعل منصب المفتي اختياريا. مر مهرجان النبي موسى في شهر إبريل من ذلك العام دون وقوع أي حوادث مع أن تحذيرات الحسيني من احتمال وقوع حوادث. اعتقد المستشار أن سلطته كانت تتضاءل وبعد التشاور مع لندن اعترف للحسيني في 6 مايو بأنه عاجز عن التصرف بشكل حاسم في هذه المسألة. فأجاب الحسيني أنه ما لم تتصرف السلطات الانتدابية كما يتصرف الرهبان المسيحيون في حماية أماكنهم المقدسة في القدس فإن الشيوخ سوف يضطرون إلى أخذ أي انتهاكات للوضع الراهن على عاتقهم وإزالة أي أشياء أدخلها اليهود إلى المنطقة بأنفسهم. وطلب منه المستشار أن يتحلى بالصبر وعرض الحسيني وقف الأعمال في الجبل بشرط ألا يُفهم هذا على أنه اعتراف بالحقوق اليهودية. وقد أدى تغيير الحكومة في بريطانيا في شهر يونيو/حزيران إلى اقتراح جديد : يجب أن تخضع فقط الأعمال الإسلامية في القطاع القريب من الأماكن التي يصلي فيها اليهود لتصريح إلزامي : يمكن لليهود استخدام الأشياء الطقسية ولكن إدخال المقاعد والشاشات سيكون خاضعًا لتصريح المسلمين. وقد سمح المستشار للمسلمين باستئناف أعمالهم الترميمية وفي الوقت نفسه استجابة لمزيد من الشكاوى الصهيونية أقنع المجلس الإسلامي الأعلى بوقف مراسم الذكر الصاخبة في محيط الجدار. وطلب أيضاً من الممثلين الصهاينة الامتناع عن ملء صحفهم بالهجمات على الحكومة والسلطات الإسلامية. ثم غادر المستشار إلى أوروبا حيث كانت اللجنة الانتدابية تعقد مداولاتها.

### أعمال شغب
ومع وجود المستشار في الخارج وتواجد اللجنة الصهيونية ذاتها مع زعيمها العقيد فريدريك كيش في زيوريخ لحضور المؤتمر الصهيوني السادس عشر (الذي حضره أيضاً زئيف جابوتنسكي ) استأنفت اللجنة العسكرية المركزية أعمالها في الحرم بتفويض سري فقط لتُقابل باحتجاجات من الصحافة اليهودية. ونشرت الإدارة القواعد الجديدة بسرعة في 22 يوليو/تموز مع خطأ خطير في الترجمة أدى إلى تأجيج التقارير الصهيونية حول مؤامرة ضد الحقوق اليهودية. وقد أدت الاحتجاجات في لندن إلى إعلان علني من جانب أحد أعضاء اللجنة الصهيونية بأن حقوق اليهود أكبر من الوضع الراهن وهو التصريح الذي شجع بدوره الشكوك العربية في أن الاتفاقيات المحلية كانت تتعرض مرة أخرى للنقض من قبل المؤامرات اليهودية في الخارج. إن الأخبار التي تفيد بأن مؤتمر زيورخ من خلال إنشاء الوكالة اليهودية في 11 أغسطس قد حقق الوحدة بين الصهاينة والمجتمع اليهودي العالمي وهو الإجراء الذي أدى إلى زيادة كبيرة في الاستثمار اليهودي في فلسطين البريطانية أثارت أجراس الإنذار. في 15 أغسطس يوم تيشا بآف وهو يوم إحياء ذكرى تدمير معبد القدس قامت حركة بيتار التعديلية مع أن مناشدة بينهاس روتنبرج في 8 أغسطس إلى القائم بأعمال المفوض السامي هاري لوك بمنع مثل هذه الجماعات من المشاركة بحشد أعضاء من تل أبيب للانضمام إليهم في الاحتفال الديني. وكان كيش قد حظر قبل مغادرته المظاهرات اليهودية في الأحياء العربية في القدس. أضفى شباب بيتار على الاحتفال مسحة وطنية قوية من خلال غناء الهتيكفا والتلويح بعلم إسرائيل وترديد شعار "الجدار لنا". وصادف اليوم التاليالمولد النبوي (أو موسين النبي) ذكرى مولد نبي الإسلام محمد صلى الله عليه وسلم . قام المصلون المسلمون بعد الصلاة في باحة الحرم بالمرور في الممر الضيق بجوار حائط البراق وقاموا بتمزيق كتب الأدعية وأوراق الحائط ولكن دون أن يصاب ثلاثة يهود كانوا موجودين هناك بأذى. واتصل به لوك وتعهد الحسيني ببذل قصارى جهده للحفاظ على الهدوء في الحرم لكنه لم يتمكن من منع المتظاهرين من التجمع عند الحائط.
في 17 أغسطس طعن عرب حتى الموت صبي يهودي صغير أثناء محاولته استعادة كرة القدم بينما أصيب عربي بجروح بالغة في شجار مع يهود فلسطينيين. وبسبب ارتباطه القوي بالحزب المعادي للهاشميين وتعرضه للهجوم من قبل أنصار عبد الله في شرق الأردن بسبب إساءة استخدام الأموال المخصصة للحملات ضد فرنسا طلب الحسيني تأشيرة لنفسه وعوني عبد الهادي للسفر إلى سوريا حيث كانت قيادة القضية السورية المناهضة لفرنسا محل نزاع. وبسبب نفوره من وجوده في سوريا طلب منه الفرنسيون تأجيل الرحلة. وفي هذه الأثناء ومع أن محاضرة هاري لوك للصحفيين بتجنب نشر مثل هذه المواد فقد انتشرت شائعات في كلا المجتمعين حول مذبحة وشيكة لليهود على يد المسلمين واعتداء على الحرم الشريف من قبل اليهود. في 21 أغسطس/آب سار موكب جنازة اتخذ شكل مظاهرة عامة للصبي اليهودي الميت عبر المدينة القديمة حيث قامت الشرطة بمنع محاولات اقتحام الأحياء العربية. وفي الثاني والعشرين من الشهر استدعى لوك ممثلي الطرفين لتهدئة الأمور والتوقيع على إعلان مشترك. وكان عوني عبد الهادي وجمال الحسيني مستعدين للاعتراف بحقوق الزيارة اليهودية للحائط مقابل اعتراف اليهود بالامتيازات الإسلامية في البراق. ولقد اعتبر الممثل اليهودي إسحاق بن تسفي هذا الأمر خارج نطاق صلاحياته التي اقتصرت على دعوة إلى الهدوء ورفضه العرب بدورهم. واتفقوا على مواصلة حوارهم في الأسبوع التالي.
في يوم الجمعة 23 أغسطس قُتل اثنان أو ثلاثة عرب في الحي اليهودي ميا شيريم. وكان أيضًا يومًا للصلاة الإسلامية. وتدفق حشد كبير من الناس من القرى النائية إلى القدس وكان كثير منهم مسلحين بالعصي والسكاكين. ولم يعرف بعد ما إذا كان هذا التحرك منظما من قبل الحسيني أم أنه نتيجة تحرك عفوي. وكان من المقرر أن يلقي خطبة الأقصى واعظ آخر لكن لوقا أقنع الحسيني بمغادرة منزله والذهاب إلى المسجد حيث استقبل بـ"سيف الإيمان" وأمر الواعظ بإلقاء خطبة سلمية بينما أرسل رسالة عاجلة لتعزيزات الشرطة حول الحرم. وردًا على الخطاب السلمي شن المتطرفون هجومًا على الحشد متهمين الحسيني بأنه كافر للقضية الإسلامية. وقد توجه نفس الاتهام العنيف في يافا ضد الشيخ مظفر وهو واعظ إسلامي متطرف والذي ألقى خطبة دعا فيها إلى الهدوء في نفس اليوم.  قاموا بشن هجوم على الحي اليهودي. وعلى مدى الأيام التالية وقعت هجمات عنيفة من جانب الغوغاء على المجتمعات اليهودية غذتها شائعات كاذبة حول مذابح مزعومة للعرب ومحاولات للاستيلاء على الجدار في الخليل وصفد وحيفا. وفي المجمل قُتل في عمليات القتل والهجمات الانتقامية التي تلتها 136 عربيًا و135 يهوديًا بينما جُرح 340 من اليهود فضلاً عن ما يقدر بنحو 240 عربيًا.

### العواقب
وأُجريت بعد ذلك تحقيقات رسمية من جانب البريطانيين ولجنة الانتداب التابعة لعصبة الأمم. وخلص التقرير الأول، "تقرير شاو" ، إلى أن الحادث الذي وقع في 23 أغسطس/آب كان هجوماً شنه العرب على اليهود لكنه رفض الرأي القائل بأن أعمال الشغب كانت متعمدة. من المؤكد أن الحسيني لعب دورًا نشطًا في المظاهرات الإسلامية منذ عام 1928 فصاعدًا لكن لا يمكن تحميله المسؤولية عن أعمال الشغب التي اندلعت في أغسطس حتى لو كان له "نصيب في المسؤولية عن الاضطرابات". ومع ذلك فقد تعاون منذ الثالث والعشرين من ذلك الشهر في تهدئة مثيري الشغب وإعادة إرساء النظام. وقد حدثت أسوأ حالات تفشي المرض في المناطق التي سيطر عليها خصومه السياسيون العرب مثل الخليل وصفد ويافا وحيفا. وكان السبب الجذري وراء اندلاع أعمال العنف يكمن في الخوف من الاستيلاء على الأراضي. وفي مذكرة تحفظ ذكر السيد هاري سنيل الذي يبدو أنه تأثر بنجل السير هربرت صموئيل وإدوين صموئيل أنه مع أنه كان مقتنعًا بأن الحسيني لم يكن مسؤولاً بشكل مباشر عن العنف أو أنه تواطأ فيه إلا أنه كان يعتقد أن الحسيني كان على دراية بطبيعة الحملة المناهضة للصهيونية وخطر الاضطرابات. ولذلك نسب إلى المفتي نصيباً أكبر من اللوم مما ورد في التقرير الرسمي. وقد زعم نائب رئيس لجنة الانتدابات الدائمة الهولندي السيد فان ريس أن "اضطرابات أغسطس/آب 1929 وكذلك الاضطرابات السابقة ذات الطابع المماثل لم تكن باختصار سوى جانب خاص من المقاومة التي ظهرت في كل مكان في الشرق بحضارته التقليدية والإقطاعية ضد غزو الحضارة الأوروبية التي فرضتها الإدارة الغربية" ولكنه خلص إلى أنه يرى أن "المسؤولية عما حدث تقع على عاتق الزعماء الدينيين والسياسيين للعرب".
وفي لندن طالب اللورد ميلشيت بالقبض عليه بتهمة تدبير كافة الاضطرابات المناهضة لبريطانيا في مختلف أنحاء الشرق الأوسط . لقد رفضت الوثائق القنصلية فرضية المؤامرة بسرعة وحددت السبب الأعمق باعتباره سياسياً وليس دينياً وهو ما حدده تقرير بالين في وقت سابق على أنه استياء عربي عميق من الصهيونية. مذكرات عربية عن فتنة (الاضطرابات) تأتي بعد إعلان معاصر للدفاع عن الجدار في 31 أغسطس/آب والذي برر أعمال الشغب باعتبارها مشروعة لكنه لم يذكر في أي مكان خطة منسقة. ويؤكد عزت دروزة وهو منافس قومي عربي للحسيني بمفرده دون تفاصيل أن الحسيني كان مسؤولاً. ولم يزعم الحسيني في مذكراته المعادية لليهود أنه لعب مثل هذا الدور.
وقد استقبل المفوض السامي الحسيني رسميا مرتين في الأول من أكتوبر/تشرين الأول 1929 وفي الأسبوع التالي وقد اشتكى الأخير من التحيز المؤيد للصهيونية في منطقة لا يزال السكان العرب ينظرون فيها إلى بريطانيا العظمى بشكل إيجابي. وزعم الحسيني أن ضعف الموقف العربي كان في افتقارهم إلى التمثيل السياسي في أوروبا في حين أن اليهود في رأيه كانوا مسيطرين لآلاف السنين بعبقريتهم في المؤامرات. وأكد للمستشار تعاونه في الحفاظ على النظام العام.

### الأنشطة السياسية 1930-1935

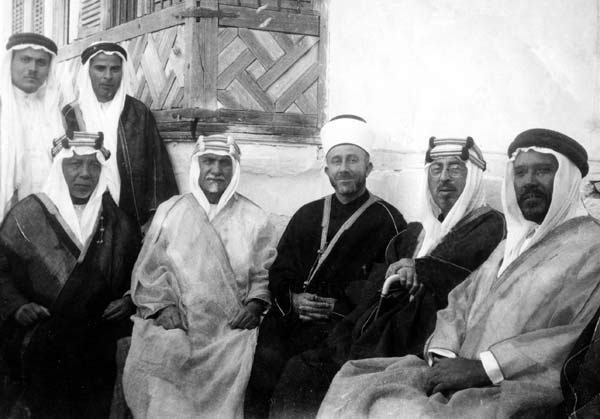
الحسيني (وسط الصورة) في زيارة إلى المملكة العربية السعودية في أوائل ثلاثينيات القرن العشرين على يساره هاشم الأتاسي الذي أصبح فيما بعد رئيسًا لسوريا وعلى يمين الحسيني شكيب أرسلان الفيلسوف القومي العربي من لبنان.

وبحلول عامي 1928 و1929 بدأ ائتلاف من جماعة وطنية فلسطينية جديدة في تحدي الهيمنة التي كان الحسيني يمارسها حتى ذلك الحين. كانت المجموعة أكثر براغماتية وكانت تنحدر من طبقة مالكي الأراضي ودوائر الأعمال وكانت عازمة على ما اعتبرته سياسة التكيف الأكثر واقعية مع الحكومة الانتدابية. ومنذ تلك الفترة نشأ خلاف تطور إلى عداوة بين النخبة القيادية من العرب الفلسطينيين.
وفي عام 1931 أسس الحسيني المؤتمر الإسلامي العالمي وكان رئيساً له. وتختلف الروايات حول ما إذا كان الحسيني قد دعم عز الدين القسام أم لا عندما قام بأنشطة سرية ضد سلطات الانتداب البريطاني. وكان الحسيني قد وافق على تعيينه إماماً لمسجد الاستقلال في حيفا. ويزعم لاخمان أنه شجع القسام سراً وربما قام بتمويلها في هذه الفترة. ومهما كانت علاقاتهما فإن نشاط الأخير المستقل وتحديه العلني للسلطات البريطانية يبدو أنه أدى إلى قطيعة بين الاثنين. لقد عارض بشدة ابتزازات القساميين للطوائف المسيحية والدرزية.
وفي عام 1933 وفقاً لعلامي أعرب الحسيني عن اهتمامه باقتراح بن غوريون بإنشاء دولة يهودية في فلسطين كجزء من اتحاد عربي أكبر. 
بحلول عام 1935 تولى الحسيني السيطرة على منظمة سرية واحدة لم يتم إخباره بطبيعتها حتى العام السابق والتي قاموا بإنشاؤها في عام 1931 من قبل ابن موسى كاظم الحسيني عبد القادر الحسيني وقاموا بتجنيدها من حركة الكشافة العربية الفلسطينية والتي تسمى "الجهاد المقدس" (الجهاد المقدس). وهذه منظمة شبابية شبه عسكرية أخرى، الفتوة موازية للهاجاناه اليهودية السرية. وقد أدت الشائعات واكتشاف مخابئ وشحنات الأسلحة من حين لآخر إلى تعزيز الاستعدادات العسكرية على الجانبين.

### الثورة العربية في فلسطين 1936-1939
في 19 أبريل 1936 اندلعت موجة من الإضرابات الاحتجاجية والهجمات ضد السلطات البريطانية واليهود في فلسطين. في البداية قاد أعمال الشغب فرحان السعدي وهو شيخ مسلح من كتائب القسام الشمالية وله صلات مع عائلة النشاشيبي. وبعد اعتقال فرحان وإعدامه استولى الحسيني على زمام المبادرة من خلال التفاوض على التحالف مع فصيل القسام. وبعيدًا عن بعض الإعانات الأجنبية بما في ذلك مبلغ كبير من إيطاليا الفاشية فقد كان يسيطر على الأوقاف وصناديق الأيتام التي كانت تولد دخلاً سنويًا يبلغ نحو 115 ألف جنيه فلسطيني. وبعد اندلاع الثورة أستخدم معظم تلك الأموال لتمويل أنشطة ممثليه في كافة أنحاء البلاد. وفي شهر يوليو/تموز أوضح للقنصل العام الإيطالي في القدس ماريانو دي أنجيليس أن قراره بالتدخل المباشر في الصراع كان نابعاً من الثقة التي وضعها في دعم الدكتاتور الإيطالي بينيتو موسوليني ووعوده. وبمبادرة من الحسيني شكل زعماء العشائر العربية الفلسطينية اللجنة العربية العليا برئاسته. ودعت اللجنة إلى الامتناع عن دفع الضرائب بعد 15 مايو/أيار وإلى إضراب عام للعمال والشركات العربية مطالبة بإنهاء الهجرة اليهودية. ورد المفوض السامي البريطاني في فلسطين السير آرثر واكهوب بالدخول في مفاوضات مع الحسيني واللجنة. لكن المحادثات سرعان ما أثبتت عدم جدواها. أصدر الحسيني سلسلة من التحذيرات مهددًا بـ"انتقام الله تعالى" ما لم تتوقف الهجرة اليهودية وبدأ الإضراب العام مما أدى إلى شل الحكومة والنقل العام والشركات العربية والزراعة.
ومع مرور الوقت وبحلول الخريف استنفدت الطبقة المتوسطة العربية مواردها. وفي ظل هذه الظروف كانت الحكومة المنتدبة تبحث عن وسيط يمكن أن يساعد في إقناع اللجنة العربية العليا بإنهاء التمرد. ورفض الحسيني واللجنة الملك عبد الله ملك الأردن كوسيط بسبب اعتماده على البريطانيين وصداقته مع الصهاينة ولكنهم قبلوا وزير الخارجية العراقي نوري السعيد. وبما أن واكهوب حذر من حملة عسكرية وشيكة وعرض في الوقت نفسه إرسال لجنة تحقيق ملكية لسماع الشكاوى العربية فقد ألغت اللجنة العربية العليا الإضراب في 11 أكتوبر/تشرين الأول. وعندما وصلت لجنة التحقيق الملكية الموعودة إلى فلسطين في نوفمبر/تشرين الثاني شهد الحسيني أمامها بصفته الشاهد الرئيسي للعرب.
في يوليو 1937 أُرسلت الشرطة البريطانية لاعتقال الحسيني بسبب دوره في الثورة العربية ولكن بعد تلقيها معلومات تمكن من الفرار إلى ملجأ اللجوء في الحرم. وبقي هناك لمدة ثلاثة أشهر يوجه الثورة من الداخل. بعد أربعة أيام من اغتيال القائم بأعمال مفوض المنطقة لويس ييلاند أندروز على يد أعضاء جليليين من جماعة القسام في 26 سبتمبر عزل الحسيني من رئاسة المجلس الإسلامي الأعلى و أعلن اللجنة العربية العليا غير قانونية وصدرت أوامر اعتقال لقادتها باعتبارهم "مسؤولين أخلاقياً على الأقل"مع أن عدم وجود أدلة على تواطؤهم. ومن بينهم فقط جمال الحسيني تمكن من الفرار إلى سوريا أما الخمسة الباقون فقد تم نفيهم إلى جزر سيشل. ولم يكن الحسيني من بين المتهمين ولكن خوفاً من السجن فر في 13-14 أكتوبر/تشرين الأول بعد أن انزلق تحت جنح الظلام على حبل من جدار الحرم في سيارة تابعة لشرطة فلسطين إلى يافا حيث ركب باخرة ركاب نقلته إلى لبنان متنكراً في زي بدوي حيث أعاد تشكيل اللجنة تحت قيادته. ورغم استخدام كلا الجانبين للإرهاب فإن تكتيكات الحسيني وإساءة استخدامه للسلطة لمعاقبة العشائر الأخرى وقتل الخصوم السياسيين الذين اعتبرهم "خونة" أدت إلى نفور العديد من العرب الفلسطينيين. وقال أحد القادة المحليين أبو شعير لداود الحسيني وهو مبعوث من دمشق يحمل قائمة بأسماء الأشخاص الذين سيغتالهم أثناء الانتفاضة : "أنا لا أعمل لصالح الحسينية ". ("الحسينية") ولكن الوطنية (القومية)." وبقي في لبنان لمدة عامين تحت المراقبة الفرنسية في قرية زوق المسيحية ولكن في أكتوبر 1939 أدت علاقته المتدهورة مع السلطات الفرنسية والسورية فقد طلبوا منه أن يعلن علناً دعمه لبريطانيا العظمى وفرنسا إلى انسحابه إلى مملكة العراق. بحلول شهر يونيو/حزيران 1939 وبعد تفكك الثورة تغيرت سياسة الحسيني المتمثلة في قتل المرتدين فقط إلى سياسة تصفية جميع المشتبه بهم حتى أفراد عائلته وفقًا لتقرير استخباراتي واحد.
استمرت الثورة نفسها حتى مارس/آذار 1939 عندما قمعتها القوات البريطانية أخيرًا بمساعدة القوات الصهيونية بتفوقها على الفلسطينيين بنسبة 10/1. كان الحسيني مكتئبًا بدرجة كافية بسبب النتيجة والخسارة الشخصية للعديد من الأصدقاء والأقارب لدرجة أنه فكر في الانتحار وفقًا للمفوض السامي الفرنسي في لبنان. ومع ذلك أجبرت الثورة بريطانيا على تقديم تنازلات كبيرة للمطالب العربية. وكان من المقرر أن تستمر الهجرة اليهودية ولكن تحت القيود مع حصة قدرها 75 ألف مكان موزعة على السنوات الخمس التالية. وبعد انتهاء هذه الفترة فإن الهجرة اليهودية الإضافية سوف تعتمد على موافقة العرب. وبالإضافة إلى الاضطرابات المحلية كان هناك عامل رئيسي آخر في إحداث تغيير حاسم في السياسة البريطانية وهو استعدادات ألمانيا النازية لحرب أوروبية والتي من شأنها أن تتطور إلى صراع عالمي. وفي الفكر الاستراتيجي البريطاني كان تأمين ولاء ودعم العالم العربي أمراً بالغ الأهمية. ورغم أن الدعم اليهودي لم يكن موضع شك فإن الدعم العربي في صراع عالمي جديد لم يكن مضموناً بأي حال من الأحوال. ومن خلال الوعد بالتخلص التدريجي من الهجرة اليهودية إلى فلسطين كانت بريطانيا تأمل في استعادة دعم العرب المترددين. وقد نجح الحسيني المتحالف مع عناصر متطرفة في المنفى تنحدر من عائلات فلسطينية إقليمية في إقناع اللجنة العربية العليا على عكس العائلات الفلسطينية المعتدلة التي كانت تميل إلى قبولها برفض الكتاب الأبيض لعام 1939 الذي أوصى بإقامة دولة ذات أغلبية عربية ووقف بناء وطن قومي يهودي. وكان الرفض مبنياً على فشلها الملحوظ في الوعد بإنهاء الهجرة وكان يُعتقد أن سياسة الأراضي التي دعت إليها لا تقدم حلولاً كاملة : وكان يبدو أن الاستقلال الموعود يعتمد على موافقة اليهود وتعاونهم. كان الحسيني الذي هددت هذه الترتيبات مصالحه الشخصية أيضًا يخشى أيضًا أن يؤدي القبول إلى تقوية موقف خصومه السياسيين في الحركة الوطنية الفلسطينية مثل النشاشيبيين. وقد زعم شوانيتز وروبين أن الحسيني كان له تأثير كبير على هتلر وأن رفضه كان ومن المفارقات العامل السببي الحقيقي وراء إنشاء دولة إسرائيل وهي أطروحة يجدها ميكيتش الذي يعتبر الحسيني "معادياً للسامية بشكل متطرف" و"مدهشة" و"سخيفة" لأنها تستلزم منطقياً الأطروحة الجانبية القائلة بأن الحركة الصهيونية هي التي أشعلت شرارة الهولوكوست.
تكتب نيف جوردون أن الحسيني اعتبر كل الآراء القومية البديلة خيانة وأصبح المعارضون خونة ومتعاونين وكان رعاية اليهود أو توظيفهم من أي نوع أمراً غير شرعي. ومن بيروت استمر في إصدار التوجيهات. وارتفع ثمن قتل زعماء المعارضة وزعماء السلام بحلول شهر يوليو/تموز إلى 100 جنيه فلسطيني : 25 جنيهاً للمشتبه به بالخيانة و10 جنيهات لليهودي. ومع أن ذلك فقد أعيد تأسيس العلاقات مع اليهود من قبل عائلات بارزة مثل عائلة النشاشيبي وعائلة فاهوم الناصرة.

### العلاقات مع دول المحور خلال الحرب العالمية الثانية
منذ عام 1918 ظلت الحركات القومية العربية تحت وطأة القيود التي فرضتها الثنائية الإمبريالية الفرنسية ـ الإنجليزية في الشرق الأوسط والتي امتدت بدورها إلى مجال السياسة الدولية. لقد رأى العرب أن مصالحهم مرتبطة بإضعاف هاتين القوتين في نهاية المطاف كشرط مسبق لترسيخ استقلالهم الوطني. ولهذا السبب فمنذ يونيو/حزيران 1933 كان معروفاً حتى عن أكثر وجهاء فلسطين تأثراً بالثقافة الأوروبية أنهم كانوا يتطلعون إلى اندلاع حرب جديدة في أوروبا وهو الأمر الذي من شأنه أن يمكنهم من إسقاط القبضة الاستعمارية على بلدانهم وطرد ("إلقاء في البحر") اليهود في فلسطين والفرنسيين في سوريا والإنجليز في مختلف أنحاء العالم العربي. وكان الحسيني واحدًا فقط من العديد من الشخصيات المرموقة التي استقبلت بتفاؤل ظهور نظام جديد في ألمانيا في ذلك العام.
كان النازيون ينظرون إلى العرب عمومًا بازدراء. وكان هتلر نفسه قد تحدث عنهم في عام 1937 باعتبارهم "نصف قردة". ومع ذلك طوال فترة ما بين الحربين العالميتين لم يكن القوميون العرب يحملون أي ضغينة تجاه ألمانيا (مع أن دعمها السابق للإمبراطورية العثمانية). وكما هو الحال مع العديد من الدول العربية كان يُنظر إلى ألمانيا باعتبارها ضحية للتسوية التي أعقبت الحرب العالمية الأولى. وكان هتلر نفسه يتحدث في كثير من الأحيان عن "عار فرساي". وعلى النقيض من فرنسا وبريطانيا العظمى لم تمارس ألمانيا أي مخططات إمبريالية في الشرق الأوسط وكان يُنظر إلى سياستها السابقة في عدم التدخل على أنها علامة على حسن النية. في حين أن الإجماع العلمي هو أن دوافع الحسيني لدعم قوى المحور وتحالفه مع ألمانيا النازية وإيطاليا الفاشية كانت متأثرة بشدة بالإيديولوجية المعادية لليهود والصهيونية منذ البداية ينكر بعض العلماء ولا سيما رينزو دي فيليس أن العلاقة يمكن أن تؤخذ على أنها تعكس تقاربًا مفترضًا بين القومية العربية والأيديولوجية النازية / الفاشية وأن رجالًا مثل الحسيني اختاروهم كحلفاء لأسباب استراتيجية بحتة على أساس أن الحسيني كتب لاحقًا في مذكراته "عدو عدوك هو صديقك". كانت السياسة البريطانية تتمثل في دفع الحسيني إلى "النسيان" من خلال تجاهله وقد سعى نوري السعيد من خلال الوساطة إلى إقناعه بالانحياز إلى الحلفاء ضد الألمان. وقد نظر في هذه المقدمة ثم رفضت : فوفقًا لفيليب مطر كان الحسيني مترددًا في إقراض صوته لدعم بريطانيا "لأنها دمرت القرى الفلسطينية وأعدمت وسجنت المقاتلين الفلسطينيين ونفت قادتهم".
وعندما التقى الحسيني في نهاية المطاف بهتلر وريبنتروب في عام 1941 أكد لهتلر أن "العرب هم الأصدقاء الطبيعيون لألمانيا لأن لديهم نفس الأعداء... أي الإنجليز واليهود والشيوعيين". كان هتلر مسرورًا به واعتبره "الممثل الرئيسي في الشرق الأوسط" وآريًا بسبب بشرة الحسيني الفاتحة وشعره الأشقر وعينيه الزرقاوين.

### قبل الحرب
وقد قيل مراراً وتكراراً أن النازيين هم من ألهموا وموّلوا الثورة العربية. وفقًا لفيليب ماتار لا يوجد دليل موثوق يدعم مثل هذا الادعاء. في عام 1933 وبعد أسابيع من صعود هتلر إلى السلطة في ألمانيا أرسل القنصل العام الألماني في القدس لفلسطين هاينريش وولف وهو مؤيد صريح للصهيونية برقية إلى برلين ينقل فيها اعتقاد الحسيني بأن المسلمين الفلسطينيين متحمسون للنظام الجديد ويتطلعون إلى انتشار الفاشية في جميع أنحاء المنطقة. والتقى وولف بالحسيني وعدد من الشيوخ مرة أخرى بعد شهر في النبي موسى. وأعربوا عن موافقتهم على مقاطعة اليهود في ألمانيا وطلبوا من وولف عدم إرسال أي يهود إلى فلسطين. وكتب وولف بعد ذلك في تقريره السنوي لذلك العام أن السذاجة السياسية للعرب أدت إلى فشلهم في إدراك الصلة بين السياسة اليهودية الألمانية ومشاكلهم في فلسطين وأن حماسهم لألمانيا النازية كان خالياً من أي فهم حقيقي لهذه الظاهرة. لقد رفضت المقترحات المختلفة التي قدمها وجهاء العرب الفلسطينيين مثل الحسيني باستمرار على مر السنين من باب الحرص على تجنب تعطيل العلاقات الأنجلو ألمانية بما يتماشى مع سياسة ألمانيا المتمثلة في عدم تعريض مصالحها الاقتصادية والثقافية في المنطقة للخطر من خلال تغيير سياستها الحيادية واحترام المصالح البريطانية. سياسة هتلر تجاه سياسة إنجلترا لقد حالت هذه السياسة دون تقديم مساعدة كبيرة للقادة العرب. كان هذا الاهتمام بمعاملة المبادرات الاستعمارية الإنجليزية باحترام (مثل تعزيز الهجرة الصهيونية) مرتبطًا أيضًا بطموحات النازيين لطرد اليهود من أوروبا.
كما أن إيطاليا جعلت طبيعة مساعداتها للفلسطينيين مشروطة بنتائج مفاوضاتها مع بريطانيا وقطعت المساعدات عندما بدا أن البريطانيين مستعدون للاعتراف بفشل سياستهم المؤيدة للصهيونية في فلسطين. وكان خصم الحسيني زئيف جابوتنسكي قد قطع في الوقت نفسه علاقات منظمة إرجون مع إيطاليا بعد إقرار التشريعات العنصرية المعادية للسامية.
ورغم أن إيطاليا عرضت مساعدات كبيرة فقد وصلت بعض المساعدات الألمانية أيضاً. بعد طلب الدعم من القنصل العام الألماني الجديد هانز دوله في 21 يوليو 1937 قامت قوات الدفاع الألمانية باستثناء مؤقت من سياستها وقدمت بعض المساعدات المحدودة. لكن الهدف من ذلك كان ممارسة الضغط على بريطانيا بشأن تشيكوسلوفاكيا. لم تتحقق شحنات الأسلحة الموعودة أبدًا. ولم تكن هذه هي الجبهة الدبلوماسية الوحيدة التي كان الحسيني نشطاً فيها. وبعد شهر من زيارته لدولي كتب إلى القنصل الأمريكي جورج وادزورث (أغسطس/آب 1937) الذي أعرب له عن اعتقاده بأن أمريكا بعيدة عن الطموحات الإمبريالية وثم قادرة على فهم أن الصهيونية "تمثل عدوانًا عدائيًا وإمبرياليًا موجهًا ضد بلد مأهول بالسكان". وفي اجتماع مع وادزورث في 31 أغسطس أعرب عن مخاوفه من أن النفوذ اليهودي في الولايات المتحدة قد يقنع البلاد بالانحياز إلى الصهاينة. وفي نفس الفترة سعى إلى كسب ود الحكومة الفرنسية معربًا عن استعداده لمساعدتهم في المنطقة.

### الحسيني في العراق
مع اندلاع الحرب العالمية الثانية في سبتمبر 1939 استجابت الحكومة العراقية لطلب بريطاني بقطع العلاقات الدبلوماسية مع ألمانيا واعتقلت جميع المواطنين الألمان وفرضت تدابير طارئة وضعت العراق في حالة حرب فعلية. وفي هذه الأثناء تسلل الحسيني بهدوء من بيروت مع عائلته في 14 أكتوبر/تشرين الأول 1939 ووصل إلى بغداد بعد يومين. هناك رحب به باعتباره القومي العربي الرائد في عصره ووريث الملك فيصل مؤسس العراق الحديث.
وقد دعاه مجموعة من سبعة ضباط عارضوا هذا القرار الحكومي والإجراءات المتخذة بموافقة نوري السعيد إلى العراق وكان من المقرر أن يلعب دوراً مؤثراً هناك في العامين التاليين. كان نوري السعيد يأمل في التفاوض على التنازلات بشأن فلسطين مع البريطانيين مقابل إعلان دعمه لبريطانيا العظمى. كان هناك أربعة جنرالات أصغر سناً من بين السبعة ثلاثة منهم خدموا مع الحسيني في الحرب العالمية الأولى وكانوا معادين لفكرة إخضاع المصالح الوطنية العراقية لاستراتيجية الحرب البريطانية ومتطلباتها. وقد استجابوا للتوقعات العامة العالية لتحقيق الاستقلال عن بريطانيا والإحباط العميق إزاء معاملة الفلسطينيين من قبل الأخيرة. وفي مارس 1940 تولى الوطني رشيد عالي مكان نوري السعيد. أجرى علي اتصالات سرية مع الممثلين الألمان في الشرق الأوسط مع أنه لم يكن بعد مؤيدًا صريحًا لدول المحور وكان السكرتير الشخصي للحسيني كمال حداد يعمل كحلقة وصل بين دول المحور وهؤلاء الضباط.
ومع تدهور الوضع الأوروبي بالنسبة للحلفاء نصح الحسيني العراق بالالتزام بحرف المعاهدة مع بريطانيا العظمى وتجنب الانجرار إلى الحرب من أجل الحفاظ على طاقاتها لتحرير الدول العربية. ولكن إذا ما وقفت روسيا واليابان وإيطاليا إلى جانب ألمانيا فيتعين على العراقيين أن يعلنوا الثورة في فلسطين. في يوليو 1940 تمكن العقيد س.ف. نيوكومب من التوصل إلى اتفاق مع نوري السعيد الذي كان وزيراً للخارجية آنذاك والفلسطينيين جمال الحسيني وموسى العلمي يقضي بأن يدعم العرب الفلسطينيون بريطانيا ويوافقوا على الكتاب الأبيض لعام 1939 في مقابل التنفيذ الفوري للبند المتعلق باستقلال البلاد. تعهد العراق بوضع نصف جيشه تحت قيادة الحلفاء خارج حدود البلاد. وفي 29 أغسطس/آب تراجع البريطانيون عن الاتفاق الذي عارضه الحسيني بشدة في البداية حتى بدأت الحكومة العراقية بالضغط عليه. لقد تراجع البريطانيون عن موقفهم خوفاً من رد الفعل العدائي الذي قد يثيره الاتفاق بين يهود فلسطين وبين اليهود الأميركيين الذين كان رأيهم مهماً بالنسبة لبريطانيا للحصول على الدعم الأميركي في الحرب. وفي ذلك الصيف تخلت بريطانيا عن كل محاولاتها للتعامل مع الحسيني وانضم هو إلى ألمانيا. وفي الوقت نفسه تفاقم استياء الحسيني من سياسات نوري الموالية للبريطانيين بسبب رفض الأخير التدخل لدى البريطانيين نيابة عن عائلات 39 فلسطينياً كان يعرفهم جميعاً والذين حُكم عليهم بالإعدام في محاكمات سرية بتهمة الدفاع عن بلادهم من وجهة نظر الحسيني.
في 23 مايو 1940 اقترح بنحاس روتنبرغ على المسؤول البريطاني بروس لوكهارت اغتيال الحسيني. تمت مناقشة الفكرة على نطاق واسع بعد بضعة أشهر فقط. وقد وافقت وزارة الحرب (المملكة المتحدة) وونستون تشرشل رسميًا على اغتياله في نوفمبر من ذلك العام، ولكن الاقتراح وضعت على الرف بعد ظهور اعتراضات من وزارة الخارجية التي كانت قلقة بشأن التأثير الذي قد تحدثه محاولة اغتياله في العراق حيث كانت مقاومته للبريطانيين موضع إعجاب واسع النطاق. بعد انقلاب أبريل 1941 طلبت بريطانيا المساعدة من منظمة إرجون بعد أن تمكن الجنرال بيرسيفال ويفيل من إطلاق سراح أحد قادتهم وديفيد رازيل من سجنه في فلسطين. وسألوه هل يقبل أن يقوم بقتل الحسيني أو اختطافه وتدمير مصافي النفط العراقية؟ وافق رازيل بشرط أن يُسمح له باختطاف الحسيني. تم نقل رازيل ومقاتلين آخرين من منظمة إرجون جواً إلى قاعدة سلاح الجو الملكي البريطاني في الحبانية حيث توفي بعد يومين في 20 مايو 1941 عندما تعرضت السيارة التي كان يستقلها لقصف من طائرة ألمانية.
استغل الحسيني نفوذه وعلاقاته مع الألمان لتعزيز القومية العربية في العراق. وكان من بين المروجين الرئيسيين لنادي المثنى القومي العربي ودعم الانقلاب الذي قاده رشيد علي في أبريل 1941. وعندما اندلعت الحرب الأنجلو عراقية والتي استخدمت خلالها بريطانيا قوة فلسطينية متنقلة من القوات البريطانية واليهودية ووحدات من الفيلق العربي استخدم الحسيني نفوذه لإصدار فتوى بالحرب المقدسة ضد بريطانيا. وتدهورت أوضاع يهود العراق بسرعة حيث وقعت عمليات ابتزاز وأحياناً جرائم قتل. وفي أعقاب الهزيمة العراقية وانهيار حكومة رشيد علي اندلعت مذبحة الفرهود في بغداد بقيادة أعضاء نادي المثنى الذي كان بمثابة قناة لتمويل الدعاية الألمانية في يونيو/حزيران 1941. كانت هذه أول مذبحة عراقية منذ قرن من الزمان وهي مذبحة غذتها مشاعر معادية لليهود أججتها الصراعات المستمرة بين العرب واليهود في فلسطين على مدى العقد السابق.
وعندما انهارت المقاومة العراقية نظراً لندرتها ولعبت المساعدات الألمانية والإيطالية دوراً لا يذكر في الحرب هرب الحسيني من بغداد في 30 مايو/أيار 1941 إلى بلاد فارس (مع رشيد علي) حيث حصل على حق اللجوء خارج الإقليم أولاً من جانب اليابان ثم من جانب إيطاليا. في 8 أكتوبر بعد احتلال بلاد فارس من قبل الحلفاء وبعد أن قطعت الحكومة الفارسية الجديدة بقيادة الشاه محمد رضا بهلوي العلاقات الدبلوماسية مع قوى المحور وضع الحسيني تحت الحماية الإيطالية. في عملية نظمتها المخابرات العسكرية الإيطالية (خدمة المعلومات العسكرية ، أو أس أي أم). لم يكن الحسيني موضع ترحيب في تركيا ولم يُمنح الإذن أو التأشيرة للدخول ومع ذلك سافر عبر تركيا بمساعدة دبلوماسيين إيطاليين ويابانيين للوصول إلى بلغاريا وفي النهاية إلى إيطاليا.

### في أوروبا المحتلة من قبل النازيين
وصل الحسيني إلى روما في 10 أكتوبر 1941. أوجز مقترحاته أمام أوبالدو ألبرتو ميليني بونس دي ليون . وبشرط أن تعترف قوى المحور "من حيث المبدأ بوحدة واستقلال وسيادة دولة عربية بما في ذلك العراق وسوريا وفلسطين والأردن" فقد عرض الدعم في الحرب ضد بريطانيا وأعلن استعداده لمناقشة قضايا "الأماكن المقدسة ولبنان وقناة السويس والعقبة ". ووافقت وزارة الخارجية الإيطالية على اقتراح الحسيني وأوصت بمنحه منحة قدرها مليون ليرة وأحالته إلى بينيتو موسوليني الذي التقى الحسيني في 27 أكتوبر/تشرين الأول. وبحسب رواية الحسيني كان لقاءً وديًا أعرب فيه موسوليني عن عدائه لليهود والصهيونية.
في صيف عام 1940 ثم في فبراير/شباط 1941 قدم الحسيني إلى الحكومة الألمانية النازية مسودة إعلان للتعاون الألماني العربي تتضمن بندًا
وتعترف ألمانيا وإيطاليا بحق الدول العربية في حل مسألة العناصر اليهودية الموجودة في فلسطين وفي الدول العربية الأخرى وفقاً لما تقتضيه المبادئ القومية والإثنية ( فولكيش ) مصالح العرب وبما أن المسألة اليهودية قد حلت في ألمانيا وإيطاليا.
وبفضل اجتماعه مع الزعيم الإيطالي أعد الحسيني مسودة إعلان في 3 نوفمبر/تشرين الثاني يؤكد دعم دول المحور للعرب. وفي غضون ثلاثة أيام حصل الإعلان الذي عدلته وزارة الخارجية الإيطالية بشكل طفيف على موافقة رسمية من موسوليني وأرسله إلى السفارة الألمانية في روما. وفي 6 نوفمبر/تشرين الثاني وصل الحسيني إلى برلين حيث ناقش نص إعلانه مع إرنست فون فايتسكر ومسؤولين ألمان آخرين. وفي المسودة النهائية التي لم تختلف إلا بشكل طفيف عن الاقتراح الأصلي الذي قدمه الحسيني أعلنت قوى المحور استعدادها للموافقة على إزالة ( Beseitigung ) للوطن القومي اليهودي في فلسطين.

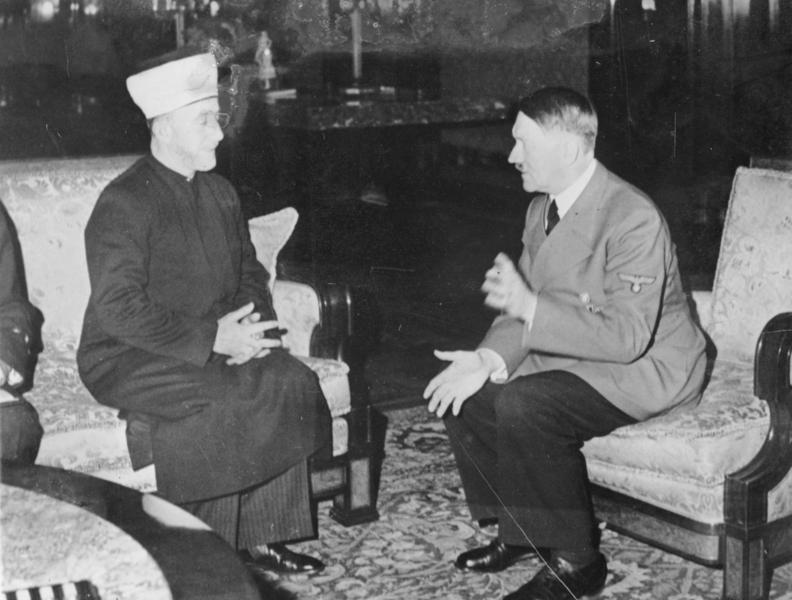
لقاء الحاج أمين الحسيني مع أدولف هتلر (28 نوفمبر 1941).

في 20 نوفمبر، التقى الحسيني بوزير الخارجية الألماني يواكيم فون ريبنتروب واستقبله أدولف هتلر رسميًا في 28 نوفمبر.  تذكر هتلر الحسيني، فذكر أنه "يوجد بين أسلافه أكثر من آري واحد، وواحد قد يكون من نسل أفضل السلالات الرومانية". وطلب من أدولف هتلر إعلانًا عامًا "يعترف بالنضالات العربية من أجل الاستقلال والتحرير ويتعاطف معها ويدعم القضاء على الوطن القومي اليهودي". رفض هتلر الإدلاء بمثل هذا الإعلان العلني قائلاً إنه من شأنه أن يعزز موقف الديجوليين ضد فرنسا الفيشية لكنه طلب من الحسيني "أن يحفظ… في أعماق قلبه" النقاط التالية والتي يلخصها كريستوفر براوننج على النحو التالي
وقد قررت ألمانيا خطوة بخطوة أن تطلب من دولة أوروبية تلو الأخرى حل مشكلتها اليهودية وفي الوقت المناسب أن توجه نداء مماثلاً إلى الدول غير الأوروبية أيضاً. عندما تهزم ألمانيا روسيا وتقتحم القوقاز وتتجه نحو الشرق الأوسط فإنها لن يكون لها أي أهداف إمبريالية أخرى خاصة بها وسوف تدعم التحرير العربي... ولكن هتلر كان لديه هدف واحد. "إن هدف ألمانيا في هذه الحالة سيكون فقط تدمير العنصر اليهودي المقيم في المجال العربي تحت حماية القوة البريطانية". ( وسيكون الهدف الألماني حينها هو إبادة اليهود الذين يعيشون في العالم العربي تحت حماية القوة البريطانية). باختصار لم يكن من المقرر طرد اليهود من المجال الألماني فحسب بل كان من المقرر مطاردتهم وتدميرهم حتى خارجه.

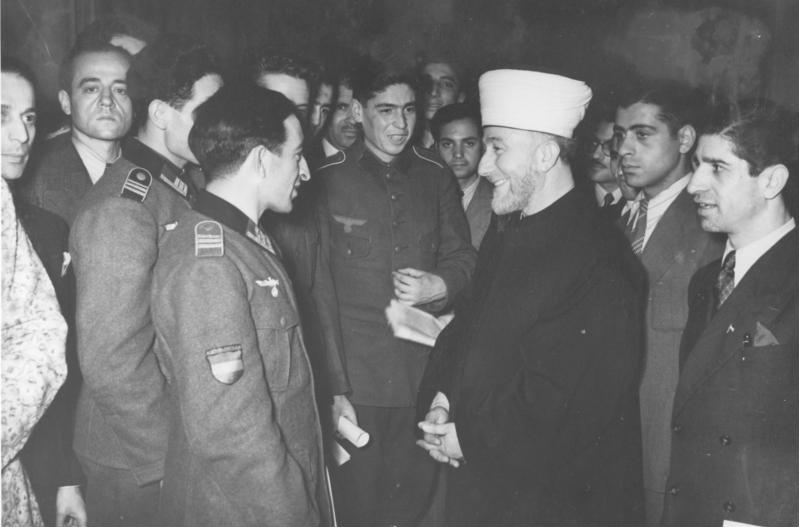
لقاء الحسيني مع المتطوعين المسلمين بما في ذلك الفيلق الأذربيجاني في افتتاح المعهد المركزي الإسلامي في برلين في 18 ديسمبر 1942 خلال عيد الأضحى المبارك.

وقد أعد سجل منفصل للاجتماع من قبل فريتز جروبا الذي كان حتى وقت قريب السفير الألماني لدى العراق. وتقول نسخته من الكلمات الحاسمة : "عندما تأتي ساعة التحرير العربي لن يكون لألمانيا أي مصلحة هناك سوى تدمير القوة التي تحمي اليهود".
إن رواية الحسيني لهذه النقطة كما هو مسجل في مذكراته تشبه إلى حد كبير رواية غروبا. ولكن بحسب رواية أمين عندما شرح هتلر وجهة نظره بأن اليهود مسؤولون عن الحرب العالمية الأولى والماركسية وثوراتها وأن هذا هو السبب في أن مهمة الألمان هي المثابرة في معركة بلا رحمة ضد اليهود أجاب : "نحن العرب نعتقد أن الصهيونية وليس اليهود هي سبب كل هذه الأعمال التخريبية".
في ديسمبر 1942 ألقى الحسيني كلمة في الاحتفال بافتتاح المعهد المركزي الإسلامي (المعهد المركزي الاسلامي) في برلين حيث كان رئيسًا فخريًا لها. في خطابه انتقد بشدة من اعتبرهم معتدين على المسلمين وهم "اليهود والبلاشفة والأنجلو ساكسون". عند افتتاح المعهد الإسلامي المركزي كان عدد المسلمين في ألمانيا يقدر بنحو 3000 مسلم، منهم 400 ألماني اعتنقوا الإسلام. وقد منح المعهد الإسلامي المركزي المسلمين في ألمانيا روابط مؤسسية مع "الرايخ الثالث"
كتب فريتز جروبا في 17 يوليو 1942 أن أحد أعضاء طاقم الحسيني زار معسكر اعتقال ساكسنهاوزن وأن "اليهود أثاروا اهتمامًا خاصًا بين العرب... كل هذا ترك انطباعًا إيجابيًا للغاية لدى العرب". في ذلك الوقت كان معسكر ساكسنهاوزن الذي أنشأته السلطات النازية "كمعسكر نموذجي" لعرضه على الزوار المحليين والأجانب يضم أعدادًا كبيرة من اليهود ولكنه لم يتحول إلى معسكر موت إلا في العام التالي. قدم المعسكر خلال جولتهم كمؤسسة إعادة تثقيفية وعرضت الجودة العالية للأشياء التي صنعها السجناء وعرض السجناء الروس السعداء الذين قاموا بإصلاحهم لمحاربة البلشفية وهم يغنون في الزي الرسمي الجديد النشيط. غادروا المعسكر وقد أعجبوا للغاية ببرنامج التثقيف التعليمي. في مذكراته يتذكر أن هيملر أخبره بمدى صدمته عندما رأى الكابو اليهود يسيئون معاملة زملائهم اليهود وأن هيملر ادعى أنه عاقب الجناة.
وبشكل عام وبعد أن قدموا تمويلاً كبيراً للحسيني وحاشيته لم يكن الألمان راضين عن العائد من استثماراتهم. كان شديد السرية بشأن شبكات اتصالاته في الشرق الأوسط واشتكى جهاز الاستخبارات الألمانية (أبفير) من أنه لم يزودهم "بأي معلومات عسكرية ذات قيمة تُذكر". ومع تزايد خيبة أمل جهاز الاستخبارات الألمانية فيه انجذب الحسيني بحلول عام ١٩٤٣ نحو قوات الأمن الخاصة (أس أس).

### الهولوكوست

#### الحسيني والمحرقة
وقد وصف المؤتمر اليهودي الأمريكي الحسيني بأنه "مساعد هتلر"وزعم بعض العلماء مثل شوانيتز وروبين أن الحسيني جعل الحل النهائي أمرًا لا مفر منه من خلال إغلاق الباب أمام إمكانية هروب اليهود إلى فلسطين.
ويشير جلبير الأشقر إلى لقاء بين الحسيني وهاينريش هيملر في صيف عام 1943 فيقول :
وكان المفتي يدرك جيداً أن اليهود الأوروبيين يتعرضون للإبادة لكنه لم يزعم أبداً العكس. ولم يلعب على النقيض من بعض معجبيه في الوقت الحاضر لعبة إنكار الهولوكوست المشينة والمنحرفة والغبية... . ملكية الحب لن يسمح له بتبرير نفسه أمام اليهود... .يفتخر بأن اليهود دفعوا ثمنًا أعلى بكثير من الألمان... وهو يستشهد... "إن خسائرهم في الحرب العالمية الثانية تمثل أكثر من ثلاثين بالمائة من إجمالي عدد سكانهم ...". تصريحات مثل هذه صدرت عن رجل كان في وضع جيد لمعرفة ما فعله النازيون ... تشكل حجة قوية ضد منكري الهولوكوست. يذكر الحسيني أنالرايخفهرر-أس أس هاينريش هيملر ... أخبره في صيف عام 1943 أن الألمان "قضوا بالفعل على أكثر من ثلاثة ملايين" يهودي : "لقد أذهلني هذا الرقم حيث لم أكن أعرف شيئًا عن الأمر حتى ذلك الحين". هكذا في عام 1943 علم الحسيني بالإبادة الجماعية… .
ويتابع الحسيني مذكراته قائلا :
سألني هيملر في تلك المناسبة : "كيف تقترح تسوية المسألة اليهودية في بلدك؟" فأجبت : "كل ما نريده منهم هو عودتهم إلى بلدانهم الأصلية". فأجاب (هيملر) : "لن نسمح لهم بالعودة إلى ألمانيا أبدًا".
ويشكك ولفغانغ جي. شوانيتز في صدق مفاجأته لأنه يزعم أن الحسيني أعلن علناً أن المسلمين يجب أن يحذوا حذو الألمان في "التوصل إلى حل نهائي للمشكلة اليهودية".
وبعد ذلك أعلن الحسيني في نوفمبر 1943
ومن واجب المسلمين عامة والعرب خاصة أن ... طرد كافة اليهود من الدول العربية والإسلامية... . وتكافح ألمانيا أيضًا ضد العدو المشترك الذي اضطهد العرب والمسلمين في بلدانهم المختلفة. لقد اعترفت بوضوح تام باليهود على حقيقتهم وقررت إيجاد حل نهائي [الحل النهائي] من أجل الخطر اليهودي الذي سيقضي على الآفة التي يمثلها اليهود في العالم.
في محاكمات نورمبرغ صرح أحد نواب أدولف أيخمان ديتر فيسليسيني أن الحسيني شجع بنشاط إبادة اليهود الأوروبيين وأن الحسيني عقد اجتماعًا مع أيخمان في مكتبه حيث أعطاه أيخمان وجهة نظر حول الحالة الحالية لـ "حل المسألة اليهودية في أوروبا" من قبل الرايخ الثالث. وقد رفض معظم المؤرخين الجادين هذا الادعاء. وجاء في إفادة خطية واحدة لرودولف كاستنر أن ويسليسيني أخبره أنه سمع الحسيني يقول إنه زار أوشفيتز متخفيًا برفقة آيخمان. وقد أنكر آيخمان ذلك خلال محاكمته في القدس عام 1961. كان قد تمت دعوته إلى فلسطين في عام 1937 مع رئيسه هاجن من قبل ممثل الهاجاناه فيفال بولكس وكان بولكس يدعم السياسة الخارجية الألمانية في الشرق الأدنى وعرض العمل لصالحهم في مجال الاستخبارات. أمضى آيخمان وهاجن ليلة واحدة في حيفا لكن رفض منحهما تأشيرة للبقاء لفترة أطول. لقد التقيا بولكس في القاهرة بدلاً من ذلك. صرح آيخمان أنه قدمه إلى الحسيني فقط خلال حفل استقبال رسمي إلى جانب جميع رؤساء الأقسام الآخرين ولا يوجد دليل مع أن التحقيقات المكثفة يُظهر أن الحسيني كان متعاونًا وثيقًا مع آيخمان أو يمارس نفوذًا عليه أو يرافقه في زياراته إلى معسكرات الموت. وقد قبلت محكمة القدس شهادة ويسليسيني حول محادثة رئيسية بين آيخمان والمفتي ووجدت أن الحسيني كان يهدف إلى تنفيذ الحل النهائي. وخلصت حنة آرندت التي كانت حاضرة في المحاكمة في كتابها " أيخمان في القدس : تقرير عن تفاهة الشر" إلى أن الأدلة على وجود صلة بين أيخمان والحسيني كانت مبنية على الشائعات ولا أساس لها من الصحة.
يخلص رافائيل ميدوف إلى أنه "في الواقع لا يوجد دليل على أن وجود المفتي كان عاملاً مؤثراً على الإطلاق فأقوال ويسليسيني ليست مجرد أقوال غير مؤكدة بل تتعارض مع كل ما هو معروف عن أصول الحل النهائي." كما شكك برنارد لويس في شهادة ويسليسيني قائلاً : "لا يوجد تأكيد وثائقي مستقل لأقوال ويسليسيني ويبدو من غير المرجح أن النازيين كانوا بحاجة إلى أي تشجيع إضافي من الخارج." ووصفت بيتينا ستانغنيث ادعاءات ويسليسيني بأنها "قصص ثرية" "لا وزن لها".

### معارضة الهجرة اليهودية
عارض الحسيني جميع هجرة اليهود إلى فلسطين وخلال الحرب قام بحملة ضد نقل اللاجئين اليهود إلى فلسطين. ولم يتم تقديم أي دليل يثبت معارضته لنقل اليهود إلى دول خارج الشرق الأوسط. وقد أعيد نشر العديد من رسائل الحسيني التي ناشد فيها السلطات الحكومية المختلفة منع اللاجئين اليهود من الهجرة إلى فلسطين وقاموا بالاستشهاد بها على نطاق واسع كدليل وثائقي على دعمه المشارك في الإبادة الجماعية النازية. على سبيل المثال تدخل الحسيني في 13 مايو/أيار 1943 قبل الاجتماع مع هيملر عندما أُبلغ بالهولوكوست لدى وزارة الخارجية الألمانية لمنع عمليات النقل المحتملة لليهود من بلغاريا والمجر ورومانيا إلى فلسطين بعد أن وصلته تقارير تفيد بأن 4000 طفل يهودي برفقة 500 بالغ تمكنوا من الوصول إلى فلسطين. وطلب من وزير الخارجية "أن يبذل قصارى جهده" لمنع كل هذه المقترحات وقاموا بالامتثال لهذا الطلب. وبحسب إيديث زيرتال فإن أيًا من الوثائق المقدمة في محاكمة آيخمان لم يثبت أن تدخل الحسيني في هذه "الأعمال الشريرة الكاملة" هو الذي منع إنقاذ الأطفال. وفي يونيو/حزيران 1943 أوصى الحسيني الوزير المجري بأنه من الأفضل إرسال اليهود في المجر إلى معسكرات الاعتقال في بولندا بدلاً من السماح لهم بالبحث عن اللجوء في فلسطين. وبعد عام واحد في 25 يوليو/تموز 1944 كتب إلى وزير الخارجية المجري لتسجيل اعتراضه على إصدار شهادات لـ 900 طفل يهودي و100 بالغ من أجل نقلهم من المجر خوفًا من أن ينتهي بهم الأمر في فلسطين. واقترح أنه إذا اعتبرت مثل هذه التحويلات السكانية ضرورية
"أطلب من معاليكم أن تسمحوا لي بتوجيه انتباهكم إلى ضرورة منع اليهود من مغادرة بلادكم إلى فلسطين وإذا كانت هناك أسباب تجعل إبعادهم ضرورياً فسيكون من الضروري والأفضل بلا شك إرسالهم إلى بلدان أخرى حيث يجدون أنفسهم تحت السيطرة الفعلية على سبيل المثال في بولندا وبالتالي تجنب الخطر ومنع الضرر.

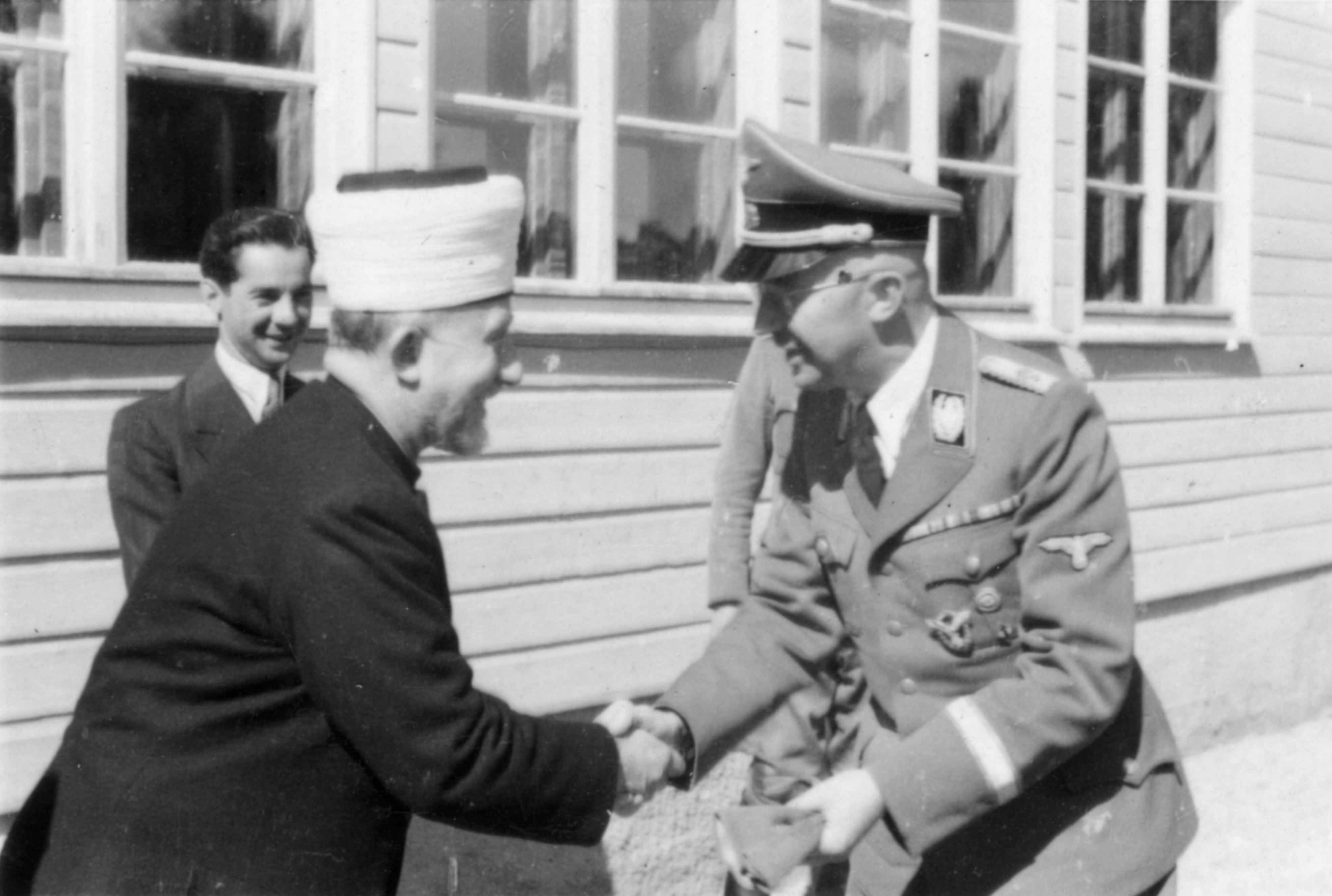
الحاج أمين الحسيني يلتقي هاينريش هيملر (1943).

ويستشهد الأشقر بمذكرات الحسيني حول هذه الجهود للتأثير على قوى المحور لمنع هجرة يهود أوروبا الشرقية إلى فلسطين :
لقد قاومنا هذه المسعى من خلال الكتابة إلى ريبنتروب وهيملر وهتلر وبعد ذلك إلى حكومات إيطاليا والمجر ورومانيا وبلغاريا وتركيا ودول أخرى. وقد نجحنا في إفشال هذه المبادرة مما دفع اليهود إلى توجيه اتهامات فظيعة لي حمّلوني فيها مسؤولية تصفية أربعمائة ألف يهودي لم يتمكنوا من الهجرة إلى فلسطين في تلك الفترة. وأضافوا أنه ينبغي محاكمتي كمجرم حرب في نورمبرغ.
في سبتمبر 1943 انهارت المفاوضات المكثفة لإنقاذ 500 طفل يهودي من معسكر اعتقال أربي بسبب اعتراض الحسيني الذي منع رحيل الأطفال إلى تركيا لأنهم سينتهي بهم الأمر في فلسطين.

### التدخل في فلسطين وعملية أطلس
وقد تعاون الحسيني مع الألمان في العديد من عمليات التخريب والكوماندوز في العراق والأردن وفلسطين وحث الألمان مراراً وتكراراً على قصف تل أبيب والقدس "من أجل إيذاء يهود فلسطين ولأغراض دعائية في العالم العربي" كما قال محاوروه النازيون. رفضت المقترحات باعتبارها غير قابلة للتنفيذ. كان الفاشيون الإيطاليون يخططون لمشروع تعيينه رئيسًا لمركز استخبارات في شمال إفريقيا ووافق على العمل كقائد للقوات النظامية وغير النظامية في وحدة مستقبلية تحرس قوات المحور لتنفيذ عمليات تخريب خلف خطوط العدو.
وكانت عملية أطلس واحدة من هذه العمليات المشتركة. أنشئت وحدة كوماندوز خاصة من قوات الأمن الخاصة الألمانية (قوات الأمن الخاصة) تتألف من ثلاثة أعضاء من الطائفة الدينية الهيكلية في فلسطين واثنين من العرب الفلسطينيين تم تجنيدهم من بين زملاء الحسيني حسن سلامة وعبد اللطيف (الذي قام بتحرير خطابات الحسيني الإذاعية في برلين). وقد ثبت أن البعثة التي أطلعها الحسيني قبل المغادرة كانت تهدف إلى إنشاء قاعدة لجمع المعلومات الاستخباراتية في فلسطين وإرسال المعلومات عبر الراديو إلى ألمانيا وشراء الدعم بين العرب في فلسطين وتجنيدهم وتسليحهم لإثارة التوترات بين اليهود والعرب وتعطيل السلطات الانتدابية وضرب أهداف يهودية.
انتهت الخطة بالفشل : فقد استقبلوا ببرود في فلسطين وقبض على ثلاثة من المتسللين الخمسة بسرعة وقاموا بالاستيلاء على المواد. وقد عثر البريطانيون على حمولتهم التي أسقطوها جواً وكانت تتكون من مدافع رشاشة وديناميت ومعدات راديو و5000 جنيه إسترليني، وآلة نسخ وقاموس ألماني عربي وكمية من السم. وقد زعم مايكل بار زوهار وإيتان هابر أن المهمة تضمنت خطة لتسميم إمدادات المياه في تل أبيب ولا يوجد أي أثر لهذه المؤامرة السامة في السير الذاتية الفلسطينية والإسرائيلية القياسية للحسيني.

### الدعاية

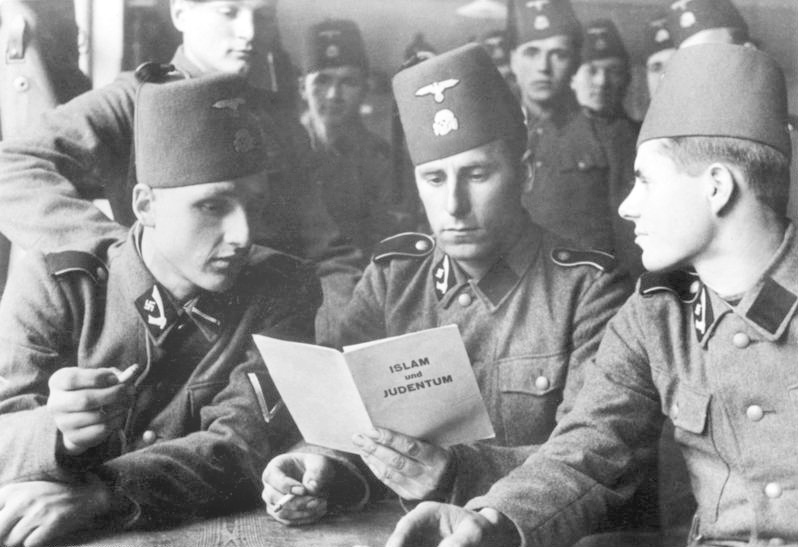
جنود بوسنيون من فرقة إس إس 13 يقرؤون كتيب الحسيني "الإسلام واليهودية"

طوال فترة الحرب العالمية الثانية عمل الحسيني لصالح دول المحور كمذيع في الدعاية الموجهة للرأي العام العربي. وانضم إليه عرب آخرون مثل فوزي القاوقجي وحسن سلامة. كان المفتي يتقاضى "ثروة مطلقة" قدرها 50 ألف مارك شهريًا (في حين كان المشير الألماني يتقاضى 25 ألف مارك سنويًا) وهو ما يعادل اليوم 12 مليون دولار سنويًا. أطلق عليه والتر وينشيل لقب "اللورد العربي هاو هاو". ولم يتدرب سوى نحو 6300 جندي عربي على يد المنظمات العسكرية الألمانية ولم يتجاوز عددهم 1300 جندي من فلسطين وسوريا والعراق مجتمعين. وعلى النقيض من ذلك تمكنت بريطانيا من تجنيد 9000 جندي من فلسطين وحدها كما خدم ربع مليون جندي من شمال إفريقيا في جيش التحرير الفرنسي حيث شكلوا الأغلبية من قتلاه وجرحاه.
وكتب المفتي أيضًا كتيبًا للفرقة الثالثة عشرة من قوات الأمن الخاصة هاندشار ترجم إلى "الإسلام واليهودية " واختتم باقتباس من صحيح البخاري ومسلم لأبي خريرة ينص على : "سيأتي يوم القيامة عندما يسحق المسلمون اليهود تمامًا : وعندما تقول كل شجرة يختبئ وراءها يهودي : "هناك يهودي خلفي، فاقتلوه!". وزعمت بعض الروايات أن الهاندشار كانت مسؤولة عن قتل 90% من اليهود البوسنيين. ومع ذلك لم تنشر وحدات هاندشار إلا بعد ترحيل أو إبادة معظم اليهود في كرواتيا على يد نظام أوستاسي. ومع ذلك فإن أحد التقارير التي تتحدث عن قيام دورية هانشار بقتل بعض المدنيين اليهود في زفورنيك في أبريل/نيسان 1944 بعد الكشف عن هويتهم الحقيقية أمر معقول.
في الأول من مارس/آذار عام ١٩٤٤ وفي حديثه على إذاعة برلين قال الحسيني : "أيها العرب انهضوا كرجل واحد وناضلوا من أجل حقوقكم المقدسة. اقتلوا اليهود أينما وجدتموهم. هذا يُرضي الله والتاريخ والدين. هذا يحفظ شرفكم. الله معكم." وقد وُصف هذا التصريح بأنه تحريض على الإبادة الجماعية.

### توظيف

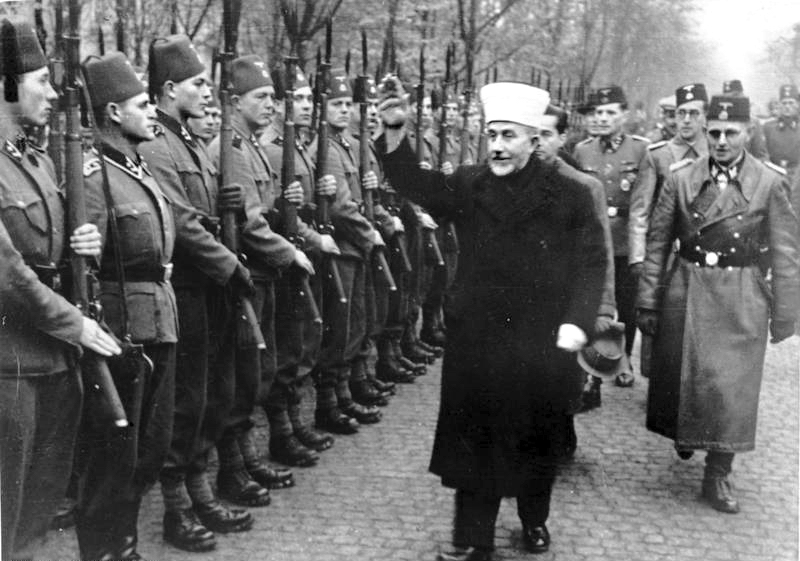
نوفمبر 1943 الحسيني يحيي متطوعي قوات الأمن الخاصة البوسنية بالتحية النازية. على اليمين هو الجنرال كارل جوستاف ساوبرزفايغ من قوات الأمن الخاصة.

ومن بين القيادات النازية أبدى هاينريش هيملر أعظم اهتمام بفكرة إنشاء وحدات إسلامية تحت القيادة الألمانية حيث نظر إلى العالم الإسلامي باعتباره حليفًا محتملاً ضد الإمبراطورية البريطانية واعتبر دولة كرواتيا المستقلة العميلة للنازيين "دولة سخيفة". كان لدى هيملر رؤية رومانسية للإسلام باعتباره دينًا "يعزز الجنود الشجعان" وربما لعب هذا دورًا مهمًا في قراره بتشكيل ثلاث فرق إسلامية تحت القيادة الألمانية في البلقان من المسلمين البوسنيين والألبان : فرقة هاندشار الثالثة عشرة فرقة إسكندر بك الحادية والعشرون وفرقة كاما (خنجر الراعي) الثالثة والعشرون. وبسبب الصراعات العرقية عانت المجتمعات اليهودية والكرواتية والغجرية والصربية والمسلمة في المنطقة من خسائر فادحة في الأرواح وخسر المسلمون البوسنيون حوالي 85 ألفًا من عمليات التطهير العرقي الإبادة الجماعية التي نفذتها جماعة تشيتنيك وحدها.  كان أمام المسلمين ثلاثة خيارات : الانضمام إلى قوات أوستاشي الكرواتية أو الثوار اليوغوسلاف أو إنشاء وحدات دفاع محلية. وبناء على تقليد الخدمة في أفواج البوسنة القديمة التابعة للجيش النمساوي المجري السابق اختاروا التحالف مع ألمانيا التي وعدتهم بالحكم الذاتي. وبعد أن تلقى الحسيني التماسات من زعماء المسلمين في البوسنة كان على علم تام بمحنتهم. بسبب عدم رضاه عن انخفاض عدد المجندين طلب هيملر من المفتي التدخل. قام الحسيني بالتفاوض وقدم العديد من الطلبات والتي تجاهلها أفراد قوات الأمن الخاصة في الغالب وأجرى العديد من الزيارات إلى المنطقة. لقد أثبتت خطاباته وسلطته الكاريزمية أنها فعالة في تحسين التجنيد بشكل ملحوظ. وفي خطابه أعلن أنه
إن تلك الأراضي التي تعاني من نير البريطانيين والبلشفيين تنتظر بفارغ الصبر اللحظة التي ستنتصر فيها دول المحور. يتعين علينا أن نكرس أنفسنا للنضال المتواصل ضد بريطانيا ذلك السجن المليء بالشعوب والتدمير الكامل للإمبراطورية البريطانية. علينا أن نكرس أنفسنا للنضال المتواصل ضد روسيا البلشفية لأن الشيوعية لا تتوافق مع الإسلام.
قال أحد ضباط قوات الأمن الخاصة الألمانية (أس أس) في تقريره عن انطباعاته عن خطاب المفتي في سراييفو إن الحسيني كان متحفظًا بشأن محاربة البلشفية وكان أعداؤه الرئيسيون هم المستوطنون اليهود في فلسطين والإنجليز. خلال زيارة في يوليو/تموز ١٩٤٣ قال المفتي : "إن التعاون الفعال بين ٤٠٠ مليون مسلم في العالم وأصدقائهم الأوفياء الألمان يمكن أن يكون له تأثير حاسم على نتيجة الحرب. أنتم أيها المسلمون البوسنيون أول فرقة إسلامية [و] تُمثلون مثالاً على التعاون الفعال... عدو عدوي صديقي." وفي مناسبة أخرى أعلن هيملر مخاطبًا الوحدة "إن ألمانيا [والرايخ] صديقان للإسلام على مدى القرنين الماضيين ليس بسبب المصلحة الشخصية بل بسبب القناعة الودية. لدينا نفس الأهداف."
وفي اتفاقية وقعها الحسيني وهيملر في 19 مايو 1943 حدد أنه لن يجمع بين الإسلام والقومية. وطلب الحسيني أن تقتصر العمليات الفرقية الإسلامية على الدفاع عن قلب المسلمين في البوسنة والهرسك وأن يتم العفو عن الثوار إذا ألقوا أسلحتهم وألا يتعرض السكان المدنيون لمضايقات من قبل القوات وأن تقدم المساعدة للأبرياء المصابين بسبب العمليات وأن تنظم التدابير القاسية مثل الترحيل ومصادرة السلع أو الإعدام وفقًا لسيادة القانون. اكتسبت قبيلة هاندشار سمعة سيئة بسبب وحشيتها في تطهير شمال شرق البوسنة من الصرب والأنصار : حيث دفع العديد من المسلمين المحليين الذين لاحظوا العنف إلى الانضمام إلى الثوار الشيوعيين. وبمجرد إعادة نشرهم خارج البوسنة ومع تحول أحوال الحرب حدثت انشقاقات وفرار جماعي و جند فولكس دويتشه لتعويض الخسائر. ألقى المفتي باللوم في عمليات الهروب الجماعية على الدعم الألماني للتشيتنيك. وقد سعى العديد من البوسنيين في هذه الفرق الذين نجوا من الحرب إلى الحصول على اللجوء في الدول الغربية والعربية ومن بين أولئك الذين استقروا في الشرق الأوسط قاتل العديد منهم في فلسطين ضد دولة إسرائيل الجديدة. ردًا على قيام بريطانيا العظمى بتشكيل فيلق يهودي خاص في قضية الحلفاء حث الحسيني ألمانيا على تشكيل فيلق عربي مماثل. ساعد الحسيني في تنظيم الطلاب العرب وأسرى الحرب والمهاجرين من شمال أفريقيا في ألمانيا في "فيلق الحرية العربي" وهو فيلق عربي في الجيش الألماني كان يطارد المظليين الحلفاء في البلقان ويقاتل على الجبهة الروسية.

## الأنشطة بعد الحرب العالمية الثانية

### الاعتقال والهروب
بعد نهاية الحرب العالمية الثانية حاول الحسيني الحصول على اللجوء في سويسرا ، لكن طلبه رُفض. قبض عليه في كونستانس من قبل القوات الفرنسية المحتلة في 5 مايو 1945 وفي 19 مايو نقله إلى منطقة باريس ووضعه تحت الإقامة الجبرية.
وفي ذلك الوقت تقريباً أخبر رئيس قسم التحقيقات الجنائية البريطاني في فلسطين الملحق العسكري الأمريكي أن المفتي قد يكون الشخص الوحيد القادر على توحيد العرب الفلسطينيين و"تهدئة الصهاينة".
وكان هنري بونسو السفير الفرنسي السابق في سوريا هو الذي قاد المناقشات معه وكان له تأثير حاسم على الأحداث. وكانت السلطات الفرنسية تتوقع تحسناً في وضع فرنسا في العالم العربي من خلال وسطائه ومنحته "ظروف احتجاز خاصة ومزايا وامتيازات متزايدة الأهمية وكانت قلقة باستمرار على سلامته وسلامة حاشيته". وفي أكتوبر/تشرين الأول سُمح له بشراء سيارة باسم إحدى سكرتيراته وتمتع ببعض حرية التنقل وكان بإمكانه أيضًا مقابلة من يريد. اقترح الحسيني على الفرنسيين إمكانيتين للتعاون : "إما القيام بعمل في مصر والعراق وحتى شرق الأردن لتهدئة الإثارة المعادية لفرنسا بعد الأحداث في سوريا وبسبب هيمنتها في شمال إفريقيا أو أن يأخذ زمام المبادرة للاستفزازات في [فلسطين] ومصر والعراق ضد بريطانيا العظمى" بحيث تولي الدول العربية اهتمامًا أكبر للسياسة البريطانية من السياسة الفرنسية. وكان الحسيني راضياً جداً عن وضعه في فرنسا وأقام هناك لمدة عام كامل.
وفي وقت مبكر من يوم 24 مايو/أيار طلبت بريطانيا العظمى تسليم الحسيني بحجة أنه مواطن بريطاني تعاون مع النازيين. ورغم أنه كان ضمن قائمة مجرمي الحرب قررت فرنسا اعتباره سجيناً سياسياً ورفضت الاستجابة للطلب البريطاني. رفضت فرنسا تسليمه إلى يوغوسلافيا حيث أرادت الحكومة محاكمته بتهمة ارتكاب مجازر ضد الصرب. وصدق بوسوت ادعاءات الحسيني بأن مذبحة الصرب ارتكبها الجنرال ميهايلوفيتش وليس هو. وأوضح الحسيني أيضًا أن 200 ألف مسلم و40 ألف مسيحي قُتلوا على يد الصرب وأنه لم ينشئ فرقة من الجنود إلا بعد أن طلب المسلمون البوسنيون مساعدته وأن الألمان والإيطاليين رفضوا تقديم أي دعم لهم. وفي هذه الأثناء أيد الممثلون الصهاينة طلب يوغوسلافيا بتسليم الحسيني خوفاً من هروبه. وزعموا أن الحسيني كان مسؤولاً أيضاً عن المجازر في اليونان وأشاروا إلى تحركه ضد الحلفاء في العراق عام 1941 بالإضافة إلى ذلك طلبوا دعم الولايات المتحدة في هذه المسألة.
وقد قام أعضاء الوكالة اليهودية الذين كانوا يكرهون الحسيني باعتباره متعاوناً مع النازية والذين كانوا على علم بأن الدول كانت تتنافس على توظيف النازيين والمتعاونين معهم بجمع وثائق جرائم الحرب المتعلقة بدور الحسيني في الهولوكوست. وقد قاموا بذلك بهدف منع عودته إلى منصب قيادي في فلسطين في محاولة لاعتقاله ومحاكمته وفي سياق عملية علاقات عامة مكثفة لإقامة دولة يهودية في فلسطين الانتدابية.
تشير ملاحظة راؤول هيلبرج إلى سمعة الحاج أمين الحسيني بين اليهود في فترة ما بعد الحرب مباشرة حيث قال إنه عندما تمت مناقشة المسؤولية عن تدمير يهود أوروبا في عام 1945 كان الحسيني هو الفرد الوحيد الذي أختير للمحاكمة. وفي يونيو/حزيران 1945 قرر زعماء اليشوف القضاء على الحسيني. ورغم أن أعضاء الجيش اليهودي تمكنوا من تحديد مكان الحسيني وبدأوا التخطيط لاغتياله فإن المهمة أُلغيت في ديسمبر/كانون الأول على يد موشيه شاريت أو ديفيد بن جوريون ربما لأنهما خشيا تحويل المفتي الأكبر إلى شهيد.
وقد أطلقت حملة ترهيب لإقناع المفتي بأنه سيتم تسليمه إلى البريطانيين بناءً على طلب ليون بلوم. وفي سبتمبر/أيلول قرر الفرنسيون تنظيم نقله إلى دولة عربية وقد نظر في مصر والمملكة العربية السعودية واليمن وقاموا بإجراء اتصالات دبلوماسية مع سلطات هذه الدول ومع جامعة الدول العربية.
وفي 29 مايو/أيار وبعد أن دبّر مغربي نافذ عملية هروبه وبعد أن علّقت الشرطة الفرنسية مراقبتها غادر الحسيني فرنسا على متن طائرة تابعة لشركة الخطوط الجوية عبر العالم متجهاً إلى القاهرة باستخدام أوراق سفر قدّمها له سياسي سوري قريب من جماعة الإخوان المسلمين. استغرق الأمر أكثر من اثني عشر يومًا حتى أدرك وزير الخارجية الفرنسي أنه هرب ولم يتمكن البريطانيون من القبض عليه في مصر بعد أن منحته تلك الدولة اللجوء السياسي.
في 12 أغسطس 1947 كتب الحسيني إلى وزير الخارجية الفرنسي جورج بيدو شاكراً فرنسا على كرم ضيافتها ومقترحاً أن تستمر فرنسا في هذه السياسة لزيادة مكانتها في نظر جميع المسلمين. وفي سبتمبر/أيلول توجه وفد من اللجنة العربية العليا إلى باريس واقترح أن يتبنى العرب موقفاً محايداً بشأن القضية الشمالية الأفريقية في مقابل دعم فرنسا للقضية الفلسطينية.

### القيادة السياسية الفلسطينية بعد الحرب
في نوفمبر/تشرين الثاني 1945 وبمبادرة من جامعة الدول العربية أعيد تأسيس "اللجنة العربية العليا" باعتبارها الهيئة التنفيذية العليا التي تمثل العرب في فلسطين الانتدابية. وتضم هذه الهيئة العليا المؤلفة من 12 عضواً أنصار الحسيني وبعض أعضاء الأحزاب السياسية المعارضة للمفتي العام وحلفائه. وقد اشتعل الخلاف بين أنصار الحسيني ومعارضيه بسبب عودة جمال الحسيني إلى الشرق الأوسط واستئناف نشاطه السياسي. في مارس 1946 حلت الهيئة العربية العليا، ثم أعاد جمال تشكيلها كمنظمة تتألف حصرياً من حلفاء الحسيني السياسيين وأفراد عائلته. تدخل وزراء خارجية جامعة الدول العربية في مايو 1946 باستبدال كل من الهيئة العربية العليا و"الجبهة العربية العليا" المعارضة بـ"الهيئة العربية العليا" لتمثيل العرب الفلسطينيين. وكان الحاج أمين الحسيني رئيساً لجمعية الإمام الحسين عليه السلام رغم غيابه وكان جمال نائباً للرئيس. سيطرت فصيلة الحسيني على فصيل أيه أتش إيه المكون من تسعة أعضاء وبعد ذلك عاد الحسيني إلى مصر وبدأ قيادته العملية للعرب الفلسطينيين أثناء إقامته في القاهرة. غير اسم أيه أتش إيه إلى أيه أتش سي مرة أخرى في يناير 1947.

### حرب فلسطين 1948

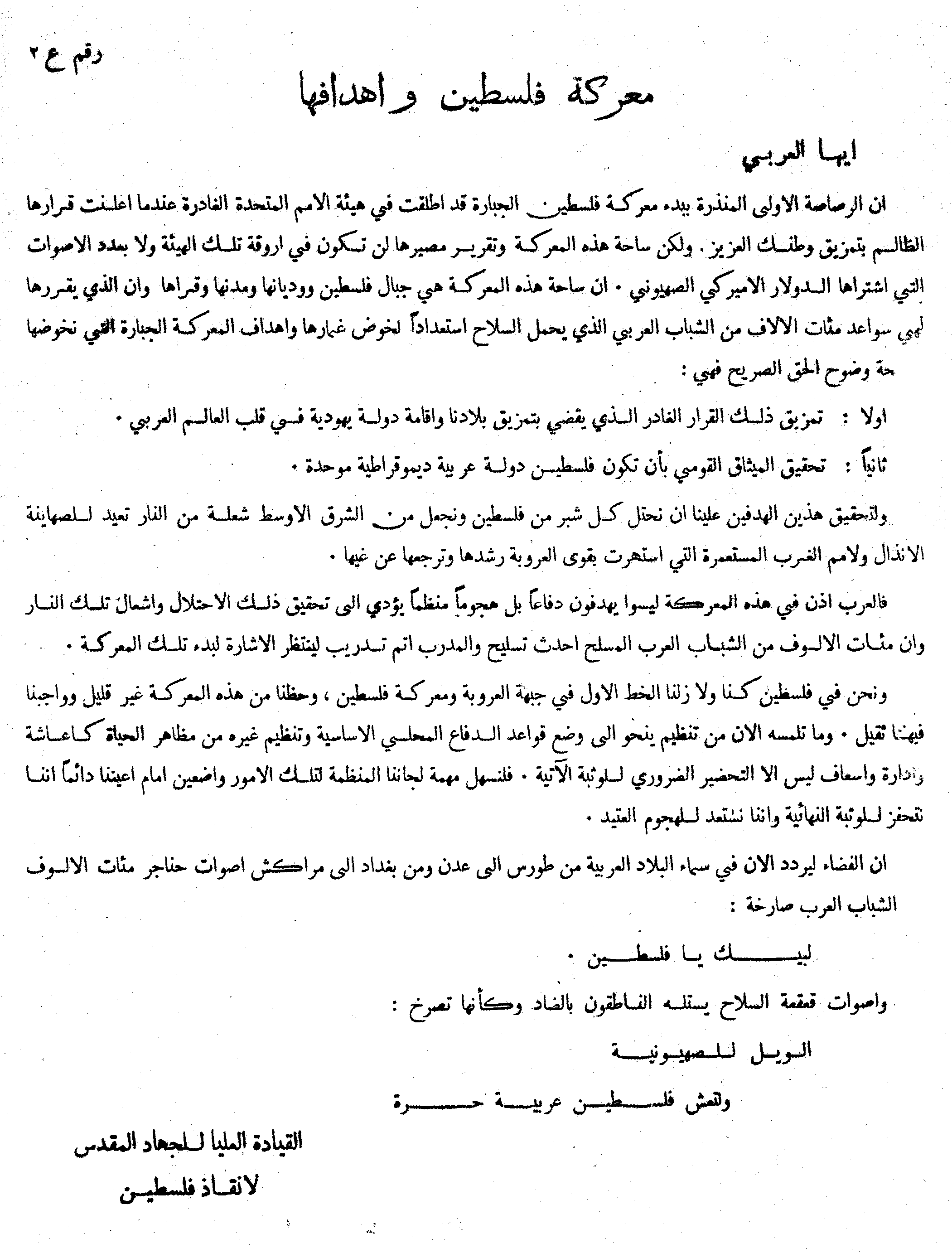
منشور وزعته هيئة الإفتاء العليا بعد قرار التقسيم الصادر عن الأمم المتحدة يدعو العرب إلى مهاجمة فلسطين كلها واحتلالها وإشعال منطقة الشرق الأوسط كلها وعرقلة قرار التقسيم الصادر عن الأمم المتحدة.

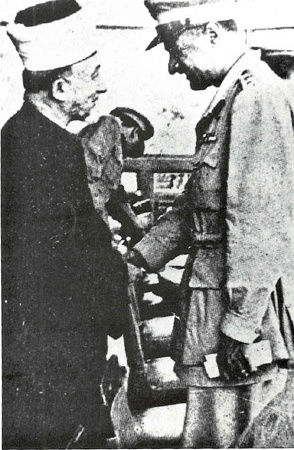
لقاء الحاج أمين الحسيني مع جمال عبد الناصر الرئيس المصري المستقبلي عام 1948

#### قرار التقسيم الصادر عن الأمم المتحدة
وعندما قدمت اللجنة الخاصة للأمم المتحدة بشأن فلسطين توصياتها بشأن تقسيم فلسطين أرسل المفوض السامي لفلسطين آلان كانينغهام مبعوثين إلى القاهرة لاستطلاع رأي الحسيني مع أن نقل أي سلطة دولة إليه كان أمراً غير وارد. وتوقع موسى العلمي أن المفتي سيوافق على التقسيم إذا وعد بحكم الدولة العربية المستقبلية. وبحسب عيسى خلف لا توجد أي دلائل تؤكد هذا الادعاء.
وقد قاموا باستخدام سمعة الحسيني خلال زمن الحرب كحجة لإقامة دولة يهودية أثناء المداولات في الأمم المتحدة في عام 1947. قامت منظمة "نايشن أسوشيتس" بقيادة فريدا كيرشوي بإعداد كتيب من تسع صفحات مع ملاحق للأمم المتحدة بعنوان "اللجنة العربية العليا أصولها موظفوها وأهدافها" . وقد احتوى هذا الكتيب على نسخ من المراسلات بين الحاج أمين الحسيني وكبار المسؤولين النازيين (مثل هاينريش هيملر وفرانز فون بابن وجوزيف جوبلز )، ومذكرات الحسيني عن لقاءه بهتلر والعديد من الرسائل إلى المسؤولين الألمان في العديد من البلدان حيث طلب عدم السماح لليهود بالهجرة من أوروبا إلى الوطن اليهودي في فلسطين والعديد من الصور الفوتوغرافية للحسيني ورشيد علي ، وغيرهم من السياسيين العرب بصحبة النازيين وحلفائهم الإيطاليين واليابانيين. وقد زعمت هذه الوثيقة أنها أظهرت أن النازيين الألمان والسياسيين الفلسطينيين (الذين كان بعضهم يطلب الاعتراف بهم في الأمم المتحدة في عام 1947 كممثلين للسكان العرب الفلسطينيين) قد شكلوا قضية مشتركة خلال الحرب العالمية الثانية في معارضتهم لإقامة دولة يهودية في فلسطين. في مايو/أيار 1948 شكرت الحكومة الإسرائيلية كيرشوي على "مشاركته الطيبة والمشرفة في نجاحنا" على الأقل جزئياً كنتيجة لتوزيعه معلومات عن الحسيني على ممثلي الأمم المتحدة.
وفي عشية تقسيم الأمم المتحدة لفلسطين الانتدابية توصل الملك عبد الله الذي كان يشترك مع الصهاينة في العداء للقومية الفلسطينية إلى اتفاق سري مع جولدا مائير لإحباط مساعي الحسيني وضم الجزء من فلسطين مقابل تخلي الأردن عن معارضته لإقامة دولة يهودية. وبحسب كلمات شلايم فإن الاجتماع "وضع الأساس لتقسيم فلسطين على أسس مختلفة جذريًا عن تلك التي تصورتها الأمم المتحدة في نهاية المطاف". وكانت شعبية الحسيني قد ارتفعت في العالم العربي خلال فترة وجوده مع النازيين وسارع الزعماء العرب إلى الترحيب به لدى عودته واستقبلته الجماهير بحفاوة بالغة وهو الموقف الذي تغير بسرعة بعد هزيمة عام 1948. يكتب إلبيليج أنه "إلى حد ما" تم اختيار الحسيني "كبش فداء" لهذه الهزيمة.

### الحرب
في 31 كانون الأول/ديسمبر 1947 أفاد ماكاتي القنصل العام الأميركي في القدس أن الإرهاب يسيطر على فلسطين وأن التقسيم هو سبب هذا الإرهاب وبحسب ما ذكره ماكاتي فإن العرب الفلسطينيين لم يجرؤوا على معارضة الحاج أمين ولكنهم لم يتجمعوا بشكل جماعي حول علمه في الحرب ضد الصهاينة.
ومن منفاه في مصر استخدم الحسيني ما كان يتمتع به من نفوذ لتشجيع مشاركة الجيش المصري في الحرب العربية الإسرائيلية عام 1948. شارك في بعض المفاوضات رفيعة المستوى بين القادة العرب قبل الحرب وأثناءها في اجتماع عقد في دمشق في فبراير 1948 لتنظيم القيادات الميدانية الفلسطينية وقادة جيش الجهاد المقدس .قاموا بتخصيص منطقة اللد وعبد القادر الحسيني (ابن شقيق أمين الحسيني) لحسن سلامة وعبد القادر الحسيني على التوالي. وقد مهد هذا القرار الطريق لتقويض مكانة المفتي لدى الدول العربية. وفي 9 فبراير/شباط 1948 أي بعد أربعة أيام من اجتماع دمشق تعرض لانتكاسة شديدة في جلسة جامعة الدول العربية بالقاهرة عندما رُفضت مطالبه بمزيد من تقرير المصير الفلسطيني في المناطق التي أخلاها البريطانيون والحصول على قروض مالية. وتضمنت مطالبه تعيين ممثل عربي فلسطيني في هيئة الأركان العامة للجامعة العربية وتشكيل حكومة فلسطينية مؤقتة ونقل السلطة إلى اللجان الوطنية المحلية في المناطق التي أخلاها البريطانيون ومنح قرض للإدارة الفلسطينية وتخصيص مبالغ كبيرة للهيئة التنفيذية العليا العربية للعرب الفلسطينيين المستحقين لتعويضات الحرب.
وقد منعت جامعة الدول العربية التجنيد في قوات الحسينيوانهارت بعد وفاة أحد أبرز قادتها عبد القادر الحسيني في 8 أبريل 1948.
وقال أنور نسيبة أحد أنصار الحسيني إنه رفض توزيع السلاح على أحد سوى أنصاره المخلصين وقام فقط بتجنيد أنصار مخلصين لقوات جيش الجهاد المقدس . وهذا يفسر جزئياً غياب القوة العربية المنظمة وعدم كفاية الأسلحة التي كانت بحوزة العرب المدافعين عن القدس.

### إنشاء حكومة عموم فلسطين
وبعد انتشار شائعات حول إعادة الملك عبد الله الأول ملك الأردن فتح المفاوضات الثنائية مع إسرائيل التي كان قد أجراها سراً مع الوكالة اليهودية قررت جامعة الدول العربية بقيادة مصر إنشاء حكومة عموم فلسطين في غزة في 8 سبتمبر/أيلول 1948 تحت القيادة الاسمية للحسيني يكتب آفي شلايم :
إن قرار تشكيل حكومة فلسطين كلها في غزة والمحاولة الضعيفة لإنشاء قوات مسلحة تحت سيطرتها قد زود أعضاء جامعة الدول العربية بالوسائل اللازمة للتخلص من المسؤولية المباشرة عن إدارة الحرب وسحب جيوشهم من فلسطين مع بعض الحماية ضد الصراخ الشعبي. وبغض النظر عن المستقبل البعيد للحكومة العربية في فلسطين فإن هدفها المباشر كما تصوره رعاتها المصريون كان توفير نقطة محورية للمعارضة ضد عبد الله والعمل كأداة لإحباط طموحه في توحيد المناطق العربية مع شرق الأردن.
وفي 22 سبتمبر/أيلول أُعلن عن تشكيل حكومة فلسطينية شاملة في غزة كإجراء مضاد للأردن. وبحسب موشيه ماعوز، كان هذا "مجرد أداة لتبرير احتلال القاهرة لقطاع غزة". وقد توصل في مؤتمر الجامعة العربية إلى اتفاق يقضي بتولي أحمد حلمي باشا رئاسة الحكومة وإعطاء الحسيني دوراً شكلياً خالياً من المسؤوليات. انعقد المجلس الوطني الفلسطيني في غزة في 30 سبتمبر/أيلول 1948 برئاسة أمين الحسيني. وفي 30 سبتمبر/أيلول انتخب الحسيني بالإجماع رئيساً للجمهورية لكنه لم تكن له أي سلطة خارج المناطق الخاضعة لسيطرة مصر. وقد أصدر المجلس سلسلة من القرارات بلغت ذروتها في الأول من أكتوبر عام 1948 بإعلان الاستقلال على كامل فلسطين والقدس عاصمة لها.
ومن ثم ولدت حكومة عموم فلسطين تحت القيادة الاسمية لأمين الحسيني، مفتي القدس الذي عُيّن رئيسًا لها. أحمد حلمي عبد الباقي رئيسا لمجلس الوزراء. وكانت حكومة حلمي تتألف إلى حد كبير من أقارب وأتباع أمين الحسيني ولكنها ضمت أيضاً ممثلين عن فصائل أخرى من الطبقة الحاكمة الفلسطينية. وأصبح جمال الحسيني وزيراً للخارجية ورجاء الحسيني وزيراً للدفاع وميخائيل أبكاريوس وزيراً للمالية، وأنور نسيبة أميناً عاماً لمجلس الوزراء. توجه اثنا عشر وزيراً يقيمون في دول عربية مختلفة إلى غزة لتولي مناصبهم الجديدة. إن قرار تشكيل حكومة عموم فلسطين جعل اللجنة العربية العليا غير ذات أهمية.
ورد العاهل الأردني الملك عبد الله في الثاني من أكتوبر/تشرين الأول بتنظيم مؤتمر فلسطيني والذي ألغى القرار الذي اتخذ في غزة. اعتبر عبد الله محاولة إحياء جيش الجهاد المقدس التابع للحسيني بمثابة تحدي لسلطته وفي 3 أكتوبر/تشرين الأول أمر وزير دفاعه بحل جميع الهيئات المسلحة العاملة في المناطق التي تسيطر عليها الفيلق العربي. نفذ غلوب باشا الأمر بلا رحمة وبكفاءة. ومع ذلك فإن مصر التي تلاعبت بتشكيلها اعترفت بحكومة عموم فلسطين في 12 أكتوبر/تشرين الأول، وتلتها سوريا ولبنان في 13 أكتوبر/تشرين الأول، والمملكة العربية السعودية في 14 أكتوبر/تشرين الأول واليمن في 16 أكتوبر/تشرين الأول وكان العراق قد اتخذ قراره رسميا في الثاني عشر من الشهر الجاري لكن لم يعلن عنه. وقد دعمت كل من بريطانيا العظمى والولايات المتحدة الأردن حيث قالت الولايات المتحدة إن دور الحسيني في الحرب العالمية الثانية لا يمكن نسيانه أو العفو عنه. وكان التأثير الإجمالي هو :
لقد تعرضت قيادة الحاج أمين الحسيني واللجنة العربية العليا التي سيطرت على المشهد السياسي الفلسطيني منذ عشرينيات القرن العشري، للدمار بسبب كارثة عام 1948 كما فقدت مصداقيتها بسبب فشلها في منعها.
وتميل روايات النكبة بحسب هيليل كوهين إلى تجاهل المقاومة العلنية للحسيني من قبل العديد من الفلسطينيين المؤثرين. أحد أفراد عائلة درويش عندما أبدى معارضته لهدف الحسيني الحربي لصالح التفاوض - قال له الحسيني : إذا تتكلم السيف أوسكوت يا كلام "عندما يتحدث السيف لا يوجد مكان للكلام". وتذكر الكثيرون سياسته في اغتيال المخاتير في ثورة 1936-1939 واعتبروا الحسيني وأمثاله "جمعية من الخونة". إن معارضة نسبة كبيرة من المجتمع الفلسطيني للحسيني تعود إلى فترة سابقة وكانت مرتبطة أيضًا بالطريقة البريطانية في التعامل مع الأغلبية المحلية : "إن الإدارة الحالية لفلسطين" كما رثى لها على سبيل المثال ممثلو الوفد العربي الفلسطيني في رسالة إلى الرأي العام البريطاني في عام 1930 " عينت من قبل حكومة جلالة الملك وتحكم البلاد من خلال نظام استبدادي لا يملك السكان فيه أي رأي".

### المنفى من فلسطين

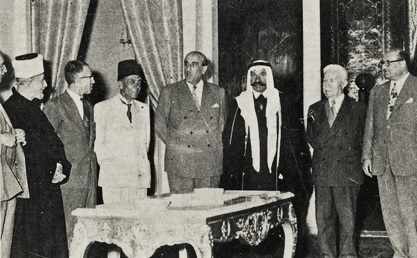
زعماء سوريون وفلسطينيون في لقاء مع الرئيس السوري شكري القوتلي في القصر الرئاسي عام 1955. من اليمين إلى اليسار : صبري العسلي وفارس الخوري وسلطان باشا الأطرش ، القوتلي محمد علي الطاهر وناظم القدسي وأمين الحسيني ومعين الماضي.

ورغم أن الحكومة البريطانية كانت قد أبعدت الحسيني عن المجلس الإسلامي الأعلى وغيره من الأدوار الإدارية في عام 1937 فإنها لم تعزله عن منصب مفتي القدس. وقد أوضحوا لاحقًا أن ذلك يرجع إلى عدم وجود إجراءات قانونية أو سابقة. ومع ذلك في 20 ديسمبر 1948 أعلن الملك عبد الله استبداله كمفتي بمنافسه طويل الأمد حسام الدين جار الله.
تم اغتيال الملك في 20 يوليو 1951 عشية المحادثات السرية المتوقعة مع إسرائيل على يد المتشدد مصطفى عشو من الجهاد المقدس عند دخول الحرم الشريف للصلاة. لا يوجد دليل على تورط الحسيني مع أن موسى الحسيني كان من بين الستة الذين وجهت إليهم الاتهامات وقاموا بإعدامهم بعد حكم متنازع عليه. وخلف عبد الله الملك طلال الذي رفض السماح للحسيني بدخول القدس. وفي نهاية المطاف رفع حفيد عبد الله، حسين الذي كان حاضراً أثناء عملية القتل الحظر في عام 1967 واستقبل الحسيني كضيف شرف في مقر إقامته الملكي في القدس بعد اقتلاع منظمة التحرير الفلسطينية من الأردن.
وفي أواخر أكتوبر/تشرين الأول 1948 انتقلت الحكومة الفلسطينية بكاملها إلى القاهرة وأصبحت حكومة في المنفى وفقدت أهميتها تدريجيا. وكان الحسيني عضوًا في حكومة عموم فلسطين وبقي أيضًا في المنفى في مصر خلال معظم فترة الخمسينيات. وكما كان الحال قبل عام 1948 عندما اعتقدت جماعة اليشوف أن يد المفتي السابق يمكن اكتشافها "وراء كل مذبحة أو جريمة قتل أو عمل تخريبي معادٍ لليهود" أصرت إسرائيل على التأكيد على أن الحسيني كان وراء العديد من الغارات الحدودية من الأراضي الأردنية والمصرية وأعربت مصر عن استعدادها لترحيله إذا ظهرت أدلة تؤكد الاتهامات. وفي نهاية المطاف حلت حكومة فلسطين الشاملة في عام 1959 على يد ناصر نفسه الذي تصور قيام جمهورية عربية متحدة تضم سوريا ومصر وفلسطين. وفي ذلك العام انتقل إلى لبنان. رفض طلبات تقديم دعمه لمنظمة التحرير الفلسطينية الناشئة بعد حرب الأيام الستة عام 1967 وكان يعارض إنشاء دولة فلسطينية في الضفة الغربية بعد عام 1967 واستمر أقرب مساعديه إميل غوري في العمل لصالح النظام الملكي الأردني حتى بعد الحرب الأهلية الأردنية هناك عام 1970.
توفي الحسيني في بيروت في 4 يوليو 1974. وكان يتمنى أن يدفن في الحرم الشريف في القدس. ومع ذلك فقد استولت إسرائيل على القدس الشرقية خلال حرب الأيام الستة عام 1967. وطلبت الهيئة الإسلامية العليا من الحكومة الإسرائيلية الإذن بدفنه هناك إلا أن الطلب قوبل بالرفض. وبعد ثلاثة أيام دفن الحسيني في بيروت. وفي غضون عامين، قامت الكتائب اللبنانية المسيحية بنهب فيلته، وسرقت ملفاته وأرشيفه. تزوجت حفيدته من علي حسن سلامة مؤسس منظمة أيلول الأسود التابعة لمنظمة التحرير الفلسطينية والذي قتله الموساد فيما بعد بسبب تورطه في مذبحة ميونيخ. وبحسب تسفي إلبيلج فإن كل أثر لذكراه اختفى منذ ذلك الحين تقريباً من الوعي الفلسطيني ولم يقم الفلسطينيون أي نصب تذكاري لذكراه أو يكتبوا كتباً تخليداً لذكراه وأعماله.

## أمين الحسيني ومعاداة السامية
وقد اتسمت الأعمال السيرية السابقة عن الحسيني بالتحيز الشديد حيث أظهر مؤيدوه بين معاصريه العرب دوره باعتباره الشخصية المركزية في الثورة العربية التي أحبطتها المؤامرات البريطانية والصهيونية كما شوهته الروايات التاريخية الصهيونية باعتباره متعصباً مسلماً مسؤولاً بشكل رئيسي عن الكوارث التي حلت بالفلسطينيين في عام 1948. وصف كاتب سيرة الحسيني الأول موشيه بيرلمان ‏ ، بأنه معادٍ للسامية بشدة كما فعل جوزيف شيختمان بعد عقد ونصف من الزمان. وقد اتهمهما فيليب ماتار بالاعتماد على التقارير الصحفية والافتقار إلى الفهم الكافي للخلفية.
ليس هناك شك في أن الحسيني أصبح معاديًا للسامية بشدة وأقنع نفسه باستخدام حجج تستند إلى آيات من الكتاب المقدس والتلمود والقرآنبأن اليهود أعداء الله ومتورطون في مؤامرة عالمية ويمارسون استخدام الدم المسيحي في طقوس معينة. بدأ كتاب السيرة الذاتية الأكثر حداثة مثل فيليب ماتار وإلبيليغ الذين كتبوا في أواخر الثمانينيات وأوائل التسعينيات في التأكيد على قوميته. يرى بيتر وين أن سلوكه في الحرب العالمية الثانية كان يستحق الصورة التي رسمها له الصهاينة باعتباره "الشرير الأكبر" لكنه يضيف أن القادة الإسرائيليين والصهاينة استخدموا هذه الصورة منذ فترة طويلة لتشويه سمعة المقاومة الفلسطينية ضد الاحتلال الإسرائيلي باعتبارها مستوحاة من النازية منذ البداية وبالتالي معادية للسامية بشكل أساسي.
ينقسم الرأي العلمي حول هذه القضية حيث يعتبره العديد من العلماء معادًا للسامية بشدة بينما ينكر البعض ملاءمة المصطلح أو يزعمون أنه أصبح معادًا للسامية. يرى روبرت كيلي أن الحسيني كان يتحرك "تدريجيًا نحو معاداة السامية لأنه عارض الطموحات اليهودية في المنطقة". ويختتم المؤرخ زفي إلبيلج الذي حكم سابقًا كلًا من الضفة الغربية وقطاع غزة بينما كان يعيد تأهيله من تهم أخرى فصله المتعلق بتورط الحسيني في إبادة اليهود على النحو التالي
[على أية حال ليس هناك شك في أن كراهية الحاج أمين لم تقتصر على الصهيونية بل امتدت إلى اليهود بحد ذاتهم. ولا شك أن اتصالاته الوثيقة والمتكررة مع زعماء النظام النازي لم تترك للحاج أمين أي شك في المصير الذي ينتظر اليهود الذين منعت جهوده هجرتهم. وتُظهِر تعليقاته العديدة أنه لم يكن مسرورًا فقط بمنع اليهود من الهجرة إلى فلسطين بل كان سعيدًا جدًا أيضًا بالحل النهائي الذي اقترحه النازيون.
والتر لاكور بيني موريس كلاوس مايكل مالمان ومارتن كوبرز، أساس الأدلة التي كانت ادعاءاتها في كتابهم مترجمة باسم "فلسطين النازي" قد قاموا باستجوابها من قبل مايكل سيلز على أساس تصريحات انتقائية من قبل بعض الكتاب الذين أخذوا قيمة وجهية يشاركون الرأي بأن الحسيني كان متحيزًا ضد اليهود وليس فقط ضد الصهيونيين. وقال موريس على سبيل المثال إن الحسيني رأى الهولوكوست كانتقام ألماني لخطر اليهود في جهودهم الحربية في الحرب العالمية الأولى،[1] وقال : "كان حج أمين الحسيني معاداً للسامية. هذا واضح من كتاباته. أنا لا أقول أنه كان مجرد معاداً صهيونيًا لقد كره اليهود 'كان اليهود سيئين'".[1]في دراسة مخصصة لدور واستخدام المحرقة في الخطاب القومي الإسرائيلي زرتال في إعادة النظر في معاداة الحسيني يقول أن "في نسبة أكثر صراحة، [يجب أن يتم تصويره] كزعيم فلسطيني قومي ديني متعصب".
لا يوجد اتفاق بين المؤرخين بشأن مدى تورط الحسيني في الهولوكوست أو تعرضه للمعرفة به.  ويشير ولفغانغ جي. شوانيتز إلى أنه في مذكراته، تذكر الحسيني أن هيملر أخبره كيف أنه أثناء ترحيل اليهود الهولنديين، كان اليهود فقط هم من قبلوا عرض الدفع مقابل معلومات عن أولئك الذين يحاولون الهرب من القبض عليهم من قبل النازيين. وسجل أيضًا أن هيملر أخبره بمدى صدمته عندما رأى الكابو اليهود يعتدون على زملائهم اليهود، وأن هيملر زعم أنه عاقب الجناة. وقد قيل إنه بهذه الطريقة كان يقلد النازيين الذين كانوا يدمرونهم، من خلال تصوير اليهود ضمناً على أنهم أدنى أخلاقياً. ويذكر الحسيني أيضًا في مذكراته أنه زار معهد ألفريد روزنبرغ لدراسة اليهودية الذي فشل في إيجاد أي طريقة لتحضر الشعب اليهودي. 

## تقييمات الأهمية التاريخية للحسيني
وقد وصف إدوارد سعيد الحسيني بأنه "الزعيم الوطني الفلسطيني" الذي كان كجزء من اللجنة العربية العليا "يمثل الإجماع الوطني العربي الفلسطيني وكان يحظى بدعم الأحزاب السياسية الفلسطينية التي كانت تعمل في فلسطين وكان معترفًا به بشكل ما من قبل الحكومات العربية باعتباره صوت الشعب الفلسطيني".
يقول فيليب مطر أن السبب الرئيسي وراء تهجير الفلسطينيين يكمن في وعد بلفور والسياسات البريطانية والتفوق العسكري المشترك لقوات اليشوف والجيش الانتدابي. لقد كان اعتدال الحسيني في البداية ثم فشله في التوصل إلى تسوية عاملاً مساهماً لكنه لم يكن حاسماً. ومن ناحية أخرى يقارنه تسفي إلبيلج وبحاييم وايزمان وديفيد بن جوريون وحتى بثيودور هرتزل.
وقد لخص روبرت فيسك في معرض حديثه عن الصعوبات التي تكتنف وصف حياة الحسيني ودوافعها المشكلة على النحو التالي :
(م) من أجل مناقشة حياته هو أن يشارك في حرب الدعاية العربية الإسرائيلية. إن تقييم منصف لمهنة الرجل أو في هذه الحالة تاريخ غير متحيز للنزاع العربي الإسرائيلي يشبه محاولة ركوب دراجتين في نفس الوقت.
ويزعم بيتر نوفيك أن التصوير التاريخي للحسيني في فترة ما بعد الحرب العالمية الثانية يعكس مصالح جيوسياسية معقدة أدت إلى تشويه السجل.
لقد كانت مزاعم التواطؤ الفلسطيني في قتل اليهود الأوروبيين إلى حد ما استراتيجية دفاعية واستجابة استباقية للشكوى الفلسطينية من أنه إذا تم تعويض إسرائيل عن الهولوكوست فمن الظلم أن يتحمل المسلمون الفلسطينيون فاتورة جرائم المسيحيين الأوروبيين. كان التأكيد على تورط الفلسطينيين في الهولوكوست يعتمد في معظمه على قضية مفتي القدس وهو زعيم وطني فلسطيني قبل الحرب العالمية الثانية والذي لجأ إلى ألمانيا أثناء الحرب للهروب من سجن البريطانيين. وكان المفتي شخصية سيئة السمعة في كثير من النواحي ولكن المزاعم التي ظهرت بعد الحرب العالمية الثانية حول لعبه أي دور مهم في الهولوكوست لم تأكد قط ولكن هذا لم يمنع محرري موسوعة الهولوكوست المكونة من أربعة مجلدات من إعطائه دور البطولة. إن المقال عن المفتي أطول من ضعف طول المقالات عن جوبلز وجورينج وأطول من المقالات عن هيملر وهايدريش مجتمعين وأطول من المقال عن آيخمان من بين جميع المقالات عن السيرة الذاتية يفوقه في الطول ولكن قليلاً فقط المقال عن هتلر.
في أكتوبر/تشرين الأول 2015 زعم رئيس الوزراء الإسرائيلي بنيامين نتنياهو أن هتلر في ذلك الوقت لم يكن يفكر في إبادة اليهود بل في طردهم فقط وأن الحسيني هو الذي ألهم هتلر للشروع في برنامج إبادة جماعية لمنعهم من القدوم إلى فلسطين. وتعرضت تصريحات نتنياهو لانتقادات واسعة النطاق ورفضها علماء الهولوكوست من إسرائيل وألمانيا. ووصف كريستوفر براوننج هذا الادعاء بأنه "محاولة كاذبة صارخة لاستغلال الهولوكوست سياسياً" و"مخزية وغير لائقة" فضلاً عن كونها احتيالية تهدف إلى وصم وإلغاء الشرعية عن "أي تعاطف أو اهتمام بحقوق الفلسطينيين ودولتهم". ولا يحتوي النص الألماني الرسمي للقاء مع هتلر على أي دعم لادعاء نتنياهو.
في عام 1947 زعم سيمون فيزنتال أن آيخمان رافق الحسيني في جولة تفتيشية في كل من أوشفيتز ومايدانيك وأن الحسيني أشاد بأكثر العمال اجتهاداً في محرقة الجثث. كان ادعاؤه بلا مصدر. قاموا بإعادة تدوير التهمة بإضافة لون إليها بواسطة كوينتين رينولدز دون أي أساس من الصحة في وقت محاكمة أدولف آيخمان. وقد زعمت مصادر مختلفة مرارًا وتكرارًا أنه زار معسكرات اعتقال أخرى بالإضافة إلى معسكرات الموت في أوشفيتز ومايدانيك وتريبلينكا وماوتهاوزن ولكن وفقًا لهوب لا يوجد سوى القليل من الأدلة الوثائقية القاطعة لإثبات هذه الزيارات الأخرى.
يلخص جلبير الأشقر أهمية الحسيني قائلاً :
ومن الضروري أن نلاحظ بالمناسبة أن مذكرات أمين الحسيني تشكل ترياقاً ضد إنكار الهولوكوست : فقد كان يعلم أن الإبادة الجماعية وقعت وكان يفتخر بأنه كان على علم تام بها منذ عام 1943 فصاعداً. وأعتقد أنه مهندس النكبة (هزيمة عام 1948 ورحيل مئات الآلاف من الفلسطينيين الذين طردوا من أراضيهم) بمعنى أنه يتحمل نصيباً من المسؤولية عما حدث للشعب الفلسطيني.
وقال داني ديان الذي أصبح رئيسًا لمؤسسة ياد فاشيم في عام 2021 لصحيفة هآرتس إنه قاوم "الهجمات البرية" برفضه عرض صورة الحسيني أثناء لقائه بهتلر. قال : "أولئك الذين يريدون مني نشره ليسوا مهتمين حقًا بدور المفتي في المحرقة والذي كان محدودًا على أي حال بل يسعون إلى تشويه صورة الفلسطينيين اليوم. كان المفتي معاديًا للسامية. ولكن حتى لو كنت أبغضه فلن أحوّل ياد فاشيم إلى أداة تخدم أغراضًا لا علاقة لها مباشرة بدراسة وإحياء ذكرى المحرقة. إن الهاسبارا إذا أردنا استخدام مصطلح هي اعتبار غير ذي صلة على الإطلاق ولن تدخل أبوابنا."

## أعمال
- أسباب نكبة فلسطين (١٩٤٨). أسباب قرينة فلسطين أسباب كارثة فلسطين
- أكذوبة بيع الفلسطينيين لأرضهم (1954 باللغة العربية، رسالة رد نشرت من مصر). كذبة بيع الفلسطينيين للعرضيم (كذبة بيع الفلسطينيين لأرضهم)
- حقائق حول المسألة الفلسطينية (1954 باللغة العربية، القاهرة). حقائق عن قضية فلسطين (حقائق عن قضية فلسطين)

مذكرات أمين الحسيني، تغطي الفترة من 1937 إلى 1948. (نُشر لأول مرة باللغة العربية عام ١٩٧٥، وأُعيد نشره في سوريا ككتاب كامل عام ١٩٩٩. نُشر في الأصل تدريجيًا كمقالات شهرية في مجلة فلسطين بين عامي ١٩٦٧ و١٩٧٥ على مدار ٧٥ حلقة)

## الملحوظات

### الاستشهادات
1. ↑   https://afroasian.mediaplaygrounds.co.uk/. {{استشهاد ويب}}: |url= بحاجة لعنوان (مساعدة) والوسيط |title= غير موجود أو فارغ (من ويكي بيانات) (مساعدة)
2. ↑  Encyclopædia Britannica | Amin al-Husayni (بالإنجليزية), QID:Q5375741
3. ↑  Brockhaus Enzyklopädie | Mohammed Said Amin al- Husaini (بالألمانية), OL:19088695W, QID:Q237227
4. ↑  شخصيات فلسطينية (PDF). الجمعية الأكاديمية الفلسطينية لدراسة الشؤون الدولية. ديسمبر 2008. ص. 42. ISBN:978-9950-305-00-7. QID:Q123497823.
5. ↑  Mattar, Philip (2003). "al-Husayni, Amin". in Mattar, Philip. Encyclopedia of the Palestinians (Revised Edition ed.). New York: Facts On File. (ردمك 978-0-8160-5764-1).
6. ↑  Henry Laurens, La Question de Palestine, Fayard, Paris, vol. 2, 2002 p. 624 n. 5, explaining that al-Husayni had obvious reasons for passing himself off as older than he was. In the 1st volume of his trilogy (1999 p.425) Laurens had used Mattar's dating
7. ↑  Henry Laurens, La Question de Palestine, Fayard, Paris, vol. 1 1999 p. 425
8. ↑  Huneidi A Broken Trust, Herbert Samuel, Zionism and the Palestinians. 2001 p. 35
9. ↑  Weldon C. Matthews Confronting an Empire, Constructing a Nation: : Arab Nationalists and Popular Politics in Mandate Palestine, I.B. Tauris, 2006 p. 31
10. ↑  أيوب, محمد شعبان. "أمين الحسيني.. حين تعاون مفتي القدس مع هتلر وموسوليني". الجزيرة نت (بar-EG). Archived from the original on 2024-01-12. Retrieved 2024-01-12.{{استشهاد ويب}}:  صيانة الاستشهاد: لغة غير مدعومة (link)
11. 1 2 3 4  إسرائيل تهدم بيت مفتي القدس نسخة محفوظة 12 يناير 2011 على موقع واي باك مشين.. موقع الجزيرة،2011-1-9. وصل لهذا المسار في 11 يناير 2011. "نسخة مؤرشفة". مؤرشف من الأصل في 2011-01-12. اطلع عليه بتاريخ 2011-01-11.{{استشهاد ويب}}:  صيانة الاستشهاد: BOT: original URL status unknown (link)[وصلة مكسورة]
12. ↑  كلينتون: إقدام إسرائيل على هدم فندق في القدس الشرقية يقوض جهود السلام. موقع البي بي سي، 2011-1-9. وصل لهذا المسار في 11 يناير 2011. نسخة محفوظة 6 أبريل 2020 على موقع واي باك مشين.
13. ↑  إدانات لهدم مقر مفتي القدس السابق نسخة محفوظة 13 يناير 2011 على موقع واي باك مشين. موقع الجزيرة،2011-1-9. وصل لهذا المسار في 11 يناير 2011. "نسخة مؤرشفة". مؤرشف من الأصل في 2011-01-13. اطلع عليه بتاريخ 2011-01-11.{{استشهاد ويب}}:  صيانة الاستشهاد: BOT: original URL status unknown (link)[وصلة مكسورة]
14. ↑  Mattar 1992، صفحة 6; Pappé 1994، صفحة 2.
15. ↑  Laurens 1999، صفحة 425.
16. 1 2  Krämer 2008، صفحة 219.
17. ↑  Laurens 1999، صفحات 425–426.
18. ↑  Laurens 1999، صفحات 426,675 n16.
19. ↑  Sicker 2000، صفحة 33 Krämer 2008، صفحة 219;
20. ↑  Pappé 2010، صفحات 147–148.
21. ↑  Achcar 2010c، صفحة 131.
22. 1 2 3  Matthews 2006، صفحة 31.
23. ↑  Elpeleg 2007، صفحة 3.
24. ↑  Laurens 1999، صفحة 409: "Selon Jaussen (Antonin Jaussen?), le nombre d'Arabes palestiniens reclutés dépasse les 500."
25. ↑  Krämer 2008، صفحات 152–153:Both local Palestinian Arabs and Jews played almost no role in the conquest of Palestine: the former enlisted after the Arab revolt and were active east of the Jordan, the latter were recruited after the conquest of Jerusalem and saw little military action.
26. ↑  Huneidi 2001، صفحة 35.
27. ↑  Friedman 2000، صفحات 239–240.
28. ↑  Huneidi 2001، صفحة 40. The report was never published, the newly appointed High Commissioner Sir Herbert Samuel informing the War Office that it was best forgotten.
29. ↑  Schechtman 1986، صفحات 334–337.
30. ↑  Elpeleg 2007، صفحة 6.
31. ↑  Laurens 1999، صفحات 506–512.
32. ↑  Sicker 2000، صفحات 23ff. for a reading which follows closely Meinertzhagen's reading of the events as a British army plot.
33. ↑  Regarding the whole period preceding the riot, marked by conflicting rumours, Laurens writes:"For several months, the intelligence service Zionists organised in 1918 multiplied warnings about plots by Arab activists. These pieces of information never received any confirmation from the British (or French) intelligence service. Later Arab sources show this quite clearly: no one claimed responsibility for any planning (prémeditation) for the events, even several decades afterwards". Laurens 1999، صفحة 506.
34. ↑  Tauber 1994، صفحة 102.
35. ↑  Huneidi 2001، صفحة 37 citing the Palin Report, pp. 29–33.
36. ↑  Laurens 1999، صفحة 545. 1920 was considered the "year of disaster" (am al-nakba) after the failure, with the French overthrow of Faisal, of the pan-Arab project for a Greater Syria, embracing also Lebanon and Palestine. The Haifa conference, 13–20 December 1920, "marks the basic date in the history of the Palestinian question: it is the historical moment where the Palestinian version of nationalism prevails over the pan-Arab version."
37. ↑  Kimmerling & Migdal 2003، صفحات 81–86."Faysal's fall marked an important turning point. From then until 1948, Palestinian politics and loyalties were determined by the idea of an independent Palestine." (p.86) "The platform drawn up in Haifa would change little over the next few decades. It contained the following six elements: the first public recognition of Palestine, as it would be constituted by the mandate, as a distinct political entity for the people living there.. a total rejection of any political or moral right of the Jews over Palestine; a declaration of unity among the Palestinian Arabs to supersede any other loyalties, such as those to religion, region, and clan; a call to the new administration to halt any transfers of Arab or state lands to Jewish control; the demand to close Palestine to further immigration; a call to recognize the Arab executive Committee.. as a legitimate representative of the population before the British authorities (with a status similar to that defined for the Jewish Agency).." (p.86)
38. ↑  Milton-Edwards 1999، صفحة 25:"Through his position Haj Amin, with the blessing of the British, was able to play a pivotal role in the course of Palestinian nationalist politics. He sought eventually to combine his religious role with his political position in the burgeoning area of Palestinian nationalist agitation."
39. ↑  Nicosia 2008.
40. ↑  Tauber 1994، صفحات 105–109.
41. ↑  Ghandour 2009، صفحة 142.
42. ↑  Morris 2011، صفحات 111ff.
43. ↑  Elpeleg 2007، صفحات 7–10.
44. ↑  Kupferschmidt 1987، صفحات 19,78:"Soon after the British began to style Kāmil al-Husaynī as the Grand Muftī (al-muftī al-akbar), a title which had hitherto been unknown in Palestine but which was probably copied from Egypt. This gesture was, in part, meant as a reward for Kāmil's cooperation with the British, but it may have been intended to substitute some kind of a new hierarchy for the former Ottoman one".
45. ↑  Elpeleg 2007، صفحة 11:"He demanded that the title Grand Mufti, which had been granted to his brother by the British for cooperating with them, also be given to him, and that his salary be higher than that of the other muftis. Richmond and Storrs supported this claim, arguing that since, from the spiritual and religious points of view, the status of Jerusalem was superior to that of other regions in Palestine, the Mufti of Jerusalem should be considered head of the country's Muslim community. ".
46. ↑  Khalidi 2001، صفحة 22: "After their occupation of the country, the British created the entirely new post of 'grand mufti of Palestine' (al-mufti al-akbar), who was also designated the 'mufti of Jerusalem and the Palestine region' (mufti al-Quds wal-diyar al-filistiniyya)."
47. ↑  Cohen 1989، صفحة 69.
48. ↑  Sicker 2000، صفحات 32f.:Elpeleg 2007، صفحة 48.
49. ↑  Matthews 2006، صفحات 31–32:"It was not scholarly religious credentials that made Hajj Amin an attractive candidate for president of the SMC in the eyes of colonial officials. Rather, it was the combination of his being an effective nationalist activist and a member of one of Jerusalem's most respected notable families that made it advantageous to align his interests with those of the British administration and thereby keep him on a short tether."
50. ↑  Matthews 2006، صفحة 32.
51. ↑  Reiter 1996، صفحات 22–24 for details.
52. ↑  Huneidi 2001، صفحة 38 This excludes funds for land purchases. The "Jewish Agency", mentioned in article 4 of the Mandate only became the official term in 1928. At the time the organisation was called the Palestine Zionist Executive.
53. ↑  Milton-Edwards 1999، صفحة 38.
54. ↑  Robinson 1997، صفحة 6.
55. ↑  Morris 2011، صفحة 111.
56. ↑  UNPC 1948، § 24.
57. ↑  Kupferschmidt 1987، صفحات 131–132 for a detailed list of the several sites on the Haram that underwent extensive renovation.
58. ↑  Monk 2002، صفحة 61 The name is occasionally given as Kamal Bey, or Kamal al-Din in primary and secondary sources.
59. ↑  Monk 2002، صفحات 42–72 for a detailed account of Richmond's role. Richmond authored an important volume on the Haram (Ernest Tatham Richmond, The Dome of the Rock in Jerusalem: A description of its structure and decoration, Oxford University Press, Oxford 1924).
60. ↑  Laurens 2002، صفحة 156.translation needed
61. ↑  Kupferschmidt 1987، صفحات 127ff.,130. The mosaic tesserae, however, were manufactured in, and imported from, Turkey.
62. ↑  Sicker 2000، صفحة 77.
63. ↑  Benvenisti 1996، صفحات 77f. writes that Rabbi Kook had preached as early as 1920: "The Temple Mount is Israel's holy place, and even should it be under the hand of others for long days and periods of time, it will finally come into our hands..., which could merely mean however that, in rabbinical thought, with the coming of the Messiah, the Temple would automatically revert to the Jews."
64. ↑  Yaeger 1996، صفحات 196ff..
65. ↑  Laurens 2002، صفحة 154.translation needed
66. ↑  Laurens 2002، صفحة 163. translation needed
67. ↑  The longest accounts for the riots are in Kolinsky 1993، صفحات 42–70 and Segev 2001، صفحات 309–327.
68. ↑  Among them شكري القوتلي, Ihsan al-Jabiri and Adil Arslan
69. ↑  Kupferschmidt 1987، صفحة 131 gives the 26th: Laurens 2002، صفحة 155 (translation needed) gives the 17th.
70. 1 2  Laurens 2002، صفحة 158. translation needed
71. ↑  Laurens 2002، صفحة 157: Kupferschmidt 1987، صفحة 131 gives 24 September.
72. ↑  Ovendale 2004، صفحة 71.
73. ↑  Lajnat al-Difa and al-Buraq al-Sharif. See Monk 2002، صفحة 70. The Muslim name for the contested section of the wall, where Mohammed was said to have tethered his steed Buraq while on his famous visionary flight to heaven. See Krämer 2008، صفحة 225.
74. ↑  Gonen 2003، صفحة 141.
75. ↑  Laurens 2002، صفحات 153,158–161,162 translation needed
76. ↑  Muslims in the Mughrabi Quarter were to make similar complaints against the racket of Hasidic ritual dancing in the area on the night of the anniversary of Muhammad's birth, 16 August 1929.Laurens 2002، صفحة 170. translation needed
77. ↑  Laurens 2002، صفحات 163–165. translation needed
78. ↑  Laurens 2002، صفحة 632. n.3: "Fixed hours of Jewish worship" was given, instead of "customary hours of Jewish worship".
79. ↑  Sicker 2000، صفحة 79:"This was done to ensure a new major influx of non-Zionist American wealth into the country to support the development of a Jewish national home".
80. ↑  Sicker 2000، صفحات 179ff..
81. ↑  Laqueur 2003، صفحات 168–169.
82. ↑  Laurens 2002، صفحات 168–169. translation needed
83. ↑  Krämer 2008، صفحة 230.
84. ↑  Krämer 2008، صفحة 230 writes that it was in revenge for the former incident.
85. ↑  Particularly with Riad al-Suhl
86. ↑  Laurens 2002، صفحة 171 asserts that "The matter was sufficiently important.. for this not to be (read as) an attempt to secure an alibi for subsequent events".
87. ↑  Laurens 2002، صفحات 168–172. translation needed
88. ↑  Laurens 2002، صفحة 173. translation needed
89. ↑  Laurens 2002، صفحة 179 translation needed Sicker 2000، صفحة 46; gives 133 Jewish killed, and 339 wounded, 116 Arabs known to be killed, and 232 known to be wounded, the latter almost entirely due to police actions. The Arab wounded are those registered by the Mandatory authorities. Many preferred to hide their injuries.
90. ↑  Great Britain 1930، صفحات 158–159.
91. ↑  Laurens 2002، صفحة 199. translation needed
92. ↑  Laurens 2002، صفحة 200 citing Samuel 1970، صفحة 96, which records several long talks of members of Brit Shalom with Snell. translation needed
93. 1 2  Great Britain 1930، صفحة 172.
94. ↑  Permanent Mandates Commission 1930.
95. ↑  Huneidi 2001، صفحة 36 citing Palin Report p. 184.
96. 1 2  Sells 2015، صفحة 725.
97. ↑  Laurens 2002، صفحات 175–176.
98. ↑  Laurens 2002، صفحات 180–181. translation needed
99. ↑  Hen-Tov 1974، صفحة 16.
100. ↑  Lachman 1982، صفحات 75–76.
101. ↑  Achcar 2010b، صفحة 144.
102. ↑  Laurens 2002، صفحة 297. translation needed
103. ↑  Rosen 2005، صفحة 104. Rosen notes that, by 1934, it had 63 cells (400 youths).
104. ↑  Laurens 2002، صفحات 292, 297f. One such discovery, in the port of Haifa, in October 1935, of a shipment of arms from Germany, with the apparent authorization of the Nazi Ministry for Internal Affairs, and destined for the Haganah, led to great agitation and played into the hands of those Arabs who pressed for more radical activities. translation needed.
105. ↑  Laurens 2002، صفحة 376.
106. ↑  De Felice 1990، صفحات 210–211 mentions £138,000 from 10 September 1936 to 15 June 1938. Earlier, in January 1936 Italy had given al-Husseini £12,000 of a promised £25,000.
107. ↑  De Felice 1990، صفحة 210.
108. ↑  Sachar 2006، صفحات 199–200.
109. ↑  Sachar 1972، صفحة 73.
110. 1 2  Sachar 2006، صفحات 200–201.
111. ↑  Laurens 2002، صفحة 373:Levenberg 1993، صفحة 8.
112. ↑  Hughes 2019، صفحات 422–523.
113. ↑  Rose 1989، صفحة 332.
114. ↑  Fieldhouse 2006، صفحة 169.
115. ↑  Mattar 1984، صفحة 272: "terrorism was employed by both sides during the Arab Revolt. Palestinian guerrilla warfare included violence against British officials, Jewish civilians, and members of the Opposition, some of whom were collaborators. The British and Zionist forces, in an attempt to suppress the rebellion, indiscriminately shot and bombed civilians, used suspects as human minesweepers, executed Palestinians for minor offenses, and operated with the Opposition to assassinate rebels. Political assassination, however, was used far more frequently by the supporters of the Mufti against pro-British and Opposition members."
116. ↑  Karmi 2004، صفحة 9 Ghada Karmi recalls that her oldest uncle, who refused to join Husseini's camp, suffered two attempts on his life by an assassin sent by al-Husseini, in Nablus and Beirut. The second attempt succeeded.
117. ↑  Swedenburg 2003، صفحة 87.
118. ↑  Laurens 2002، صفحة 374.
119. ↑  Mattar 1984، صفحة 270.
120. ↑  Cohen 2008، صفحة 171.
121. ↑  Mattar 1984، صفحة 269.
122. ↑  Mattar 1984، صفحة 274: "Between November 1939 and June 1940 thirty-nine Palestinians were condemned to death in secret British trials. The Mufti knew most of the condemned rebels or their families personally. Their families desperately appealed to him to intervene, but all he could do was turn to fellow Muslims and Arabs to intercede with the British. In one such appeal, he wrote an Indian friend that the British were annihilating the 'best element,' whose only crime was 'to defend their country'."
123. ↑  Mattar 1984، صفحات 269–270.
124. ↑  Aboul-Enein & Aboul-Enein 2013، صفحة 15:"Both Italy and Britain came to the realization in the late 1930s as the clouds of war began to descend on Europe that support for the Arabs would prove fruitful."
125. ↑  Hilberg 1973، صفحة 716.
126. ↑  Morris 2011، صفحة 159.
127. ↑  Khalaf 1991، صفحات 72–75.
128. 1 2  Mikics 2014.
129. ↑  Gordon 2008.
130. ↑  Cohen 2008، صفحات 172–174.
131. 1 2  Laurens 2002، صفحة 259.
132. ↑  Copeland, Miles. The Game Player: Confessions of the CIA's original operative. 1989. Page 181. "Most of them (the Nazis) were anti-Arab, although they had the wit to conceal that fact."
133. 1 2  Mattar 1984، صفحة 277.
134. ↑  Aboul-Enein & Aboul-Enein 2013، صفحات 184–186.
135. ↑  Morris 2008، صفحات 20–22.
136. ↑  De Felice 1990، صفحات 212–213:"It should be quite clear that this relation (arose) not, as a number of authors have nonetheless argued, because of a presumed affinity of their ideology with that of the Nazis or Fascists, no such thing existed, but by virtue of the wholly political logic (of events) that saw in the enemies (in deed or potentially) of their own enemies their own friends, particularly if the latter have already provided evidence – and this was, precisely, the case with Germany, and all the more so, with Italy – of being interested, in terms of the same political logic, in giving support to their cause".("E questo, sia ben chiaro, non -come pure è stato sostenuto da vari autori – per una presunta affinità della loro ideologia con quelle nazista e fascista, che non-esisteva, ma in forza della logica tutta politica che vede nei nemici (in atto o potenziali) dei propri nemici i propri amici, specie se essi hanno già dato prova – e questo era appunto il caso della Germania ed ancor più dell'Italia – di essere interessati, nella stessa logica politica, a sostenere la loro causa").
137. ↑  واعتبرت المانيا بلدآ صديقآ لأنها لم تكن دولة مستعمرة ولم يسبق لها أن تعرضت بسوء لأية دولة عربية أو اسلامية, ولأنها كانت تقاتل أعداءنا من مستعمرين و صهيونيين, ولان عدو عدوك صديقك, و كنت موقنآ, أن انتصار المانيا سينقذ بلادنا حتمآ من خطر الصهيونية و الاستعمار
138. 1 2 3  Mattar 1984، صفحة 271.
139. ↑  Laqueur 1970، صفحة 106.
140. ↑  Rubin & Schwanit 2014، صفحة 7.
141. ↑  Mattar 1984، صفحة 276.
142. ↑  Yahil, Friedman & Galai 1991، صفحة 676, n.53.
143. ↑  Nicosia 2000، صفحة 87 Wolff's wife was Jewish, and he was forced to resign in 1936.
144. ↑  Laurens 2002، صفحة 250.
145. ↑  Nicosia 2000، صفحات 85–86.
146. ↑  Nicosia 2000، صفحات 86–87.
147. ↑  Nicosia 2008، صفحات 71,95,196.
148. ↑  De Felice 1990، صفحات 211–212.
149. ↑  Nicosia 2000، صفحات 105,185ff.
150. ↑  Davidson 2001، صفحة 239.
151. ↑  Laurens 2002، صفحة 467.
152. ↑  Tripp 2002، صفحة 99.
153. ↑  Nevo 1984، صفحة 7.
154. ↑  Simon 2004، صفحة 130: "Soon after his arrival al-Husseini was received in state by the Iraqi politicians who welcomed and feted him and voted him an immediate subvention of ID 18,000 to be folloed by other grants throughout his stay in Iraq: ID 1,000 monthly from hidden funds of the Iraqi secret service, 2 percent of the salary of every Iraqi government official including the military and the police, grants of ID 12,000 between 1939 and mid-1940 for the relief of distress in Palestine, and special sums donated by the Palestine Defense Society, the Red Crescent, and other public donations. He received gifts from Egypt, from King 'Abd al-'Azis Al Sa'ud, payments of some ID 60,000 from the Germans and some ID 40,000 from the Italians, who also promised £20,000 in gold monthly if al-Husseini initiated another Palestine revolt. He was the guest of honor at state functions and, with his 5,000 to 6,000 followers, al-Husseini installed a mini-government in Baghdad where he settled and began to renew contact with old friends and make new ones in the Iraqi army and police force, with lawyers, doctors and teachers. By 1941 his influence was such that he could place Palestinians in the Iraqi bureaucracy, adding more teachers and other professionals to those Palestinians already working in Iraq. It was said that he controlled hirings, firings, and promotions in Iraqi government departments, that he could have passports issued on demand to his followers, and that he could authorize the importation of personal effects into Iraq duty-free. He controlled newspapers and propaganda mechanisms, some mutually with German influence and money, which were not interfered with."
155. ↑  Nevo 1984، صفحة 8.
156. ↑  Tripp 2002، صفحات 100–102.
157. ↑  Mattar 1984، صفحات 273–274: "pointed out: 'No element in all Iraqi-British relations 1941 was more powerful in poisoning them than Palestine Question', citing Stephen Longrigg."
158. ↑  Hirszowicz 1966، صفحات 82–83.
159. ↑  Simon 2004، صفحة 131.
160. ↑  Nevo 1984، صفحة 9 "As a result of these meetings an agreement was initialled whereby the Arabs of Palestine (through their representatives, the members of the AHC), undertook to support Britain and agree to the White Paper on condition that the clause pertaining to the country's independence be put into application forthwith and not after a ten-year period of transition as provided in the original document. Nuri al-Sa'id, with the consent of his government, undertook to place two divisions (about half of the Iraqi army) at the disposal of the Allies outside Iraq (in other words, to take an active part in the fighting against the Axis), if the agreement were implemented."
161. ↑  Mattar 1984، صفحة 275.
162. ↑  Nevo 1984، صفحة 9.
163. ↑  Mattar 1984، صفحة 274.
164. ↑  Mattar 1984، صفحة 280.
165. ↑  Nevo 1984، صفحات 10–12.
166. ↑  Elpeleg 2012، صفحات 60–.
167. ↑  Mattar 1984، صفحات 280–281; Simon 2004، صفحة 207, n.16.
168. ↑  Mattar 1984، صفحة 281.
169. ↑  Davis 2005، صفحة 70.
170. ↑  Lukitz 1995، صفحة 96.
171. ↑  Gavish 2010، صفحة 239.
172. ↑  Tripp 2002، صفحة 105.
173. ↑  Laurens 2002، صفحات 463–464.
174. ↑  De Felice 1990، صفحة 247.
175. ↑  Nicosia 2017، صفحات 187–188.
176. ↑  Lewis 1999، صفحات 150–151.
177. 1 2  Lewis 2002، صفحة 190.
178. ↑  Lewis 1999، صفحات 151–152.
179. ↑  Segev 2001، صفحة 463.
180. ↑  Lewis 1999، صفحة 152.
181. ↑  Lewis 1999، صفحة 151.check
182. ↑  Browning 2007، صفحة 406 drawing on Yisraeli 1974، صفحة 310.
183. ↑  Yisraeli 1974، صفحة 310
184. ↑  Schechtman 1965، صفحات 307–308
185. ↑  Laurens 2002، صفحة 468.
186. ↑  Günther & Zankel 2006، صفحة 7.
187. ↑  Gensicke 2011، صفحة 119.
188. 1 2  Wien 2016، صفحة 376.
189. ↑  Lebor & Boyes 2000، صفحة 230.
190. ↑  Schwanitz 2004، صفحات 217–220.
191. 1 2  Sells 2015، صفحة 726.
192. ↑  Biddiscombe 2018، صفحات 789,793.
193. ↑  Schwanitz & Rubin 2014، صفحة 160.
194. ↑  Achcar 2010b، صفحات 151–152.
195. ↑  Laurens 2002، صفحة 469.
196. ↑  Achcar 2010b، صفحة 157.
197. ↑  Ahren 2015: "Yehuda Bauer, Israel's preeminent Holocaust scholar, is a prominent case in point. 'After the war, they caught him (Wisliceny) and tried him at Nuremberg, where he tried to eschew all responsibility, saying: 'It wasn't Hitler, it wasn't me, it was the mufti', ... It's clear that his account is untrue: the Germans had started annihilating the Jews half a year before Hitler and the mufti met'."
198. ↑  Hopwood 1980، صفحة 69: "During his trial in Jerusalem in 1961, Eichmann denied having known the Mufti well, affirming he had met him only once during an official reception. The evidence for the friendship came from Dieter Wisliceny, one of Eichmann's aides, who months before the Nuremberg trials had begun to prepare an alibi for himself at the expense of Eichmann. Wisliceny went much further and accused the Mufti of being an 'initiator' of the extermination policy. Other evidence of the Mufti's alleged role came from Rudolf Kastner (a Jewish leader in Hungary), who reported that Wisliceny had told him that 'According to my opinion, the Grand Mufti ... played a role in the decision ... to exterminate the European Jews ... I heard say that, accompanied by Eichmann, he has visited incognito the gas chamber at Auschwitz'. These reports coming only from Wisliceny must be questioned until substantiated from other sources."
199. ↑  Cesarani 2007، صفحة 263.
200. 1 2  Cesarani 2007، صفحات 54–57.
201. ↑  "It is doubtful whether Eichmann made contact with al-Husseini even in 1942, when the latter resided in Berlin. If this fallen idol makes an occasional appearance in Eichmann's office correspondence it is because Eichmann's superiors at the Foreign Office found the Mufti a very useful sacred cow, always to be invoked when the reception of Jewish refugees in Palestine was under discussion. Dieter Wisliceny even believed that Eichmann regarded al-Husseini as a colleague in a much expanded post-war Final Solution."Reitlinger 1971، صفحات 27–28.
202. ↑  Sells 2015، صفحة 738.
203. ↑  Pearlman 1963، صفحة 596.
204. ↑  Landsman 2005، صفحات 95–96.
205. ↑  Arendt 1963، صفحة 13.
206. ↑  Landsman 2005، صفحة 96 writes: "The Mufti materials were highly prejudicial, and the argument constructed from them was deeply troubling. ... Eichmann's and the Mufti's crimes had nothing to do with each other. The prosecution's attempt to link Eichmann symbolically with the Arabs, Israel's bitterest enemy, showed its preoccupation with the contemporary situation of the Jewish state. The success of this effort to prejudice the court is clear in the judges' willingness to entertain the Mufti evidence and to incorporate it into their judgment in a coy passage that identifies shared goals but not a shred of actual joint criminal activity."
207. 1 2 3  Medoff 1996، صفحة ?.
208. ↑  Lewis 1999، صفحة 156.
209. ↑  Stangneth 2015، صفحات 43–44.
210. ↑  Sells 2015، صفحة 730.
211. ↑  Laurens 2002، صفحة 670, n.190.
212. ↑  Hilberg 1973، صفحة 504.
213. ↑  Zertal 2005، صفحة 102.
214. ↑  Schechtman 1965، صفحات 154–155.
215. ↑  Achcar 2010b، صفحات 145–146.
216. ↑  Carpi 1977، صفحة 39.
217. ↑  Lewis 1997، صفحة 311.
218. ↑  Elpeleg 2007، صفحة 68.
219. 1 2  National Archives: released MI5 documents 2001، صفحة 19.
220. ↑  Fountain 2001.
221. ↑  Adams 2009، صفحة 15.
222. ↑  Mallmann & Cüppers 2010، صفحة 201.
223. ↑  Bar-Zohar & Haber 2002، صفحات 45–66.
224. ↑  Finkelstein 2008، صفحة 322.
225. ↑  USHMM: al-Husayni.
226. ↑  Breitman & Goda 2012.
227. ↑  Medoff 1996، صفحة 317.
228. ↑  Achcar 2010a.
229. ↑  Shay 2009، صفحة 33.
230. ↑  Sells 2015، صفحة 747 n.33.
231. 1 2  Sachar 1961، صفحة 231.
232. ↑  Spoerl 2020، صفحة 214.
233. ↑  Fisk 2006، صفحة 439.
234. ↑  Hoare 2013، صفحة 53.
235. ↑  Tomasevich 2001، صفحة 496.
236. ↑  Stein 1984، صفحات 184–185.
237. ↑  Lepre 1997، صفحة 47 named from the word for a Turkish policeman's sword (or fighting knife, handžar, from Turkish hancerTomasevich 2001، صفحة 497), which had figured as an emblem on the Bosnian coat-of-arms.
238. ↑  Mojzes 2011، صفحة 78.
239. ↑  Lepre 1997، صفحة 313:"Overall, it is fairest to say that the Yugoslavian insurgency was a racial – national – ideological – religious struggle that was unique in its barbarity and excesses were perpetrated by all of the warring sides against both combatants and the civilian population."
240. ↑  Mojzes 2011، صفحات 97–98: "a scorched-earth practice commenced ... During the operation, we carried out the complete annihilation of the Moslem inhabitants, without regard to their sex and age ... The whole population has been annihilated."
241. ↑  Lepre 1997، صفحة 31:"The hearts of all Muslims must today go out to our Islamic brothers in Bosnia, who are forced to endure a tragic fate. They are being persecuted by the Serbian and communist bandits, who receive support from England and the Soviet Union.... They are being murdered, their possessions are robbed, and their villages are burned. England and its allies bear a great accountability before history for mishandling and murdering Europe's Muslims, just as they have done in the Arabic lands and in India."
242. ↑  Lepre 1997، صفحات 26–28.
243. ↑  Lepre 1997، صفحة 34.
244. ↑  Lepre 1997، صفحة 313.
245. ↑  Lepre 1997، صفحة 33.
246. ↑  Lepre 1997، صفحة 75.
247. ↑  Lepre 1997، صفحة 125.
248. ↑  Tomasevich 2001، صفحة 497:"the objective was not to synthesize National Socialism and Islam, nor to convert the Bosnian Muslims (who, it said, though racially Germanic, were ideologically part of the Arab world) to National Socialism ... though distinct the two ideologies would act together against their common enemies—Jews, Anglo-Americans, Communists, Freemasons, and the Catholic Church."
249. ↑  Lepre 1997، صفحة 67:"Husseini and the Germans opted against forming any synopsis between Islam and national socialism. ... The Idea of Family (Familiengedanke) – the strong family sense possessed by the German and Muslim peoples. The Idea of Order (Ordnungsgedanke) – the idea of the New Order in Europe. The Idea of the Fũhrer (Fũhrergedanke) – The idea that a people should be led by one leader. The Idea of Faith (Glaubensgedanke) – That Islam (for Muslims) and national socialism (for Germans) would serve as educational tools to create order, discipline, and loyalty."
250. ↑  Lepre 1997، صفحة 135.
251. ↑  Tomasevich 2001، صفحة 499.
252. ↑  Lepre 1997، صفحات 247ff..
253. ↑  Lepre 1997، صفحة 257.
254. ↑  Lepre 1997، صفحة 303.
255. 1 2  Fisk 2006، صفحة 446.
256. 1 2 3 4 5 6 7 8 9 10 11 12 13 14  Hershco 2006.
257. ↑  Breitman & Goda 2012، صفحة 21.
258. ↑  Hilberg 1973، صفحة 691:"In all the sessions of the American Jewish Conference and its interim committees, no proposal was put forward for the trial of any specific individual or category of individuals, save one: the ex-Mufti of Jerusalem."
259. ↑  Shlaim 2000، صفحات 156–157 regarding Ben-Gurion's relationship with al-Husseini writes of "(his) old tactic of projecting an image of reasonableness and placing the onus for the deadlock on the shoulders of his Arab opponents. This was the tactic that had served him so well in relation to the grand Mufti, Hajj Amin al-Husseini, and other Arab leaders in the pre-Independence period".
260. ↑  Laurens 2002، صفحة 549.
261. ↑  Morris 2008، صفحة 107.
262. ↑  Laurens 2002، صفحات 594–595.
263. ↑  Cohen 2008، صفحة 236"...Musa al-Alami surmised that the Mufti would agree to partition if he were promised that he would rule the Arab state".
264. ↑  Radosh & Radosh 2008، صفحات 65–75.
265. ↑  Shlaim 2001، صفحة 30.
266. ↑  Elpeleg 2007، صفحة 106.
267. 1 2  Levenberg 1993، صفحة 198.
268. ↑  Sayigh 1999، صفحة 14.
269. ↑  Budeiri 2001، صفحات 40–51.
270. ↑  Shlaim 2001، صفحة 97.
271. 1 2  Kamel 2013.
272. ↑  Kassim 1988، صفحة 294.
273. ↑  Hall 2008، صفحة 464.
274. ↑  Shlaim 2001، صفحة 99.
275. ↑  Laurens 2007، صفحات 167–169.
276. ↑  Brynen 1990، صفحة 20.
277. ↑  Cohen 2008، صفحة 257.
278. ↑  Cohen 2008، صفحة 237.
279. ↑  Elpeleg 2007، صفحة 48.
280. ↑  أوليفر ستانلي (وزارة المستعمرات في بريطانيا), answer to a question on notice, House of Commons debates, 1 December 1943; Hansard, vol 395 paragraphs 347–8
281. ↑  Elpeleg 2007، صفحة 98.
282. ↑  Laurens 2007، صفحة 308.
283. ↑  Laurens 2007، صفحة 694.
284. ↑  Morris 2011، صفحة 57.
285. ↑  Morris 1997، صفحات 57ff.,232
286. 1 2  Achcar 2010b، صفحة 162.
287. ↑  Fisk 2006، صفحة 447.
288. ↑  Achcar 2010b، صفحات 162–163.
289. ↑  Mattar 1988، صفحات 227–228.
290. ↑  Pearlman 1947.
291. ↑  Schechtman 1965، صفحة ?.
292. ↑  Mattar 1988، صفحة 228:"the Zionist biographers, especially Maurice Pearlman and Joseph B. Schechtman, rely on the Western press; they lack even an elementary familiarity with al-Husayni, Islam, the Arabic language, or Palestinian society and its politics."
293. ↑  Sells 2015، صفحات 725–726.
294. 1 2  Rouleau 1994.
295. ↑  Höpp & Wien 2010، صفحات 214–215:"Zionist and Israeli leaders, however, have exploited the Mufti's activities to denigrate the Palestinian resistance against Israeli occupation as in fact Nazi inspired from the beginning and thus as fundamentally anti-Semitic. The latest example for these efforts is Israeli Foreign Minister Avigdor Lieberman's circulating a photograph of a meeting between the Mufti and Adolf Hitler in Berlin in 1941 in order to provide a convincing argument why Israel had the right to expand building activities in East Jerusalem."
296. ↑  Laurens 2002، صفحات 467,469–470; "In terms of his initial formation, Haj Amin was far from being an antisemite. He had learned French at the Alliance Israélite Universelle institute in Jerusalem and Albert Antébi had been one of his mentors. In the interwar period, he had fought Zionism as a political and religious leader. He was then of the opinion that the aim of Zionism was to expel the Arabs of Palestine and take over the Haram al-Sharif in order to build the Third Temple. Gradually (progressivement) he was persuaded that world Judaism supported Zionists in a secretive manner and exercised a major influence over decision-making in Great Britain and the United States. For some time (during WW2) he was certain (based on real facts) that the Zionists were seeking to assassinate him. … It is evident that he gradually came to identify his battle in Palestine with that of Germany against world Judaism. The reading of all those passages in his memoirs devoted to his European sojourn reveal an assimilation of the content of european antisemitism, with their two great themes of the identification of Judaism with financial capitalism (Anglo-Saxons), and of the legend of the stab in the back (the Jews as responsible for the two world wars). On the other hand, a racist vision of world history is totally absent from his general worldview. … Taken together, his writings after 1945 do not show him as having an attitude of holocaust denial, whilst Arab politicians of the first rank, in the period of Eichmann's trial, had begun to adopt (precisely) this kind of discourse."
297. ↑  Kiely 2008، صفحة 113.
298. ↑  Elpeleg 2007، صفحة 73.
299. ↑  Laqueur & Rubin 2001، صفحة 51.
300. ↑  Morris 2008، صفحات 21–22, "He was deeply anti-Semitic. He later explained the Holocaust as owing to the Jew's sabotage of the German war effort in World War I and the millennia of Gentile anti-Semitism as due to the Jews' 'chararacter': (quoting al-Husseini) 'One of the most prominent facets of the Jewish character is their exaggerated conceit and selfishness, rooted in their belief that they are the chosen people of God. There is no limit to their covetousness and they prevent others from enjoying the Good. … They have no pity and are known for their hatred, rivalry and hardness, as Allah described them in the Qur'an.' "
301. ↑  Morris lecture at LSE 2011، 43:24 min.
302. ↑  Zertal 2005، صفحات 102, 175:"the demonization of the Mufti serves to magnify the Arafatian threat", … the "[portrayal of the Mufti as] one of the initiators of the systematic extermination of European Jewry (…) has no (…) historical substantiation".
303. ↑  Said 1988، صفحة 248.
304. ↑  Mattar 1988، صفحات 239–240.
305. ↑  Rouleau 1994: "C'est surtout dans l'appréciation globale de l'ancien mufti de Jérusalem et de son action que nos deux historiens s'opposent. Médiocre et velléitaire pour le Palestinien, Haj Amin est, pour l'Israélien, un homme 'hors du commun', 'comparable à Haïm Weizmann, David Ben Gourion, ou même à Theodor Herzl'. Ancien gouverneur militaire à Gaza et en Cisjordanie, qui passait autrefois pour un 'faucon', Zvi Elpeleg témoigne de l'évolution des esprits en Israël, où son livre a reçu le meilleur des accueils dans les médias."
306. ↑  Fisk 2006، صفحة 441.
307. ↑  Novick 2000، صفحات 157–158.
308. ↑  Netanyahu 2015.
309. ↑  Beaumont 2015.
310. ↑  Browning 2015: "His extraordinary exaggeration of Husseini's complicity, and by implication that of the entire Palestinian people, is a blatant attempt to stigmatize and delegitimize any sympathy or concern for Palestinian rights and statehood. Netanyahu's shameful and indecent speech is a disservice to anyone – Jew and non-Jew – for whom research, teaching, and preservation of the historical truth of the Holocaust has value, meaning, and purpose."
311. ↑  The Times of Israel 2015.
312. ↑  Sells 2015، صفحة 728.
313. ↑  Sells 2015، صفحة 736.
314. ↑  Höpp 2004، صفحات 217–221.
315. ↑  Achcar 2010b، صفحة 158.
316. ↑  Aderet 2022.

## وصلات خارجية
- أمين الحسيني على موقع الموسوعة البريطانية (الإنجليزية)
- أمين الحسيني على موقع مونزينجر (الألمانية)
- الحاج أمين الحسيني، المعرفة، الجزيرة نت
- أمين الحسيني، إسلام أون لاين.نت
- الحاج محمد أمين الحسيني.. مهاجر القرن العشرين، القدس أون لاين
- الحاج أمين الحسيني، إسلام ويب

1. ↑  انظر إليزابيث أنتيبي، "رجل الحريم"، نيل، باريس، 1996، ص. 563.[18]
2. ↑  ماينرتزهاغن ووايزمان على تواصل دائم وينسقان أعمالهما. (Laurens 1999, p. 495)
3. ↑  انظر أيضًا الرواية البريطانية لهذه الحادثة في: مسح فلسطين (أُعد في ديسمبر 1945 ويناير 1946 لمعلومات لجنة التحقيق الأنجلو أمريكية)، المجلد 1، الفصل 2، حكومة الانتداب البريطاني في فلسطين: القدس 1946، ص 23.
4. ↑  "وقد زعم العلمي أن المفتي العام أبدى اهتمامه بفكرة فلسطين اليهودية كجزء من اتحاد عربي أكبر." (Kotzin 2010, pp. 251–)
5. ↑  كوفمان، "شراكة غامضة"، ٢٨٧، ٣٠٦-٣٠٧. ستيفن ل. شبيغل، "الصراع العربي الإسرائيلي الآخر" (شيكاغو: ١٩٨٥)، ١٧، ٣٢، مقتبس في (Finkelstein 2003, p. 25)
6. ↑  "It would be anachronistic to hold the Jewish Agency activists led by Ruffer or the former Zionist rescue workers of بودابست and براتيسلافا to the standards of historiographical representation that should apply to later versions of the نيومان  [لغات أخرى]‏ story. These men were not acting as historians but as activists working in a war-torn Europe and in the wake of a catastrophe that had not yet been conceptualized as the Holocaust. Ruffer and Pier teamed with other Jewish Agency operatives who had been dispatched to postwar Europe to coordinate illegal immigration (referred to on the European end as Briha and on the Palestinian end as عليا بت), war-crimes documentation, and in some cases arms smuggling. They loathed Husayni as a Nazi collaborator and viewed his possible return to leadership in Palestine as a threat. They lamented the allied preoccupation with the emerging الحرب الباردة that was eclipsing interest in pursuing Nazi criminals. As experienced covert operatives with strong connections to American and European intelligence agencies, they were no doubt aware that Western and Soviet bloc governments as well as governments in the الشرق الأوسط and أمريكا اللاتينية were competing with one another to find and employ former Nazis and Nazi collaborators who could be useful in intelligence gathering, propaganda efforts, and chemical, biological, nuclear, and missile technology; however, they would not likely have known or imagined the full extent of the various programs to recruit war criminals, cleanse their records, and put them to work for their new sponsors. They saw that their only chance of having Husayni arrested and prosecuted lay in making a case that he had played a critical role in the conception, planning, organization, and execution of the extermination policy. They lacked a nation-state to give them a voice in the investigation and prosecution of war criminals and had been frustrated in their attempt to convince war-crimes courts to appoint a Jewish adviser to bring more legal and prosecutorial attention to the Nazi judeocide. Finally, they were also in the midst of an intensive PR effort on behalf of the establishment of a Jewish state in British Mandate Palestine and in opposition to Arab lobbyists like Samir Shammai, who argued that the destruction of European Jewry was committed by European powers and that it was Europe that should make a place for the survivors or grant them a state on its territory, not the Palestinians. For all of these reasons, they prioritized their war-crimes documentation efforts on the hunt for أدولف أيخمان, the manager of the extermination policy, and on the case against Husayni."Sells 2015، صفحات 734–735